# Magnus Carlsen
Sven Magnus Qen Carlsen (tiếng Na Uy: Sven Magnus Øen Carlsen, IPA: [svɛn ˈmɑ̀ŋnʉs øːn ˈkɑːɭsn̩]) sinh ngày 30 tháng 11 năm 1990 ) là một đại kiện tướng cờ vua người Na Uy, nguyên là nhà vô địch cờ vua thế giới, là đương kim vô địch cờ vua nhanh thế giới và đương kim vô địch cờ vua chớp thế giới. Carlsen lần đầu tiên đứng đầu bảng xếp hạng thế giới của FIDE năm 2010 và chỉ thua Garry Kasparov về thời gian là kỳ thủ có Elo cao nhất trên thế giới. Hệ số Elo cờ tiêu chuẩn cao nhất của anh là 2882, cao nhất trong lịch sử.
Là một thần đồng cờ vua, Carlsen giành danh hiệu đồng giải nhất trong Giải vô địch cờ vua U12 thế giới năm 2002. Ngay sau khi bước sang tuổi 13, anh đã hoàn thành đầu tiên trong nhóm C của giải đấu cờ vua Corus và giành được danh hiệu đại kiện tướng vài tháng sau đó. Năm 15 tuổi, anh đã thắng giải Giải vô địch cờ vua Na Uy, và năm 17 tuổi, anh đã đứng đồng giải nhất trong nhóm hàng đầu của giải cờ Corus. Anh đã vượt qua mức ELO 2800 ở tuổi 18 và đạt vị trí số một trong bảng xếp hạng FIDE thế giới ở tuổi 19, trở thành người trẻ nhất từng đạt được những chiến công đó.
Carlsen trở thành nhà vô địch cờ vua thế giới năm 2013 bằng cách đánh bại Viswanathan Anand. Năm sau, anh bảo vệ thành công danh hiệu của mình trước Anand, vô địch cả Giải vô địch nhanh thế giới 2014 và Giải vô địch blitz thế giới 2014, do đó trở thành kỳ thủ đầu tiên đồng thời giữ cả ba danh hiệu; một kỳ tích anh đã lặp lại vào năm 2019. Anh bảo vệ danh hiệu vô địch thế giới cờ tiêu chuẩn của mình sau khi đánh bại Serge Karjakin vào năm 2016, Fabiano Caruana vào năm 2018 và Ian Nepomniachtchi vào năm 2021.
Được biết đến với phong cách tấn công khi còn là thiếu niên, Carlsen đã phát triển thành một kỳ thủ toàn diện. Anh sử dụng nhiều kiểu khai cuộc khác nhau để khiến đối thủ khó chuẩn bị hơn khi thi đấu và làm giảm hiệu quả của phân tích cờ trên máy tính. Anh đã tuyên bố trung cuộc là giai đoạn yêu thích của anh khi chơi cờ vì nó "trở lại với cờ vua thuần túy". Khả năng chơi cờ thế trận (positional play) và năng lực chơi cờ tàn của Carlsen đã khiến anh được so sánh với những cựu vô địch thế giới Bobby Fischer, Anatoly Karpov, Vasily Smyslov và Jose Raúl Capablanca.

## Thời thơ ấu

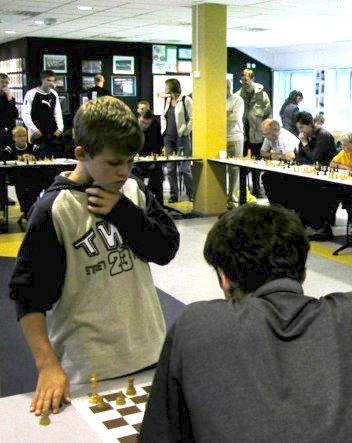
Carlsen thi đấu đồng loạt ở Molde vào tháng 7 năm 2004

Carlsen sinh ra ở Na Uy vào ngày 30 tháng 11 năm 1990, là con của Sigrun Øen, một kỹ sư hóa học và Henrik Albert Carlsen, nhà tư vấn trong lĩnh vực IT. Gia đình cậu sống một năm ở Espoo, Phần Lan, sau đó chuyển đến Brussels, Bỉ rồi trở về Na Uy vào năm 1998 và định cư ở Lommedalen, Bærum. Sau đó họ chuyển đến Haslum. Carlsen bộc lộ năng khiếu với những thử thách trí tuệ: khi mới 2 tuổi, cậu có thể giải trò chơi xếp hình 50 miếng, khi 4 tuổi, cậu chơi Lego với hướng dẫn dành cho trẻ em từ 10-14 tuổi. Carlsen được bố dạy chơi cờ vua năm 5 tuổi mặc dù cậu không thấy hứng thú với cờ vua. Carlsen có ba người chị, và năm 2010, Carlsen nói rằng một trong những điều làm cho anh có động lực chú tâm vào cờ vua xuất phát từ mong ước đánh bại chị của mình. Cuốn sách đầu tiên mà cậu đọc là của Bent Larsen: Find the Plan. Carlsen tự phát triển các kỹ năng cờ vua của mình bằng cách chơi cờ vua một mình hàng giờ liền – di chuyển các quân cờ trên bàn cờ, tìm các đòn phối hợp và chơi lại các trận đấu hoặc một thế trận nào đó được bố mình dạy. Cậu tham dự giải đấu đầu tiên – hạng đấu trẻ nhất của Giải Vô địch Cờ vua Na Uy 1999 – khi 8 tuổi 7 tháng, đạt 6½/11 điểm.
Carlsen sau đó được huấn luyện tại Trường Trung học Thể thao Chuyên nghiệp Na Uy (Norwegian College of Elite Sport) bởi kỳ thủ hàng đầu quốc gia, Đại kiện tướng Simen Agdestein. Vào năm 2000, Agdestein giới thiệu Carlsen với Torbjørn Ringdal Hansen, một Kiện tướng Quốc tế (IM) và cựu vô địch trẻ của Na Uy. Họ bắt đầu tập luyện hàng tuần vào tháng 3. Carlsen thăng tiến rất nhanh với Hansen, giành được hơn một nghìn điểm elo trong vòng chưa đầy một năm. Giải đấu đánh dấu bước ngoặt của cậu là Giải Vô địch Cờ vua Na Uy trẻ vào tháng 9, năm 2000, khi Carlsen giành được 3½/5 trước các kỳ thủ trẻ hàng đầu Na Uy và Rating Performance (PR) khoảng 2000. Ngoài việc chơi cờ mà Carlsen học từ 3 đến 4 tiếng mỗi ngày, cậu thích chơi bóng đá, trượt tuyết và đọc truyện tranh Donald Duck 
Từ mùa thu năm 2000 đến cuối năm 2002, Carlsen chơi khoảng 300 giải đấu tính elo, vài giải cờ chớp và một vài giải đấu nhỏ khác. Cậu đạt 3 chuẩn Kiện tướng Quốc tế gần như liên tiếp: lần đầu vào tháng 1 năm 2003 tại giải Gausdall Troll Masters (7/10 điểm, 2345 PR); lần thứ hai vào tháng 6 năm 2003 tại giải Salongernas IM ở Stockholm (6/9, 2470 PR); lần thứ ba vào tháng 7 năm 2003 tại Cúp Politiken ở Copenhagen (8/11, 2503 PR). Cậu được chính thức phong là Kiện tướng Quốc tế vào ngày 20 tháng 8 năm 2003. Sau khi học xong tiểu học, Carlsen nghỉ một năm để tham dự các giải đấu quốc tế tổ chức ở châu Âu trong suốt mùa thu năm 2003. Cùng năm đó, cậu đồng hạng 3 tại giải Vô địch U14 châu Âu.

## Sự nghiệp Cờ vua
|   | a | b | c | d | e | f | g | h |   |
| 8 | d8 black rook · f8 black rook · g8 black king · a7 black pawn · b7 black pawn · e7 black bishop · f7 black pawn · g7 black pawn · e6 black pawn · f6 black knight · h6 black pawn · a5 black queen · c5 black pawn · e5 white knight · h5 white pawn · d4 white pawn · f4 white bishop · a2 white pawn · b2 white pawn · c2 white pawn · e2 white queen · f2 white pawn · g2 white pawn · b1 white king · d1 white rook · h1 white rook | d8 black rook · f8 black rook · g8 black king · a7 black pawn · b7 black pawn · e7 black bishop · f7 black pawn · g7 black pawn · e6 black pawn · f6 black knight · h6 black pawn · a5 black queen · c5 black pawn · e5 white knight · h5 white pawn · d4 white pawn · f4 white bishop · a2 white pawn · b2 white pawn · c2 white pawn · e2 white queen · f2 white pawn · g2 white pawn · b1 white king · d1 white rook · h1 white rook | d8 black rook · f8 black rook · g8 black king · a7 black pawn · b7 black pawn · e7 black bishop · f7 black pawn · g7 black pawn · e6 black pawn · f6 black knight · h6 black pawn · a5 black queen · c5 black pawn · e5 white knight · h5 white pawn · d4 white pawn · f4 white bishop · a2 white pawn · b2 white pawn · c2 white pawn · e2 white queen · f2 white pawn · g2 white pawn · b1 white king · d1 white rook · h1 white rook | d8 black rook · f8 black rook · g8 black king · a7 black pawn · b7 black pawn · e7 black bishop · f7 black pawn · g7 black pawn · e6 black pawn · f6 black knight · h6 black pawn · a5 black queen · c5 black pawn · e5 white knight · h5 white pawn · d4 white pawn · f4 white bishop · a2 white pawn · b2 white pawn · c2 white pawn · e2 white queen · f2 white pawn · g2 white pawn · b1 white king · d1 white rook · h1 white rook | d8 black rook · f8 black rook · g8 black king · a7 black pawn · b7 black pawn · e7 black bishop · f7 black pawn · g7 black pawn · e6 black pawn · f6 black knight · h6 black pawn · a5 black queen · c5 black pawn · e5 white knight · h5 white pawn · d4 white pawn · f4 white bishop · a2 white pawn · b2 white pawn · c2 white pawn · e2 white queen · f2 white pawn · g2 white pawn · b1 white king · d1 white rook · h1 white rook | d8 black rook · f8 black rook · g8 black king · a7 black pawn · b7 black pawn · e7 black bishop · f7 black pawn · g7 black pawn · e6 black pawn · f6 black knight · h6 black pawn · a5 black queen · c5 black pawn · e5 white knight · h5 white pawn · d4 white pawn · f4 white bishop · a2 white pawn · b2 white pawn · c2 white pawn · e2 white queen · f2 white pawn · g2 white pawn · b1 white king · d1 white rook · h1 white rook | d8 black rook · f8 black rook · g8 black king · a7 black pawn · b7 black pawn · e7 black bishop · f7 black pawn · g7 black pawn · e6 black pawn · f6 black knight · h6 black pawn · a5 black queen · c5 black pawn · e5 white knight · h5 white pawn · d4 white pawn · f4 white bishop · a2 white pawn · b2 white pawn · c2 white pawn · e2 white queen · f2 white pawn · g2 white pawn · b1 white king · d1 white rook · h1 white rook | d8 black rook · f8 black rook · g8 black king · a7 black pawn · b7 black pawn · e7 black bishop · f7 black pawn · g7 black pawn · e6 black pawn · f6 black knight · h6 black pawn · a5 black queen · c5 black pawn · e5 white knight · h5 white pawn · d4 white pawn · f4 white bishop · a2 white pawn · b2 white pawn · c2 white pawn · e2 white queen · f2 white pawn · g2 white pawn · b1 white king · d1 white rook · h1 white rook | 8 |
| 7 | d8 black rook · f8 black rook · g8 black king · a7 black pawn · b7 black pawn · e7 black bishop · f7 black pawn · g7 black pawn · e6 black pawn · f6 black knight · h6 black pawn · a5 black queen · c5 black pawn · e5 white knight · h5 white pawn · d4 white pawn · f4 white bishop · a2 white pawn · b2 white pawn · c2 white pawn · e2 white queen · f2 white pawn · g2 white pawn · b1 white king · d1 white rook · h1 white rook | d8 black rook · f8 black rook · g8 black king · a7 black pawn · b7 black pawn · e7 black bishop · f7 black pawn · g7 black pawn · e6 black pawn · f6 black knight · h6 black pawn · a5 black queen · c5 black pawn · e5 white knight · h5 white pawn · d4 white pawn · f4 white bishop · a2 white pawn · b2 white pawn · c2 white pawn · e2 white queen · f2 white pawn · g2 white pawn · b1 white king · d1 white rook · h1 white rook | d8 black rook · f8 black rook · g8 black king · a7 black pawn · b7 black pawn · e7 black bishop · f7 black pawn · g7 black pawn · e6 black pawn · f6 black knight · h6 black pawn · a5 black queen · c5 black pawn · e5 white knight · h5 white pawn · d4 white pawn · f4 white bishop · a2 white pawn · b2 white pawn · c2 white pawn · e2 white queen · f2 white pawn · g2 white pawn · b1 white king · d1 white rook · h1 white rook | d8 black rook · f8 black rook · g8 black king · a7 black pawn · b7 black pawn · e7 black bishop · f7 black pawn · g7 black pawn · e6 black pawn · f6 black knight · h6 black pawn · a5 black queen · c5 black pawn · e5 white knight · h5 white pawn · d4 white pawn · f4 white bishop · a2 white pawn · b2 white pawn · c2 white pawn · e2 white queen · f2 white pawn · g2 white pawn · b1 white king · d1 white rook · h1 white rook | d8 black rook · f8 black rook · g8 black king · a7 black pawn · b7 black pawn · e7 black bishop · f7 black pawn · g7 black pawn · e6 black pawn · f6 black knight · h6 black pawn · a5 black queen · c5 black pawn · e5 white knight · h5 white pawn · d4 white pawn · f4 white bishop · a2 white pawn · b2 white pawn · c2 white pawn · e2 white queen · f2 white pawn · g2 white pawn · b1 white king · d1 white rook · h1 white rook | d8 black rook · f8 black rook · g8 black king · a7 black pawn · b7 black pawn · e7 black bishop · f7 black pawn · g7 black pawn · e6 black pawn · f6 black knight · h6 black pawn · a5 black queen · c5 black pawn · e5 white knight · h5 white pawn · d4 white pawn · f4 white bishop · a2 white pawn · b2 white pawn · c2 white pawn · e2 white queen · f2 white pawn · g2 white pawn · b1 white king · d1 white rook · h1 white rook | d8 black rook · f8 black rook · g8 black king · a7 black pawn · b7 black pawn · e7 black bishop · f7 black pawn · g7 black pawn · e6 black pawn · f6 black knight · h6 black pawn · a5 black queen · c5 black pawn · e5 white knight · h5 white pawn · d4 white pawn · f4 white bishop · a2 white pawn · b2 white pawn · c2 white pawn · e2 white queen · f2 white pawn · g2 white pawn · b1 white king · d1 white rook · h1 white rook | d8 black rook · f8 black rook · g8 black king · a7 black pawn · b7 black pawn · e7 black bishop · f7 black pawn · g7 black pawn · e6 black pawn · f6 black knight · h6 black pawn · a5 black queen · c5 black pawn · e5 white knight · h5 white pawn · d4 white pawn · f4 white bishop · a2 white pawn · b2 white pawn · c2 white pawn · e2 white queen · f2 white pawn · g2 white pawn · b1 white king · d1 white rook · h1 white rook | 7 |
| 6 | d8 black rook · f8 black rook · g8 black king · a7 black pawn · b7 black pawn · e7 black bishop · f7 black pawn · g7 black pawn · e6 black pawn · f6 black knight · h6 black pawn · a5 black queen · c5 black pawn · e5 white knight · h5 white pawn · d4 white pawn · f4 white bishop · a2 white pawn · b2 white pawn · c2 white pawn · e2 white queen · f2 white pawn · g2 white pawn · b1 white king · d1 white rook · h1 white rook | d8 black rook · f8 black rook · g8 black king · a7 black pawn · b7 black pawn · e7 black bishop · f7 black pawn · g7 black pawn · e6 black pawn · f6 black knight · h6 black pawn · a5 black queen · c5 black pawn · e5 white knight · h5 white pawn · d4 white pawn · f4 white bishop · a2 white pawn · b2 white pawn · c2 white pawn · e2 white queen · f2 white pawn · g2 white pawn · b1 white king · d1 white rook · h1 white rook | d8 black rook · f8 black rook · g8 black king · a7 black pawn · b7 black pawn · e7 black bishop · f7 black pawn · g7 black pawn · e6 black pawn · f6 black knight · h6 black pawn · a5 black queen · c5 black pawn · e5 white knight · h5 white pawn · d4 white pawn · f4 white bishop · a2 white pawn · b2 white pawn · c2 white pawn · e2 white queen · f2 white pawn · g2 white pawn · b1 white king · d1 white rook · h1 white rook | d8 black rook · f8 black rook · g8 black king · a7 black pawn · b7 black pawn · e7 black bishop · f7 black pawn · g7 black pawn · e6 black pawn · f6 black knight · h6 black pawn · a5 black queen · c5 black pawn · e5 white knight · h5 white pawn · d4 white pawn · f4 white bishop · a2 white pawn · b2 white pawn · c2 white pawn · e2 white queen · f2 white pawn · g2 white pawn · b1 white king · d1 white rook · h1 white rook | d8 black rook · f8 black rook · g8 black king · a7 black pawn · b7 black pawn · e7 black bishop · f7 black pawn · g7 black pawn · e6 black pawn · f6 black knight · h6 black pawn · a5 black queen · c5 black pawn · e5 white knight · h5 white pawn · d4 white pawn · f4 white bishop · a2 white pawn · b2 white pawn · c2 white pawn · e2 white queen · f2 white pawn · g2 white pawn · b1 white king · d1 white rook · h1 white rook | d8 black rook · f8 black rook · g8 black king · a7 black pawn · b7 black pawn · e7 black bishop · f7 black pawn · g7 black pawn · e6 black pawn · f6 black knight · h6 black pawn · a5 black queen · c5 black pawn · e5 white knight · h5 white pawn · d4 white pawn · f4 white bishop · a2 white pawn · b2 white pawn · c2 white pawn · e2 white queen · f2 white pawn · g2 white pawn · b1 white king · d1 white rook · h1 white rook | d8 black rook · f8 black rook · g8 black king · a7 black pawn · b7 black pawn · e7 black bishop · f7 black pawn · g7 black pawn · e6 black pawn · f6 black knight · h6 black pawn · a5 black queen · c5 black pawn · e5 white knight · h5 white pawn · d4 white pawn · f4 white bishop · a2 white pawn · b2 white pawn · c2 white pawn · e2 white queen · f2 white pawn · g2 white pawn · b1 white king · d1 white rook · h1 white rook | d8 black rook · f8 black rook · g8 black king · a7 black pawn · b7 black pawn · e7 black bishop · f7 black pawn · g7 black pawn · e6 black pawn · f6 black knight · h6 black pawn · a5 black queen · c5 black pawn · e5 white knight · h5 white pawn · d4 white pawn · f4 white bishop · a2 white pawn · b2 white pawn · c2 white pawn · e2 white queen · f2 white pawn · g2 white pawn · b1 white king · d1 white rook · h1 white rook | 6 |
| 5 | d8 black rook · f8 black rook · g8 black king · a7 black pawn · b7 black pawn · e7 black bishop · f7 black pawn · g7 black pawn · e6 black pawn · f6 black knight · h6 black pawn · a5 black queen · c5 black pawn · e5 white knight · h5 white pawn · d4 white pawn · f4 white bishop · a2 white pawn · b2 white pawn · c2 white pawn · e2 white queen · f2 white pawn · g2 white pawn · b1 white king · d1 white rook · h1 white rook | d8 black rook · f8 black rook · g8 black king · a7 black pawn · b7 black pawn · e7 black bishop · f7 black pawn · g7 black pawn · e6 black pawn · f6 black knight · h6 black pawn · a5 black queen · c5 black pawn · e5 white knight · h5 white pawn · d4 white pawn · f4 white bishop · a2 white pawn · b2 white pawn · c2 white pawn · e2 white queen · f2 white pawn · g2 white pawn · b1 white king · d1 white rook · h1 white rook | d8 black rook · f8 black rook · g8 black king · a7 black pawn · b7 black pawn · e7 black bishop · f7 black pawn · g7 black pawn · e6 black pawn · f6 black knight · h6 black pawn · a5 black queen · c5 black pawn · e5 white knight · h5 white pawn · d4 white pawn · f4 white bishop · a2 white pawn · b2 white pawn · c2 white pawn · e2 white queen · f2 white pawn · g2 white pawn · b1 white king · d1 white rook · h1 white rook | d8 black rook · f8 black rook · g8 black king · a7 black pawn · b7 black pawn · e7 black bishop · f7 black pawn · g7 black pawn · e6 black pawn · f6 black knight · h6 black pawn · a5 black queen · c5 black pawn · e5 white knight · h5 white pawn · d4 white pawn · f4 white bishop · a2 white pawn · b2 white pawn · c2 white pawn · e2 white queen · f2 white pawn · g2 white pawn · b1 white king · d1 white rook · h1 white rook | d8 black rook · f8 black rook · g8 black king · a7 black pawn · b7 black pawn · e7 black bishop · f7 black pawn · g7 black pawn · e6 black pawn · f6 black knight · h6 black pawn · a5 black queen · c5 black pawn · e5 white knight · h5 white pawn · d4 white pawn · f4 white bishop · a2 white pawn · b2 white pawn · c2 white pawn · e2 white queen · f2 white pawn · g2 white pawn · b1 white king · d1 white rook · h1 white rook | d8 black rook · f8 black rook · g8 black king · a7 black pawn · b7 black pawn · e7 black bishop · f7 black pawn · g7 black pawn · e6 black pawn · f6 black knight · h6 black pawn · a5 black queen · c5 black pawn · e5 white knight · h5 white pawn · d4 white pawn · f4 white bishop · a2 white pawn · b2 white pawn · c2 white pawn · e2 white queen · f2 white pawn · g2 white pawn · b1 white king · d1 white rook · h1 white rook | d8 black rook · f8 black rook · g8 black king · a7 black pawn · b7 black pawn · e7 black bishop · f7 black pawn · g7 black pawn · e6 black pawn · f6 black knight · h6 black pawn · a5 black queen · c5 black pawn · e5 white knight · h5 white pawn · d4 white pawn · f4 white bishop · a2 white pawn · b2 white pawn · c2 white pawn · e2 white queen · f2 white pawn · g2 white pawn · b1 white king · d1 white rook · h1 white rook | d8 black rook · f8 black rook · g8 black king · a7 black pawn · b7 black pawn · e7 black bishop · f7 black pawn · g7 black pawn · e6 black pawn · f6 black knight · h6 black pawn · a5 black queen · c5 black pawn · e5 white knight · h5 white pawn · d4 white pawn · f4 white bishop · a2 white pawn · b2 white pawn · c2 white pawn · e2 white queen · f2 white pawn · g2 white pawn · b1 white king · d1 white rook · h1 white rook | 5 |
| 4 | d8 black rook · f8 black rook · g8 black king · a7 black pawn · b7 black pawn · e7 black bishop · f7 black pawn · g7 black pawn · e6 black pawn · f6 black knight · h6 black pawn · a5 black queen · c5 black pawn · e5 white knight · h5 white pawn · d4 white pawn · f4 white bishop · a2 white pawn · b2 white pawn · c2 white pawn · e2 white queen · f2 white pawn · g2 white pawn · b1 white king · d1 white rook · h1 white rook | d8 black rook · f8 black rook · g8 black king · a7 black pawn · b7 black pawn · e7 black bishop · f7 black pawn · g7 black pawn · e6 black pawn · f6 black knight · h6 black pawn · a5 black queen · c5 black pawn · e5 white knight · h5 white pawn · d4 white pawn · f4 white bishop · a2 white pawn · b2 white pawn · c2 white pawn · e2 white queen · f2 white pawn · g2 white pawn · b1 white king · d1 white rook · h1 white rook | d8 black rook · f8 black rook · g8 black king · a7 black pawn · b7 black pawn · e7 black bishop · f7 black pawn · g7 black pawn · e6 black pawn · f6 black knight · h6 black pawn · a5 black queen · c5 black pawn · e5 white knight · h5 white pawn · d4 white pawn · f4 white bishop · a2 white pawn · b2 white pawn · c2 white pawn · e2 white queen · f2 white pawn · g2 white pawn · b1 white king · d1 white rook · h1 white rook | d8 black rook · f8 black rook · g8 black king · a7 black pawn · b7 black pawn · e7 black bishop · f7 black pawn · g7 black pawn · e6 black pawn · f6 black knight · h6 black pawn · a5 black queen · c5 black pawn · e5 white knight · h5 white pawn · d4 white pawn · f4 white bishop · a2 white pawn · b2 white pawn · c2 white pawn · e2 white queen · f2 white pawn · g2 white pawn · b1 white king · d1 white rook · h1 white rook | d8 black rook · f8 black rook · g8 black king · a7 black pawn · b7 black pawn · e7 black bishop · f7 black pawn · g7 black pawn · e6 black pawn · f6 black knight · h6 black pawn · a5 black queen · c5 black pawn · e5 white knight · h5 white pawn · d4 white pawn · f4 white bishop · a2 white pawn · b2 white pawn · c2 white pawn · e2 white queen · f2 white pawn · g2 white pawn · b1 white king · d1 white rook · h1 white rook | d8 black rook · f8 black rook · g8 black king · a7 black pawn · b7 black pawn · e7 black bishop · f7 black pawn · g7 black pawn · e6 black pawn · f6 black knight · h6 black pawn · a5 black queen · c5 black pawn · e5 white knight · h5 white pawn · d4 white pawn · f4 white bishop · a2 white pawn · b2 white pawn · c2 white pawn · e2 white queen · f2 white pawn · g2 white pawn · b1 white king · d1 white rook · h1 white rook | d8 black rook · f8 black rook · g8 black king · a7 black pawn · b7 black pawn · e7 black bishop · f7 black pawn · g7 black pawn · e6 black pawn · f6 black knight · h6 black pawn · a5 black queen · c5 black pawn · e5 white knight · h5 white pawn · d4 white pawn · f4 white bishop · a2 white pawn · b2 white pawn · c2 white pawn · e2 white queen · f2 white pawn · g2 white pawn · b1 white king · d1 white rook · h1 white rook | d8 black rook · f8 black rook · g8 black king · a7 black pawn · b7 black pawn · e7 black bishop · f7 black pawn · g7 black pawn · e6 black pawn · f6 black knight · h6 black pawn · a5 black queen · c5 black pawn · e5 white knight · h5 white pawn · d4 white pawn · f4 white bishop · a2 white pawn · b2 white pawn · c2 white pawn · e2 white queen · f2 white pawn · g2 white pawn · b1 white king · d1 white rook · h1 white rook | 4 |
| 3 | d8 black rook · f8 black rook · g8 black king · a7 black pawn · b7 black pawn · e7 black bishop · f7 black pawn · g7 black pawn · e6 black pawn · f6 black knight · h6 black pawn · a5 black queen · c5 black pawn · e5 white knight · h5 white pawn · d4 white pawn · f4 white bishop · a2 white pawn · b2 white pawn · c2 white pawn · e2 white queen · f2 white pawn · g2 white pawn · b1 white king · d1 white rook · h1 white rook | d8 black rook · f8 black rook · g8 black king · a7 black pawn · b7 black pawn · e7 black bishop · f7 black pawn · g7 black pawn · e6 black pawn · f6 black knight · h6 black pawn · a5 black queen · c5 black pawn · e5 white knight · h5 white pawn · d4 white pawn · f4 white bishop · a2 white pawn · b2 white pawn · c2 white pawn · e2 white queen · f2 white pawn · g2 white pawn · b1 white king · d1 white rook · h1 white rook | d8 black rook · f8 black rook · g8 black king · a7 black pawn · b7 black pawn · e7 black bishop · f7 black pawn · g7 black pawn · e6 black pawn · f6 black knight · h6 black pawn · a5 black queen · c5 black pawn · e5 white knight · h5 white pawn · d4 white pawn · f4 white bishop · a2 white pawn · b2 white pawn · c2 white pawn · e2 white queen · f2 white pawn · g2 white pawn · b1 white king · d1 white rook · h1 white rook | d8 black rook · f8 black rook · g8 black king · a7 black pawn · b7 black pawn · e7 black bishop · f7 black pawn · g7 black pawn · e6 black pawn · f6 black knight · h6 black pawn · a5 black queen · c5 black pawn · e5 white knight · h5 white pawn · d4 white pawn · f4 white bishop · a2 white pawn · b2 white pawn · c2 white pawn · e2 white queen · f2 white pawn · g2 white pawn · b1 white king · d1 white rook · h1 white rook | d8 black rook · f8 black rook · g8 black king · a7 black pawn · b7 black pawn · e7 black bishop · f7 black pawn · g7 black pawn · e6 black pawn · f6 black knight · h6 black pawn · a5 black queen · c5 black pawn · e5 white knight · h5 white pawn · d4 white pawn · f4 white bishop · a2 white pawn · b2 white pawn · c2 white pawn · e2 white queen · f2 white pawn · g2 white pawn · b1 white king · d1 white rook · h1 white rook | d8 black rook · f8 black rook · g8 black king · a7 black pawn · b7 black pawn · e7 black bishop · f7 black pawn · g7 black pawn · e6 black pawn · f6 black knight · h6 black pawn · a5 black queen · c5 black pawn · e5 white knight · h5 white pawn · d4 white pawn · f4 white bishop · a2 white pawn · b2 white pawn · c2 white pawn · e2 white queen · f2 white pawn · g2 white pawn · b1 white king · d1 white rook · h1 white rook | d8 black rook · f8 black rook · g8 black king · a7 black pawn · b7 black pawn · e7 black bishop · f7 black pawn · g7 black pawn · e6 black pawn · f6 black knight · h6 black pawn · a5 black queen · c5 black pawn · e5 white knight · h5 white pawn · d4 white pawn · f4 white bishop · a2 white pawn · b2 white pawn · c2 white pawn · e2 white queen · f2 white pawn · g2 white pawn · b1 white king · d1 white rook · h1 white rook | d8 black rook · f8 black rook · g8 black king · a7 black pawn · b7 black pawn · e7 black bishop · f7 black pawn · g7 black pawn · e6 black pawn · f6 black knight · h6 black pawn · a5 black queen · c5 black pawn · e5 white knight · h5 white pawn · d4 white pawn · f4 white bishop · a2 white pawn · b2 white pawn · c2 white pawn · e2 white queen · f2 white pawn · g2 white pawn · b1 white king · d1 white rook · h1 white rook | 3 |
| 2 | d8 black rook · f8 black rook · g8 black king · a7 black pawn · b7 black pawn · e7 black bishop · f7 black pawn · g7 black pawn · e6 black pawn · f6 black knight · h6 black pawn · a5 black queen · c5 black pawn · e5 white knight · h5 white pawn · d4 white pawn · f4 white bishop · a2 white pawn · b2 white pawn · c2 white pawn · e2 white queen · f2 white pawn · g2 white pawn · b1 white king · d1 white rook · h1 white rook | d8 black rook · f8 black rook · g8 black king · a7 black pawn · b7 black pawn · e7 black bishop · f7 black pawn · g7 black pawn · e6 black pawn · f6 black knight · h6 black pawn · a5 black queen · c5 black pawn · e5 white knight · h5 white pawn · d4 white pawn · f4 white bishop · a2 white pawn · b2 white pawn · c2 white pawn · e2 white queen · f2 white pawn · g2 white pawn · b1 white king · d1 white rook · h1 white rook | d8 black rook · f8 black rook · g8 black king · a7 black pawn · b7 black pawn · e7 black bishop · f7 black pawn · g7 black pawn · e6 black pawn · f6 black knight · h6 black pawn · a5 black queen · c5 black pawn · e5 white knight · h5 white pawn · d4 white pawn · f4 white bishop · a2 white pawn · b2 white pawn · c2 white pawn · e2 white queen · f2 white pawn · g2 white pawn · b1 white king · d1 white rook · h1 white rook | d8 black rook · f8 black rook · g8 black king · a7 black pawn · b7 black pawn · e7 black bishop · f7 black pawn · g7 black pawn · e6 black pawn · f6 black knight · h6 black pawn · a5 black queen · c5 black pawn · e5 white knight · h5 white pawn · d4 white pawn · f4 white bishop · a2 white pawn · b2 white pawn · c2 white pawn · e2 white queen · f2 white pawn · g2 white pawn · b1 white king · d1 white rook · h1 white rook | d8 black rook · f8 black rook · g8 black king · a7 black pawn · b7 black pawn · e7 black bishop · f7 black pawn · g7 black pawn · e6 black pawn · f6 black knight · h6 black pawn · a5 black queen · c5 black pawn · e5 white knight · h5 white pawn · d4 white pawn · f4 white bishop · a2 white pawn · b2 white pawn · c2 white pawn · e2 white queen · f2 white pawn · g2 white pawn · b1 white king · d1 white rook · h1 white rook | d8 black rook · f8 black rook · g8 black king · a7 black pawn · b7 black pawn · e7 black bishop · f7 black pawn · g7 black pawn · e6 black pawn · f6 black knight · h6 black pawn · a5 black queen · c5 black pawn · e5 white knight · h5 white pawn · d4 white pawn · f4 white bishop · a2 white pawn · b2 white pawn · c2 white pawn · e2 white queen · f2 white pawn · g2 white pawn · b1 white king · d1 white rook · h1 white rook | d8 black rook · f8 black rook · g8 black king · a7 black pawn · b7 black pawn · e7 black bishop · f7 black pawn · g7 black pawn · e6 black pawn · f6 black knight · h6 black pawn · a5 black queen · c5 black pawn · e5 white knight · h5 white pawn · d4 white pawn · f4 white bishop · a2 white pawn · b2 white pawn · c2 white pawn · e2 white queen · f2 white pawn · g2 white pawn · b1 white king · d1 white rook · h1 white rook | d8 black rook · f8 black rook · g8 black king · a7 black pawn · b7 black pawn · e7 black bishop · f7 black pawn · g7 black pawn · e6 black pawn · f6 black knight · h6 black pawn · a5 black queen · c5 black pawn · e5 white knight · h5 white pawn · d4 white pawn · f4 white bishop · a2 white pawn · b2 white pawn · c2 white pawn · e2 white queen · f2 white pawn · g2 white pawn · b1 white king · d1 white rook · h1 white rook | 2 |
| 1 | d8 black rook · f8 black rook · g8 black king · a7 black pawn · b7 black pawn · e7 black bishop · f7 black pawn · g7 black pawn · e6 black pawn · f6 black knight · h6 black pawn · a5 black queen · c5 black pawn · e5 white knight · h5 white pawn · d4 white pawn · f4 white bishop · a2 white pawn · b2 white pawn · c2 white pawn · e2 white queen · f2 white pawn · g2 white pawn · b1 white king · d1 white rook · h1 white rook | d8 black rook · f8 black rook · g8 black king · a7 black pawn · b7 black pawn · e7 black bishop · f7 black pawn · g7 black pawn · e6 black pawn · f6 black knight · h6 black pawn · a5 black queen · c5 black pawn · e5 white knight · h5 white pawn · d4 white pawn · f4 white bishop · a2 white pawn · b2 white pawn · c2 white pawn · e2 white queen · f2 white pawn · g2 white pawn · b1 white king · d1 white rook · h1 white rook | d8 black rook · f8 black rook · g8 black king · a7 black pawn · b7 black pawn · e7 black bishop · f7 black pawn · g7 black pawn · e6 black pawn · f6 black knight · h6 black pawn · a5 black queen · c5 black pawn · e5 white knight · h5 white pawn · d4 white pawn · f4 white bishop · a2 white pawn · b2 white pawn · c2 white pawn · e2 white queen · f2 white pawn · g2 white pawn · b1 white king · d1 white rook · h1 white rook | d8 black rook · f8 black rook · g8 black king · a7 black pawn · b7 black pawn · e7 black bishop · f7 black pawn · g7 black pawn · e6 black pawn · f6 black knight · h6 black pawn · a5 black queen · c5 black pawn · e5 white knight · h5 white pawn · d4 white pawn · f4 white bishop · a2 white pawn · b2 white pawn · c2 white pawn · e2 white queen · f2 white pawn · g2 white pawn · b1 white king · d1 white rook · h1 white rook | d8 black rook · f8 black rook · g8 black king · a7 black pawn · b7 black pawn · e7 black bishop · f7 black pawn · g7 black pawn · e6 black pawn · f6 black knight · h6 black pawn · a5 black queen · c5 black pawn · e5 white knight · h5 white pawn · d4 white pawn · f4 white bishop · a2 white pawn · b2 white pawn · c2 white pawn · e2 white queen · f2 white pawn · g2 white pawn · b1 white king · d1 white rook · h1 white rook | d8 black rook · f8 black rook · g8 black king · a7 black pawn · b7 black pawn · e7 black bishop · f7 black pawn · g7 black pawn · e6 black pawn · f6 black knight · h6 black pawn · a5 black queen · c5 black pawn · e5 white knight · h5 white pawn · d4 white pawn · f4 white bishop · a2 white pawn · b2 white pawn · c2 white pawn · e2 white queen · f2 white pawn · g2 white pawn · b1 white king · d1 white rook · h1 white rook | d8 black rook · f8 black rook · g8 black king · a7 black pawn · b7 black pawn · e7 black bishop · f7 black pawn · g7 black pawn · e6 black pawn · f6 black knight · h6 black pawn · a5 black queen · c5 black pawn · e5 white knight · h5 white pawn · d4 white pawn · f4 white bishop · a2 white pawn · b2 white pawn · c2 white pawn · e2 white queen · f2 white pawn · g2 white pawn · b1 white king · d1 white rook · h1 white rook | d8 black rook · f8 black rook · g8 black king · a7 black pawn · b7 black pawn · e7 black bishop · f7 black pawn · g7 black pawn · e6 black pawn · f6 black knight · h6 black pawn · a5 black queen · c5 black pawn · e5 white knight · h5 white pawn · d4 white pawn · f4 white bishop · a2 white pawn · b2 white pawn · c2 white pawn · e2 white queen · f2 white pawn · g2 white pawn · b1 white king · d1 white rook · h1 white rook | 1 |
|   | a | b | c | d | e | f | g | h |   |

### 2004
Carlsen gây chú ý sau khi chiến thắng tại nhóm C ở Giải Cờ vua Corus tại Wijk aan Zee. Carlsen giành được 10½/13 điểm, chỉ thua một trận trước kỳ thủ có hệ số elo cao nhất nhóm C, Duško Pavasovič). Nhờ đó, cậu đạt chuẩn Đại kiện tướng (chuẩn GM) lần đầu tiên và đạt mức performance rating là 2702. Đặc biệt đáng chú ý là chiến thắng trước Sipke Ernst ở vòng áp chót, khi Carlsen thí quân để chiếu hết chỉ trong vòng 29 nước. 23 nước đầu tiên được lặp lại từ trận đấu Almagro Llanas–Gustafsson, Madrid 2003 (trận đấu kết thúc với kết quả hòa) – nhưng sự sáng tạo và tinh tế của Carlsen đã biến nó trở thành một trận thắng.
Chiến thắng của Carlsen tại nhóm C giúp cậu có một suất chơi tại nhóm B năm 2005. Điều này khiến Lubomir Kavalek, trong bài viết cho Washington Post, đã đặt cho Carlsen biệt danh "Mozart của Cờ vua". Agdestein cũng nói rằng Carlsen có một trí nhớ xuất sắc và chơi rất nhiều cách khai cuộc lạ.
Tài năng của Carlsen đã làm cho Microsoft chú ý và Microsoft trở thành nhà tài trợ cho cậu.
Carlsen đạt chuẩn GM thứ hai ở Moscow Aeroflot Open vào tháng 2. Vào ngày 17 tháng 3, tại giải cờ chớp ở Reykjavík, Iceland, Carlsen đánh bại cựu vô địch thế giới Anatoly Karpov. Giải cờ chớp này là giải sơ loại của giải cờ nhanh knock-out sau đó một ngày.
Tại vòng sau, Carlsen được xếp cặp với Garry Kasparov, kỳ thủ số một thế giới khi đó. Carlsen hòa trận đầu và thua trận thứ hai, do đó bị loại khỏi giải đấu.
Tại giải Vô địch Cờ vua Dubai mở rộng, tổ chức từ ngày 18 đến 28 tháng 4, Carlsen đạt chuẩn GM thứ 3 và cũng là chuẩn GM cuối cùng. Cậu trở thành GM trẻ nhất thế giới lúc bấy giờ và GM trẻ thứ hai trong lịch sử cờ vua (sau Sergey Karjakin, đạt GM khi mới 12 tuổi 7 tháng), mặc dù kỉ lục của cậu bị vượt qua sau này bởi Parimarjan Negi. Carlsen tham dự Giải Vô địch Cờ vua Thế giới do FIDE tổ chức (FIDE World Chess Championship), qua đó trở thành kỳ thủ trẻ nhất từng tham dự giải, nhưng bị Levon Aronian loại ngay ở vòng 1.
Vào tháng 7, Carlsen và Berge Østenstad (đương kim vô địch Na Uy lúc bấy giờ) đứng đồng hạng nhất tại giải Vô địch Cờ vua Na Uy với 7/9 điểm. Do đó cả hai phải đấu thêm 2 ván cờ để quyết định nhà vô địch. Cả hai ván đều hòa và Østenstad trở thành nhà vô địch vì có chỉ số phụ cao hơn trong giải đấu.

### 2005
Ở Giải Smartfish Chess Masters tại Drammen International Chess Festival 2004–05, Carlsen đánh bại Alexei Shirov – hạng 10  thế giới. Tại bán kết giải cờ nhanh Ciudad de León vào tháng 6, Carlsen chơi 4 ván với Viswanathan Anand – hạng 2 thế giới lúc bấy giờ và là nhà vô địch cờ nhanh thế giới năm 2003. Anand thắng 3-1.
Tại Giải Vô địch Cờ vua Na Uy, Carlsen một lần nữa đồng hạng nhất, nhưng lần này là với huấn luyện viên của mình Simen Agdestein. Một trận đấu play-off giữa hai kỳ thủ đã được sắp xếp trong khoảng từ ngày 7 đến 10 tháng 11. Lần này Carlsen có chỉ số phụ tốt hơn. Tuy vậy, điều luật người có chỉ số phụ tốt hơn sẽ trở thành nhà vô địch nếu hòa trận play-off đã bị chỉ trích mạnh mẽ. Agdestein thắng trận đầu, Carlsen thắng trận thứ hai – do đó cả hai bước vào loạt đấu cờ nhanh cho đến khi tìm ra người thắng cuộc. Carlsen thắng ván cờ nhanh đầu tiên, Agdestein thắng ván thứ hai. Sau đó là 3 ván hòa liên tiếp. Agdestein thắng ván thứ 6 và trở thành nhà vô địch.

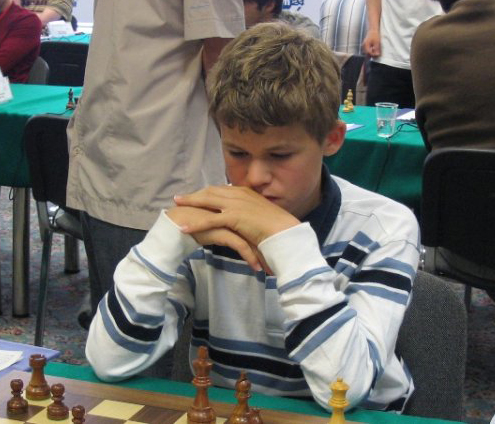
Carlsen tại Warsaw, 2005

Cuối năm 2005, Carlsen tham dự World Cup tại Khanty-Mansiysk, Nga. Đây là giải đấu có hình thức đấu loại trực tiếp. Carlsen đã gây bất ngờ khi đánh bại kỳ thủ hạng 44 thế giới Zurab Azmaiparashvili ở vòng 1, hạ gục Farrukh Amonatov và Ivan Cheparinov để vào vòng 16 người. Tại đây, Carlsen thất bại trước Evgeny Bareev, nhưng sau đó thắng Joël Lautier và Vladimir Malakhov rồi thua Gata Kamsky. Chung cuộc, Carlsen kết thúc ở vị trí thứ 10 và trở thành kỳ thủ trẻ nhất được tham dự Giải Candidates - giải đấu chọn ra người thách đấu nhà đương kim vô địch thế giới. Vào tháng 10, cậu dành vị trí thứ nhất tại Giải Tưởng niệm Arnold Eikrem ở Gausdall với 8/9 điểm và mức PR là 2792.

### 2006
Carlsen giành được một suất đấu chính thức tại Giải Corus B sau khi vô địch nhóm C. Cậu đồng hạng nhất với Alexander Motylev với 9/13 điểm (+6 -1 =6). Điều này giúp cậu có một suất đấu tại giải Corus A năm 2007.
Carlsen đã gần như chiến thắng Giải Vô địch Cờ vua Na Uy, nhưng trận thua vòng cuối trước Berge Østenstad khiến cậu phải đồng hạng nhất với Agdestein. Điều đó khiến Carlsen không thể phá kỉ lục là Nhà Vô địch Cờ vua Na Uy trẻ nhất của chính Agdestein. Tuy vậy, ở trận đấu play-off tổ chức từ ngày 19 đến 21 tháng 9, Carlsen giành chiến thắng 3-1. Sau 2 ván hòa cờ tiêu chuẩn, Carlsen thắng cả hai trận cờ nhanh và trở thành nhà vô địch cờ vua Na Uy.
Carlsen vô địch Giải Cờ chớp Glitnir  ở Iceland. Cậu thắng Anand 2-0 ở bán kết và thắng cùng tỉ số ở trận chung kết. Cậu đạt 6/8 điểm ở Olympiad Cờ vua thứ 37 và đạt mức PR là 2820.
Ở Giải Cờ vua Midnight Sun, Carlsen về thứ hai sau Sergei Shipov. Ở Giải Cờ vua Biel, câu về thứ hai, đánh bại nhà vô địch của giải đấu Alexander Morozevich 2 lần.
Tại Giải Cờ vua NH tổ chức ở Amsterdam vào tháng 8, Carlsen tham dự một trận đấu đồng đội với khai cuộc là hệ thống Scheveningen giữa hai đội "Kỳ cựu" ("Experience") vs. "Ngôi sao đang lên" ("Rising Stars"). Đội "Ngôi sao đang lên" thắng 28-22, trong đó Carlsen đạt kết quả tốt nhất đội với 6½/10 điểm và 2700 PR, do đó giành quyền tham dự Giải Cờ vua Amber năm 2007.
Với số điểm 7½/15, Carlsen đứng thứ 8/16 tại Giải Vô địch Cờ chớp Thế giới ở Rishon LeZion, Israel. Tại Giải Cờ nhanh Rencontres nationales et internationales d'échecs ở Cap d'Agde, Pháp, cậu vào đến bán kết nhưng thất bại trước Sergey Karjakin. Vào tháng 11, Carlsen đồng hạng 8/10 tại Giải Tưởng niệm Mikhail Tal ở Moskva với 2 trận thua và 7 hòa. Cậu về đích ở vị trí 9/18 ở giải cờ chớp sau đó (Anand vô địch).

### 2007

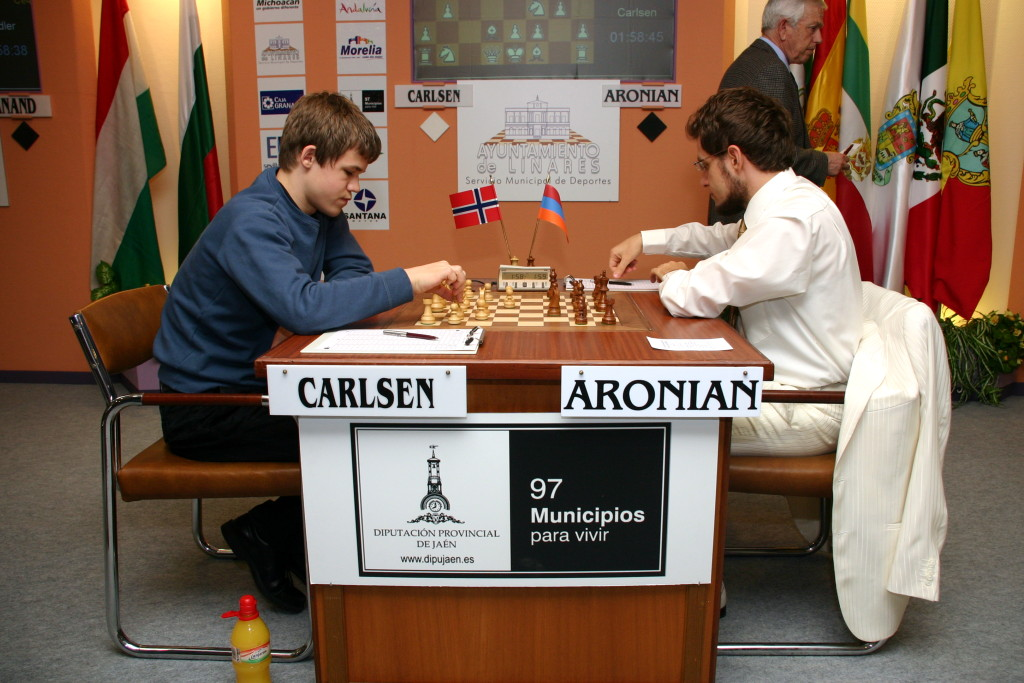
Carlsen đấu với Levon Aronian tại Linares 2007

Tham dự Giải Corus A lần đầu, Carlsen xếp cuối cùng với 9 hòa và 4 thua, dành 4½/13 điểm. Tại giải đấu danh giá Linares, Carlsen được đấu với các kỳ thủ hàng đầu thế giới: Veselin Topalov, Viswanathan Anand, Peter Svidler, Alexander Morozevich, Levon Aronian, Peter Leko, và Vassily Ivanchuk. Mặc dù có hệ số elo thấp hơn hẳn, anh kết thúc giải đấu ở vị trí thứ hai với hệ số phụ 7½/14, đạt thành tích 4 thắng, 7 hòa và 3 thua, đạt mức 2778 PR.
Carlsen lần đầu tham dự Giải Cờ tưởng và Cờ nhanh Melody Amber tại Monte Carlo vào tháng 3. Sau 11 vòng, anh đạt kết quả 8 hòa - 3 thua ở hạng mục thi đấu cờ tưởng và 3 thắng, 7 hòa, 1 thua ở nội dung cờ nhanh. Qua đó, anh xếp hạng 9 cờ tưởng và hạng 2 cờ nhanh (sau Anand), đạt hạng 8 chung cuộc.
Từ tháng 5 đếntháng 6, anh tham dự Giải Candidates để chọn ra người thách đấu với đương kim vô địch FIDE Anand và gặp Levon Aronian trong một trận đấu cờ tiêu chuẩn 6 ván. Trận đấu kết thúc với kết quả hòa sau khi Carlsen bị dẫn trước 2 lần (+2 -2 =2). Trận đấu playoff cờ nhanh 4 ván cũng kết thúc với kết quả hòa (+1 -1 =2) (Carlsen thắng ván cuối). Tuy nhiên, Aronian đã loại Carlsen ra khỏi giải đấu sau khi thắng cả hai ván cờ chớp.
Từ tháng 7 đến tháng 8, Carlsen vô địch Giải Cờ vua Biel với 6/10 điểm và 2753 PR. Anh đồng hạng nhất với Alexander Onischuk nên họ phải chơi một trận đấu để phân định nhà vô địch. Sau khi hòa cả hai ván cờ nhanh và 2 ván cờ chớp, Carlsen thắng trận Armageddon. Ngay sau khi tham dự Giải Biel, Carlsen tham dự giải cờ mở Artic Chess Challenge tại Tromsø, nhưng vị trí thứ 4 với +5 =4 là một màn trình diễn dưới phong độ. Ở vòng 1, Carlsen phải bất ngờ chấp nhận một trận hòa trước bạn cùng lớp Brede Hagen (elo 2034) ở thế thua. Trận đấu gây sự chú ý của Carlsen là trận thắng vòng 6 trước chính cha của mình, Henrik Carlsen.
Carlsen vào đến bán kết World Cup vào tháng 12 sau khi đánh bại Michael Adams ở vòng 16 người và Ivan Cheparinov ở tứ kết. Ở bán kết, anh bị loại bởi nhà vô địch giải đấu Gata Kamsky với tỉ số chung cuộc, ½–1½.

### 2008

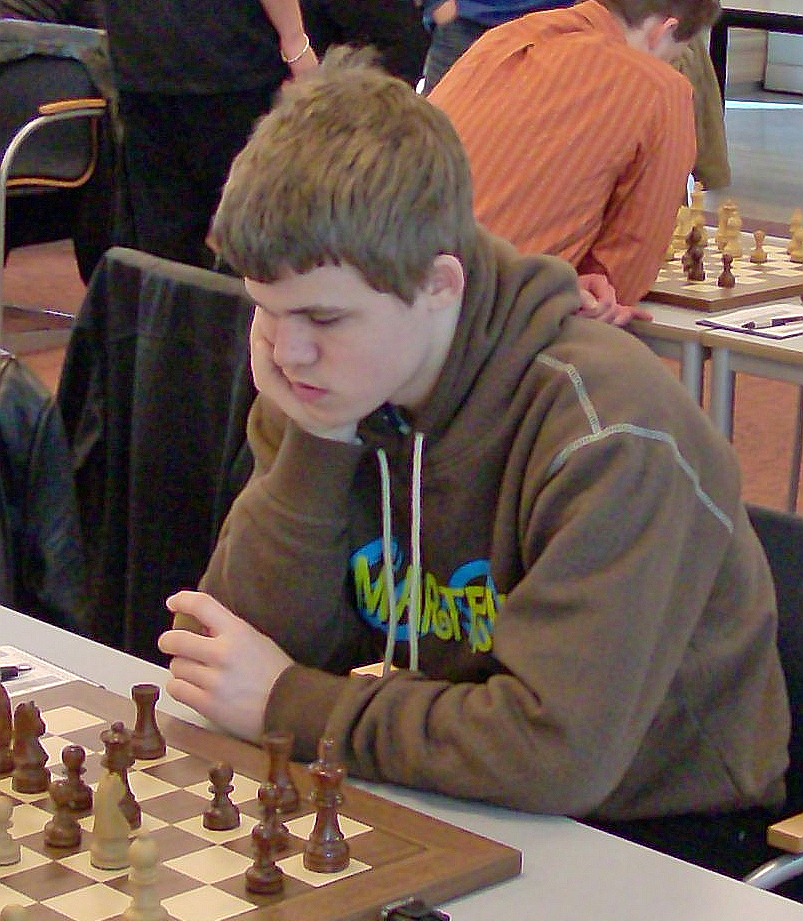
Carlsen năm 2008

Tại Giải Corus A, Carlsen dành 8/13 điểm, đạt 2830 PR. Carlsen thắng 5 trận, thua 2 và hòa 6, đồng hạng nhất với Levon Aronian. Tại Giải Cờ vua Linares, Carlsen tiếp tục có 2800+ PR, dành 8/14 điểm. Anh kết thúc giải ở vị trí thứ 2, ½ điểm sau đương kim vô địch thế giới Viswanathan Anand.
Vào tháng 3, Carlsen lần thứ hai tham dự Giải Cờ tưởng và Cờ nhanh Melody Amber, được tổ chức lần đầu tiên tại Nice. Sau 11 vòng, anh đạt kết quả +4 -2 =4 ở nội dung cờ tưởng và +3 -2 =6 ở nội dung cờ nhanh. Kết thúc giải đấu, anh đứng ở vị trí thứ 5 cờ tưởng, thứ 3 cờ nhanh và đồng hạng 2 chung cuộc.
Carlsen là một trong 21 kỳ thủ trong hệ thống 6 giải đấu FIDE Grand Prix 2008 – 2009. Tại giải đấu đầu tiên ở Baku, Azerbaijan, anh đồng hạng nhất với 2800 PR. Carlsen sau đó đã rút lui khỏi hệ thống giải Grand Prix mặc dù đã có những thành công ban đầu. Anh phê phán cách FIDE đã "thay đổi các điều lệ đột ngột ngay giữa giải vô địch thế giới".
Carlsen thắng một trận cờ nhanh với Peter Leko tổ chức ở Miskolc, Hungary với tỉ số 5 – 3. Vào tháng 6, Carlsen thắng giải đấu tổ chức hàng năm Aerosvit – loại 19,, kết thúc giải với thành tích bất bại 8/11 điểm với mức 2877 PR – mức PR tốt nhất của anh tính đến thời điểm đó.. Tham dự giải đấu loại 18 Biel, Carlsen về vị trí thứ 3 với 6/10 với mức PR 2740.
Tại Giải Vô địch Cờ nhanh Thế giới tổ chức tại Mainz, Carlsen về vị trí thứ 2 sau khi thua đương kim vô địch Anand 3 – 1 ở trận chung kết. Tại vòng bảng, Carlsen dành 1½–½ trước Judit Polgár, 1 – 1 trước Anand và 1 – 1 trước Alexander Morozevich. Tại giải đấu loại 22 Bilbao Masters, Carlsen đồng hạng 2 với mức PR 2768.

### 2009
Tham dự nhóm A của Giải Corus, Carlsen đồng hạng 5 với mức 2739 PR. Tại Giải cờ vua Linares, Carlsen đồng hạng 3 với mức 2777 PR. Carlsen đồng hạng 2 với Veselin Topalov tại Giải M-Tel Masters (loại 21) ở Sofia, Bulgaria. Anh thua nhà vô địch của giải Alexei Shirov ở trận đấu cuối cùng và bị bật khỏi vị trí thứ nhất.
Carlsen vô địch giải đấu loại 21 Pearl Spring, cao hơn người về nhì Topalov (kỳ thủ số 1 thế giới thời điểm đó) 2½ điểm. Anh bất bại với tỉ số 8/10, thắng mọi ván cầm trắng (trước Topalov, Vương Nguyệt, Leko, Radjabov và Jakovenko) và cũng thắng Jakovenko khi cầm đen. Anh đạt mức 3002 PR – cao nhất trong lịch sử cờ vua. Nhà thống kê cờ vua Jeff Sonas tuyên bố rằng đây là một trong 20 mức PR cao nhất mọi thời đại và mức PR cao nhất bởi một kỳ thủ tuổi teen.
Tại Giải Tưởng niệm Tal từ ngày 5 đến 14 tháng 11, Carlsen bắt đầu với 7 trận hòa liên tiếp nhưng kết thúc với 2 chiến thắng trước Ruslan Ponomariov và Peter Leko. Kết quả này giúp Carlsen đồng hạng 2 với Vassily Ivanchuk, sau Vladimir Kramnik. Sau Giải Tưởng niệm Tal, Carlsen thắng Giải Vô địch Cờ chớp Thế giới, tổ chức từ ngày 16 đến 18 tháng 11 tại Moscow, Nga. Anh đạt kết quả 28 thắng, 6 hòa và 8 thua – hơn Anand, người về nhì 3 điểm.

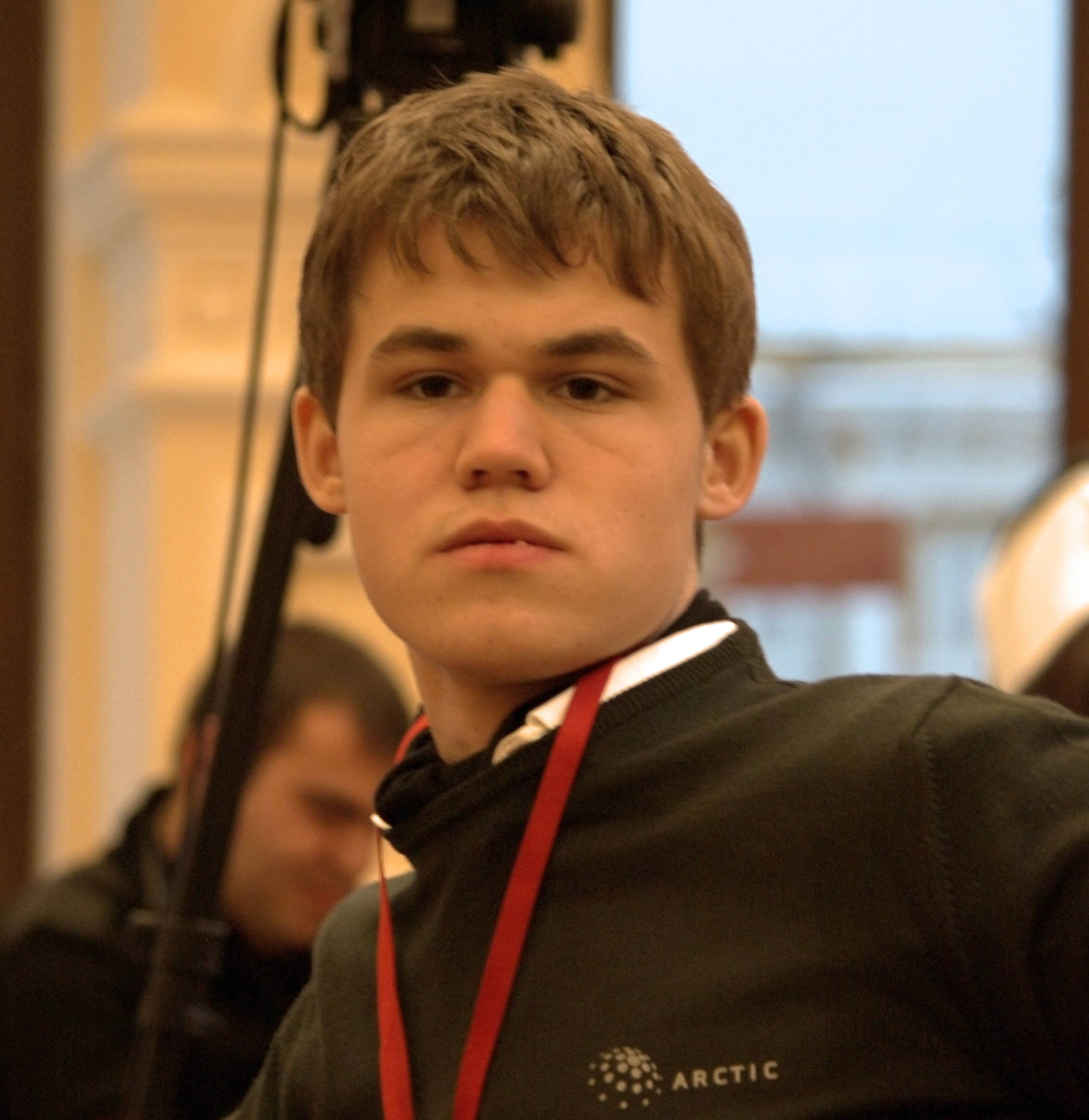
Carlsen tại Giải Vô địch Cờ chớp Thế giới 2009

Carlsen dự Giải London Chess Classic với tư cách là hạt giống hàng đầu cùng với Kramnik, Hikaru Nakamura, Michael Adams, Nigel Short, Ni Hua, Luke McShane và David Howell. Anh đánh bại Kramnik ở vòng 1 và vô địch giải đấu với 13/21 điểm (một trận thắng được 3 điểm, hòa được 1 điểm, nếu tính theo hệ thống tính điểm bình thường thì anh đạt 5/7 điểm) và mức 2844 PR, nhiều hơn Kramnik 1 điểm. Chức vô địch này đã giúp anh vươn lên đứng đầu bảng xếp hạng FIDE, vượt qua Veselin Topalov.
Dựa trên mức elo trung bình của anh từ tháng 7 năm 2009 đến tháng 1 năm 2010, Carlsen đủ tiêu chuẩn dự Giải Candidates – giải đấu quyết định ra người thách đấu đương kim vô địch thế giới Viswanathan Anand vào năm 2012. Tuy nhiên, vào tháng 11 năm 2010, Carlsen tuyên bố anh sẽ rút lui khỏi Giải Candidates. Carlsen cho rằng quá trình 2008 – 2012 là "không đủ hiện đại và công bằng" và viết rằng "Lợi thế của đương kim vô địch thế giới; chu kỳ 5 năm; những thay đổi trong quá trình đó (tạo nên một thể loại mới mà chưa có một nhà vô địch thế giới nào từng trải qua từ Kasparov); hệ thống xếp hạng gây bối rối cũng như những trận đấu tay đôi tẻ nhạt không ngớt khiến cho giải đấu này không còn hứng thú nữa."
Khoảng đầu năm 2009, Carlsen luyện tập với cựu Vô địch Thế giới Garry Kasparov. Vào tháng 9, sự hợp tác này của họ mới được công khai bởi một tờ báo Na Uy. Trả lời một câu hỏi trong một cuộc phỏng vấn với tạp chí Time vào tháng 12 năm 2009 về việc có sử dụng máy tính khi luyện cờ không, Carlsen giải thích rằng anh không dùng bàn cờ khi đang tự nghiên cứu cờ.

### 2010
Carlsen vô địch Giải Corus diễn ra từ ngày 16 – 31 tháng 1 với 8½ điểm. Trận thua vòng 9 trước Kramnik đã chấm dứt chuỗi 36 trận bất bại. Carlsen phải chiến đấu rất vất vả ở vòng cuối trước Fabio Caruana nhưng cuối cùng hòa được ván cờ, giúp anh nhiều hơn người đứng thứ hai Kramnik và Shirov nửa điểm.
Vào tháng 3, Carlsen chính thức chia tay huấn luyện viên Kasparov, tuy vậy, Carlsen lại trả lời phỏng vấn tờ tạp chí Đức "Der Spiegel" rằng họ vẫn giữ liên lạc và anh vẫn tiếp tục tham gia các kỳ luyện tập cùng Kasparov. Vào năm 2011, Carlsen phát biểu: "Nhờ Kasparov, tôi đã bắt đầu hiểu được các loại thế trận tốt hơn.... Kasparov giúp tôi nhìn nhận rõ ràng hơn qua những sự trợ giúp thiết thực." Vào năm 2012, khi được hỏi về những gì mà mình học được khi làm việc với Kasparov, Carlsen trả lời: "Thế trận phức tạp. Đó là điều quan trọng nhất."
Carlsen đồng hạng nhất với Ivanchuk tại Giải Cờ tưởng và Cờ nhanh Amber. Dành 6½/11 điểm ở nội dung cờ tưởng và 8/11 điểm ở nội dung cờ nhanh, Carlsen dành tổng cộng 14½/22 điểm. Vào tháng 5, việc Carlsen giúp Anand chuẩn bị cho trận Vô địch Cờ vua Thế giới 2010 trước kỳ thủ thách đấu Veselin Topalov (Anand thắng 6½–5½ để giữ ngôi vô địch) được tiết lộ. Carlsen cũng giúp Anand chuẩn bị cho trận Vô địch Cờ vua Thế giới 2007 và 2008.
Carlsen tham dự Giải Bazna Kings ở Romania từ 14 – 25 tháng 6. Giải đấu tổ chức theo thể thức vòng tròn, bao gồm Vương Nguyệt, Boris Gelfand, cựu vô địch FIDE Ruslan Ponomariov, Teimour Radjabov và Liviu-Dieter Nisipeanu. Anh kết thúc giải với 7½/10 điểm và 2918 PR, vô địch giải với 2 điểm nhiều hơn người về nhì Radjabov và Gelfand. Carlsen sau đó tham dự giải cờ nhanh từ ngày 28 đến 30 tháng 8 tại Giải Arctic Securities Chess Stars ở Kristiansund, Na Uy. Giải đấu bao gồm đương kim vô địch thế giới Viswanathan Anand, kỳ thủ nữ số 1 thế giới Judit Polgar và Jon Ludvig Hammer. Tại vòng bảng, Carlsen dành 3½/6 điểm để vào chơi trận chung kết, đứng thứ hai sau Anand. Tại trận chung kết, Carlsen đánh bại Anand 1½–½ để vô địch.
Tuy nhiên, Carlsen lại phải trải qua 2 thất bại ở 2 giải đấu kế tiếp. Tại Olympiad Cờ vua thứ 39 từ 19 tháng 9 đến 4 tháng 10, anh đạt 4½/8 điểm, thua 3 ván trước Baadur Jobava, Michael Adams và Sanan Sjugirov; bao gồm cả trận thua đầu tiên với quân đen trong hơn một năm qua. Đội Na Uy của anh đứng thứ 51/149 đội.
Giải đấu tiếp theo của Carlsen là Giải Cờ vua Bilbao từ ngày 9 đến 15 tháng 10 mà anh đủ tiêu chuẩn tham dự sau khi thắng 3/4 Grand Slam Cờ vua năm 2009 (2009 Nanjing Pearl Spring, 2010 Corus, 2010 Bazna Kings). Cùng tham dự với Carlsen là đương kim vô địch thế giới Anand và 2 người có điểm cao nhất từ vòng sơ khảo tổ chức ở Shanghai vào tháng 9: Kramnik và Shirov. Elo trung bình của giải là 2789 khiến đây trở thành chung kết Grand Slam cờ vua mạnh nhất trong lịch sử. Tại vòng 1, Carlsen thua Kramnik khi cầm đen – trận thứ 2 liên tiếp thua trước Kramnik khiến ngôi vị số 1 thế giới bị lung lay dữ dội. Ở vòng 2, Carlsen tiếp tục thua khi cầm trắng trước Anand – trận thua khi cầm trắng đầu tiên kể từ tháng 1 năm 2010. Carlsen trở lại ở phần sau của giải với 1 thắng trước Shirov và kết thúc với 2½/6 điểm. Kramnik vô địch giải với 4/6. Carlsen kết thúc giải với elo 2802, kém hơn elo 2804 của Anand và mất ngôi số 1 trên bảng xếp hạng của FIDE. Phong độ giảm sút này đã dấy lên những câu hỏi về những hoạt động của Carlsen ngoài cờ vua, như làm người mẫu cho G-Star Raw, khiến anh bị phân tâm khi thi đấu. Tuy nhiên, Carlsen cho rằng điều đó thì không ảnh hưởng trực tiếp đến phong độ của anh.
Giải đấu tiếp theo của Carlsen là Giải Cờ vua Pearl Spring từ ngày 19 đến 30 tháng 10 tại Nanjing, Trung Quốc. Cùng tham gia giải đấu này có Anand, Topalov, Vugar Gashimov, Yue và Étienne Bacrot. Đây là giải đấu duy nhất vào năm 2010 quy tụ 3 kỳ thủ hàng đầu thế giới lúc bấy giờ: Anand, Carlsen và Topalov và cũng là giải đầu tiên trong lịch sử quy tụ 3 kỳ thủ có mức elo trên 2800. Với các trận thắng trước Bacrot, Yue và Topalov khi cầm trắng, Carlsen sớm vươn lên dẫn đầu, kéo dài mạch trận thắng của mình khi cầm trắng tại Nanjing lên con số 8 trận. Chuỗi trận này chỉ bị dừng lại bởi trận hòa trước Anand ở vòng 7. Tuy nhiên ở vòng áp chót, Carlsen đã củng cố vị trí đứng đầu của mình khi cầm đen đánh bại Topalov. Đây là trận thắng thứ hai của anh trong giải trước cựu số 1 thế giới. Carlsen kết thúc giải với 7/10 điểm (2903 PR) – 1 điểm nhiều hơn á quân Anand.

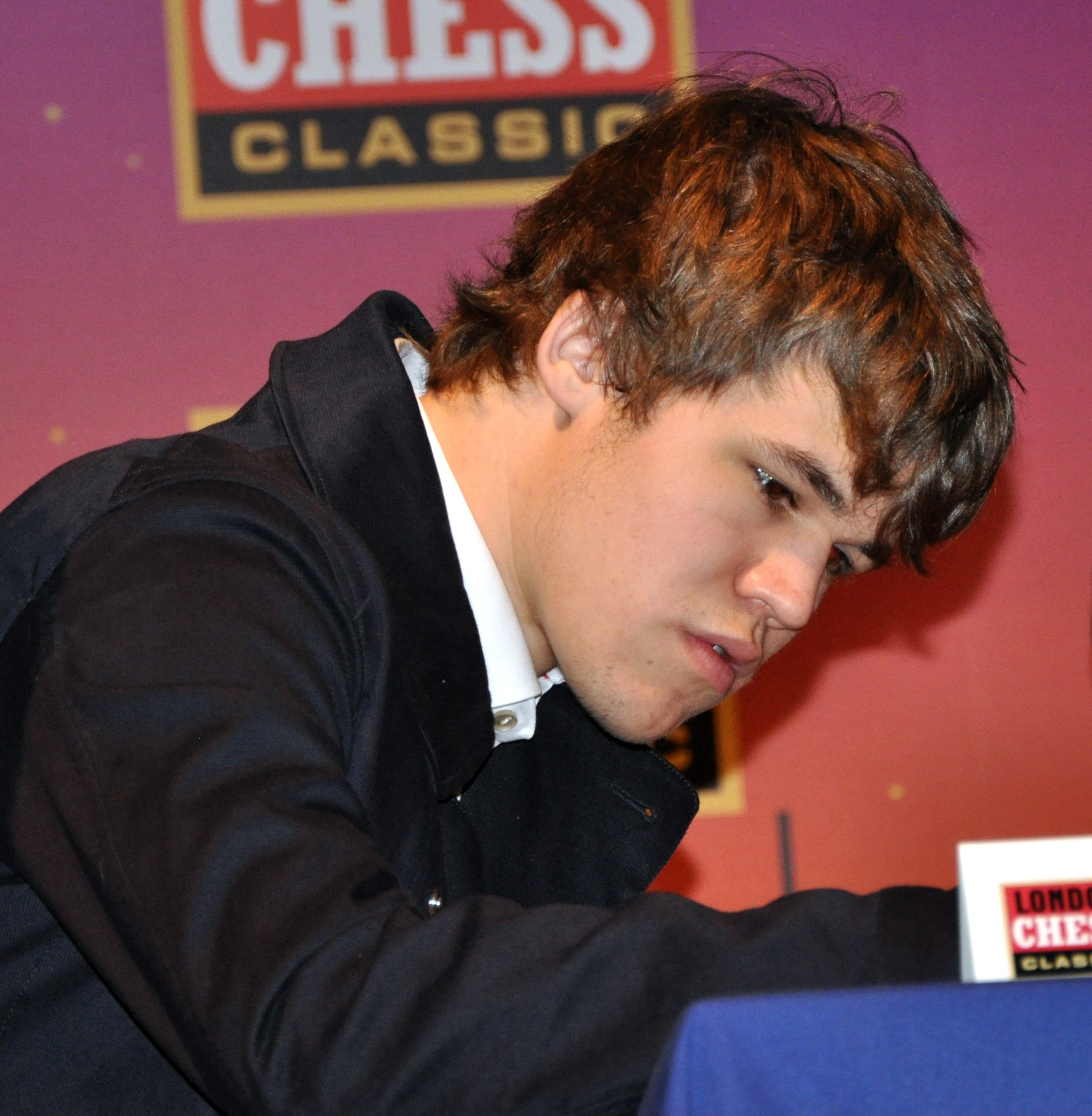
Carlsen tại Giải London Chess Classic 2010

Tại Giải vô địch Cờ chớp thế giới tổ chức tại Moscow từ ngày 16 đến 18 tháng 11, Carlsen tham dự với tư cách là đương kim vô địch và phải bảo vệ chức vô địch giành được vào năm 2009. Với số điểm 23½/38, anh đứng ở vị trí thứ 3 sau Rajabov và nhà vô địch Levon Aronian. Sau giải đấu, Carlsen chơi một trận đấu riêng gồm 40 ván cờ chớp với Hikaru Nakamura, giành chiến thắng với tỉ số 23½–16½.
Carlsen vô địch Giải London Chess Classic diễn ra từ ngày 8 đến 15 tháng 12 với sự góp mặt của đương kim vô địch thế giới Anand, Vladimir Kramnik, Nakamura và các kỳ thủ người Anh Adams, Nigel Short, David Howell và Luke McShane. Carlsen có một khởi đầu khá vất vả, thua McShane và Anand ở vòng 1 và 3 nhưng thắng Adams và Nakamura khi cầm trắng ở vòng 2 và 4. Anh vươn lên dẫn đầu giải với chiến thắng trước Howell ở vòng 5 và trụ vững ở ngôi đầu sau trận hòa vất vả trước Kramnik ở vòng 6 trước khi đánh bại Short ở vòng cuối. Vì thể thức của giải đáu là 3 điểm cho 1 trận thắng, thành tích +4 -2 =1 của Carlsen giúp anh vượt lên trên Anand và McShane (+2 =5 -0).

### 2011
Carlsen tham dự Giải Cờ vua Tata Steel (Corus) nhóm A từ ngày 14 đến 30 tháng 1 tại Wijk aan Zee cùng với đương kim vô địch thế giới Viswanathan Anand, Levon Aronian, cựu vô địch thế giới Vladimir Kramnik, Alexander Grischuk, Hikaru Nakamura và cựu vô địch FIDE Ruslan Ponomariov và các kỳ thủ hàng đầu khác. Mặc dù thua 2 ván khi cầm trắng trước Anish Giri và đương kim vô địch Nga Ian Nepomniachtchi, Carlsen kết thúc giải với 8/13 điểm, bao gồm trận thắng trước Kramnik và nhà vô địch giải Nakamura. Mặc dù màn trình diễn của Carlsen giúp anh tăng elo từ 2814 lên 2815 nhưng như vậy là chưa đủ để vượt qua Anand bởi số điểm 8½/13 của Anand giúp elo của Anand tăng lên 2817 – số 1 thế giới theo bảng xếp hạng FIDE tháng 3 năm 2011.
Chức vô địch đầu tiên trong năm của Carlsen là ở Giải Bazna Kings (thể thức vòng tròn) tổ chức ở Medias từ 11 – 21 tháng 6. Carlsen kết thúc giải với 6½/10 điểm, bằng với Sergey Karjakin nhưng vô địch nhờ chỉ số phụ tốt hơn. Carlsen thắng Nakamura, Nispeanu và Ivanchuk khi cầm trắng, đồng thời hòa tất cả các trận còn lại.
Vòng Chung kết Grand Slam Cờ vua được tổ chức theo thể thức vòng tròn 2 lượt với 6 kỳ thủ tại São Paulo (từ ngày 25 tháng 9 đến ngày 1 tháng 10) và Bilbao (từ ngày 5 đến 11 tháng 10). Mặc dù Carlsen có khởi đầu chậm, bao gồm trận thua trước kỳ thủ elo thấp nhất Vallejo Pons, anh kết thúc giải với +3 -1 =6, bằng điểm với Ivanchuk (+4 -3 =3) (3 điểm cho 1 trận thắng). Carlsen sau đó thắng trận cờ chớp tiebreak trước Ivanchuk. Các kỳ thủ khác là Anand, Aronian, Nakamura và Vallejo Pons.
Một chức vô địch khác là ở Giải Tưởng niệm Tal tổ chức ở Moscow từ ngày 16 đến 25 tháng 11 với thể thức vòng tròn – 10 kỳ thủ. Carlsen thắng 2 ván trước Gelfand và Nakamura và hòa tất cả các ván còn lại. Mặc dù anh bằng điểm với Aronian, anh xếp trước bởi có chỉ số phụ tốt hơn (nhiều ván cầm đen hơn); Carlsen cầm đen 5 ván trong khi Aronian chỉ cầm đen 4 ván.
Tại Giải London Chess Classic tổ chức từ ngày 3 đến 12 tháng 12, chuỗi giải vô địch của Carlsen đã phải dừng lại khi anh chỉ về thứ 3, sau Kramnik và Nakamura. Carlsen thắng 3 trận và hòa 5. Mặc dù không vô địch giải đấu nhưng Carlsen kiếm thêm được elo, vươn lên mức cao nhất trong sự nghiệp lúc bấy giờ là 2835.

### 2012

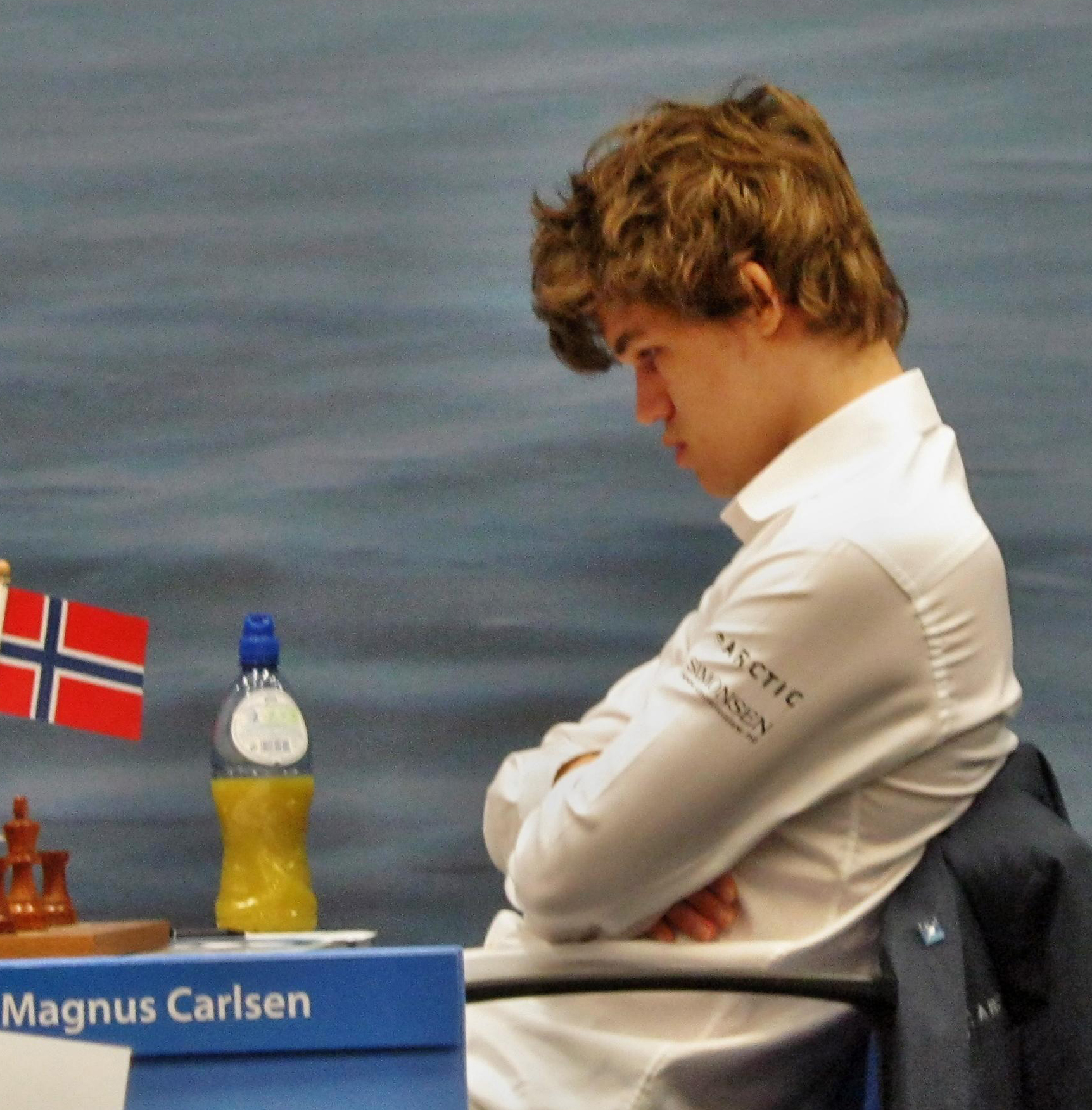
Carlsen tại Giải Cờ vua Tata Steel 2012

Tại Giải Cờ vua Tata Steel tổ chức từ ngày 14 đến 29 tháng 1 tại Wijk aan Zee, Carlsen đồng hạng 2 với Radjabov và Caruana (8/13 điểm), sau Aronian. Carlsen đánh bại Gashimov, Aronian, Gelfand và Topalov nhưng thua trước Karjakin. Ở nội dung cờ chớp tại Giải Tưởng niệm Tal, Moscow (7 tháng 6), Carlsen đồng hạng nhất với Morozevich. Ở nội dung cờ tiêu chuẩn (nội dung chính) tại giải đấu này (loại 22) với thể thức vòng tròn 10 người, anh thắng 2 ván và hòa 7. Anh đồng hạng nhất tại giải, cao hơn Radjabov và Caruana.
Carlsen về thứ 2 tại Giải Biel với 18 điểm (3 điểm cho 1 trận thắng, hòa được 1 điểm), chỉ 1 điểm sau Wang Hao. Giống như Giải Tưởng niệm Tal trước đó, Carlsen kết thúc giải mà không thua trận nào (+4 -0 =6). Anh cũng đánh bại nhà vô địch Hao ở cả hai ván gặp Hao. Tại giải cờ chớp biểu diễn ở Biel trước giải đấu chính thức, Carlsen bị loại ngay vòng 1 (+1 -2 =0) bởi Étienne Bacrot. Bacrot cũng lấy đi của Carlsen một trận thắng tại giải đấu chính thức khi hòa Carlsen ở vòng cuối. Nếu tính theo hệ thống tính điểm cổ điển (1-½-0), anh đã vô địch giải với 7/10 điểm.
Vòng Chung kết Grand Slam Cờ vua một lần nữa được tổ chức ở São Paulo và Bilbao theo thể thức vòng tròn 2 lượt với 6 kỳ thủ. Carlsen bắt đầu giải với 1 trận thua trước Caruana nhưng sau 3 trận thắng vòng 2 (tổ chức ở Bilbao), Carlsen kết thúc với +4 -1 =5, đồng hạng nhất với Caruana, cao hơn Aronian, Karjakin và Anand. Carlsen vô địch giải khi thắng cả hai trận tiebreak trước Caruana.
Từ 24 – 25 tháng 11, Carlsen tham dự lễ hội cờ vua Segunda Gran Fiesta Internacional de Ajedrez tại Mexico. Carlsen tham dự một trận đấu online với các khán giả (đội "Thế giới") và thắng (cầm trắng). Sau đó anh tham dự giải đấu biểu diễn Cuadrangular UNAM theo thể thức đấu loại trực tiếp. Carlsen đánh bại Lázaro Bruzón 1½–½, qua đó lọt vào trận chung kết để gặp Judit Polgár, người đánh bại Manuel León Hoyos 1½–½. Carlsen thua trận đầu nhưng thắng trận thứ 2 và đánh bại Polgár 2-0 ở trận tiebreak.
Carlsen vô địch Giải London Chess Classic vào tháng 12 với 5 trận thắng (trước McShane, Aronian, Gawain Jones, Adams và Judit Polgár) và 3 hòa (trước Kramnik, Nakamura và Anand). Chức vô địch này là chức vô địch giải đấu lần thứ 3 trong vòng 4 năm của Carlsen, giúp elo của anh tăng từ 2848 lên 2861, phá kỉ lục 13 năm của Kasparov – 2851. Nếu xét theo mức PR, đây là một trong những mức PR tốt nhất trong lịch sử cờ vua – PR 2994.

### 2013

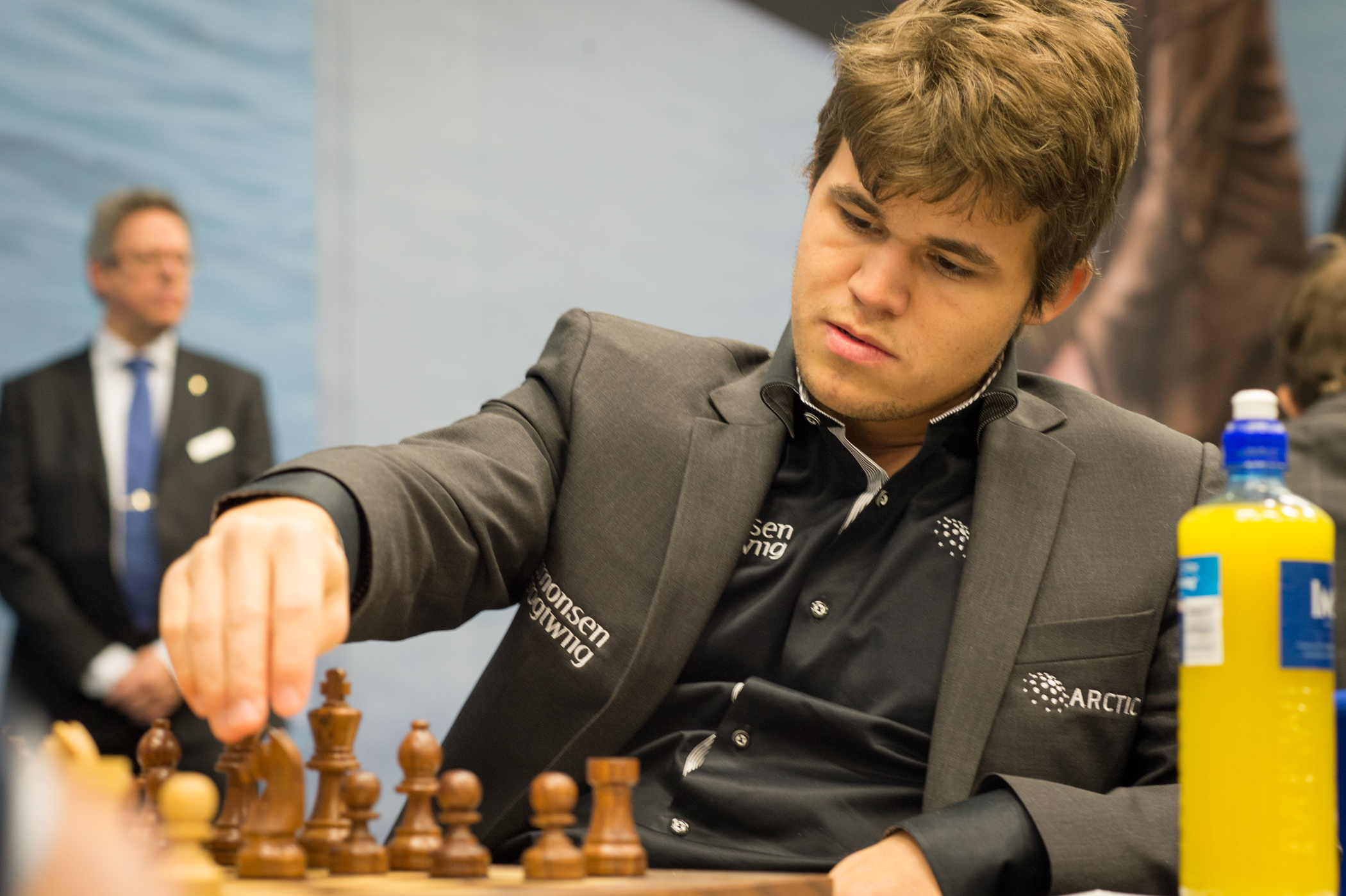
Carlsen đang chơi trong trận thứ bảy tại trận đấu Tata Steel ở Wijk aan Zee, 2013

Carlsen tham dự Giải Cờ vua Tata Steel lần thứ 75 tổ chức từ ngày 11 đến 27 tháng 1 tại Wijk aan Zee. Anh vô địch giải 10/13 điểm (+7 -0 =6), hơn người về thứ hai Aronian 1½ điểm. Vào 1 tháng 2, GM người Đan Mạch Peter Heine Nielse tham gia đội trợ tá giúp Carlsen chuẩn bị cho Giải Candidates vào tháng 3. Trước đó, Nielsen thuộc đội của Viswanathan Anand.
Carlsen tham dự Giải Candidates 2013 diễn ra ở London từ ngày 15 tháng 3 đến ngày 1 tháng 4. Anh kết thúc giải với thành tích +5 -2 =7 và vô địch giải nhờ hơn Kramnik chỉ số phụ. Do đó, anh giành quyền thách đấu Anand cho chức vô địch thế giới.
Vào tháng 5, Carlsen tham dự Giải Cờ vua Norway. Anh về thứ 2, đạt 5½/9 điểm (+3 -1 =5), nửa điểm sau Sergey Karjakin.
Carlsen tham dự Giải Tưởng niệm Tal từ ngày 12 đến 23 tháng 6. Anh về thứ 2 với 5½/9 điểm, nửa điểm sau Boris Gelfand. Carlsen kết thúc giải với +3 -1 =5, thua Caruana nhưng đánh bại Anand, Kramnik và Nakamura. Cũng trong tháng 6, Carlsen chơi một trận cờ nhanh 4 ván với Borki Predojević và thắng 2½–1½.
Tại Cúp Sinquefield tổ chức vào tháng 9, Carlsen vô địch với +3 -0 =3, hơn người về nhì Nakamura 1 điểm.

#### Giải vô địch cờ vua thế giới 2013
Carlsen đối đầu với Anand trong Giải vô địch cờ vua thế giới 2013, tại Hyatt Regency ở Chennai , Ấn Độ, từ ngày 9 đến ngày 22 tháng 11. Carlsen thắng trận 6½ – 3½ bằng cách thắng các ván năm, sáu và chín và hòa phần còn lại, trở thành Nhà vô địch cờ vua thế giới mới.  Mặc dù anh ta là người thách thức và ít kinh nghiệm hơn Anand, anh ta đã xử lý áp lực một cách dễ dàng. Anh ta rút máu đầu tiên trong ván 5 bằng cách tận dụng một sai lầm nhỏ của Anand, và giành chiến thắng trong ván 6 và 9, giúp anh trở thành Nhà vô địch Cờ vua Thế giới thứ 16 không thể tranh cãi
|                             | Xếp hạng | Thứ hạng | Trận 1ngày 9 tháng 11. | Trận 2ngày 10 tháng 11. | Trận 3ngày 12 tháng 11. | Trận 4ngày 13 tháng 11. | Trận 5ngày 15 tháng 11. | Trận 6ngày 16 tháng 11. | Trò chơi 7ngày 18 tháng 11. | Trò chơi 8ngày 19 tháng 11. | Trò chơi 9ngày 21 tháng 11. | Trò chơi 10ngày 22 tháng 11. | Trò chơi 11ngày 24 tháng 11. | Trận đấu 12ngày 26 tháng 11. | Điểm |
| --------------------------- | -------- | -------- | ---------------------- | ----------------------- | ----------------------- | ----------------------- | ----------------------- | ----------------------- | --------------------------- | --------------------------- | --------------------------- | ---------------------------- | ---------------------------- | ---------------------------- | ---- |
| Viswanathan Anand ( Ấn Độ ) | 2775     | số 8     | ½                      | ½                       | ½                       | ½                       | 0                       | 0                       | ½                           | ½                           | 0                           | ½                            | Không yêu cầu                | Không yêu cầu                | 3½   |
| Magnus Carlsen ( Na Uy )    | 2870     | 1        | ½                      | ½                       | ½                       | ½                       | 1                       | 1                       | ½                           | ½                           | 1                           | ½                            | Không yêu cầu                | Không yêu cầu                | 6½   |

### 2014
Từ ngày 29 tháng 1 đến ngày 4 tháng 2, Carlsen thi đấu trong Thử thách cờ vua Zurich , giành chiến thắng trong sự kiện chớp nhoáng (+ 2−1 = 2) và sự kiện cổ điển (+ 3−0 = 2). Anh ta kém hơn trong sự kiện nhanh (+ 1−2 = 2), được tính vào bảng xếp hạng chung, nhưng vẫn đủ dẫn đầu để giành chiến thắng trong giải đấu. Những người chơi khác trong sự kiện là Aronian, Nakamura, Caruana, Gelfand và Anand.  Vào ngày 22 tháng 3, Carlsen chơi một trận cho câu lạc bộ của anh ấy là Stavanger trong trận đấu cuối cùng của đội để thăng hạng lên Giải Ngoại hạng Na Uy. Chiến thắng của anh ấy trước Vladimir Georgiev đã giúp đội của anh ấy giành chiến thắng 3½ – 2½ trước Nordstrand.
Carlsen đã giành chiến thắng trong Lễ tưởng niệm Vugar Gashimov ở Şəmkir , Azerbaijan, diễn ra từ ngày 20 đến ngày 30 tháng 4. Anh chơi trong nhóm A cùng với Caruana, Nakamura, Karjakin, Shakhriyar Mamedyarov và Radjabov. Carlsen bắt đầu giải đấu với tỷ số 2/2, đánh bại Mamedyarov và Nakamura. Sau đó, anh hòa Karjakin, chỉ để thua hai trận liên tiếp lần đầu tiên sau bốn năm, thua Caruana cầm quân đen và thua Radjabov trắng. Trong nửa sau của giải đấu, Carlsen ghi được 4/5 điểm, đánh bại Mamedyarov và Nakamura một lần nữa, và đảm bảo chiến thắng của giải đấu bằng cách đánh bại Caruana ở vòng cuối cùng, kết thúc với + 5−2 = 3.
Vào ngày 8 tháng 5, Carlsen đã chơi một trò chơi triển lãm tại Thành phố Oslo với người dân Na Uy, với sự hỗ trợ của một hội đồng kiện tướng bao gồm Simen Agdestein, Jon Ludvig Hammer và Leif Erlend Johannessen . Mỗi thành viên ban hội thẩm đề xuất một động thái và công chúng sau đó có thể bỏ phiếu cho các động thái được đề xuất. Mỗi thành viên hội đồng có ba cơ hội để cho công cụ cờ vua Houdini đề xuất một nước đi trong trò chơi. Các động thái của Na Uy được thực hiện bởi Oddvar Brå , người được cải trang trong một bộ đồ vải thun màu đỏ cho dịp này. Trò chơi đã được rút ra khi Carlsen buộc phải kiểm tra vĩnh viễn .
Từ ngày 2 đến ngày 13 tháng 6, Carlsen thi đấu tại giải Cờ vua Na Uy lần thứ hai , theo thể thức vòng tròn mười người. Anh xếp thứ hai với 5½ / 9, kém người chiến thắng Karjakin ½ điểm. Những người chơi khác trong sự kiện là Aronian, Caruana, Topalov, Svidler, Kramnik, Grischuk, Giri và Agdestein.
Carlsen đã giành chức vô địch FIDE World Rapid Championship, được tổ chức tại Dubai từ ngày 16 đến ngày 19 tháng 6.  Anh tiếp tục giành chức vô địch cờ chớp thế giới hai ngày sau đó, trở thành người chơi đầu tiên đồng thời giữ danh hiệu này trong cả ba chế độ kiểm soát thời gian xếp hạng của FIDE.
Carlsen đã chơi chín trận cho Na Uy tại Olympic Cờ vua lần thứ 41 , ghi được năm trận thắng, hai trận hòa và hai trận thua (trước Arkadij Naiditsch và Ivan Šarić ).
Carlsen xếp thứ hai sau Fabiano Caruana tại Sinquefield Cup , một trận đấu vòng tròn sáu tay vợt được tổ chức từ ngày 27 tháng 8 đến ngày 7 tháng 9. Được quảng cáo là giải đấu cờ vua mạnh nhất từng được tổ chức, 4 kỳ thủ còn lại trong sự kiện này là Levon Aronian , Hikaru Nakamura , Veselin Topalov và Maxime Vachier-Lagrave . Carlsen thua Caruana ở vòng 3 và lần lượt đánh bại Aronian và Nakamura ở vòng 5 và 7. Anh kết thúc giải đấu với thành tích 5½ / 10 (+ 2−1 = 7), kém Caruana ba điểm.

#### Giải vô địch cờ vua thế giới 2014
Carlsen đối mặt với Anand trong một trận đấu tranh danh hiệu Nhà vô địch Cờ vua Thế giới vào năm 2014. Anand đã vượt qua vòng loại bằng cách giành chiến thắng trong Giải đấu dành cho các ứng cử viên 2014 . Trận tái đấu được tổ chức từ ngày 7 đến ngày 23 tháng 11 tại Sochi , Nga. Sau 11/12 trận, Carlsen dẫn 6½ – 4½, qua đó bảo vệ danh hiệu Vô địch Thế giới của mình. 
|                             | Xếp hạng | Thứ hạng | Trận 1ngày 8 tháng 11. | Trận 2ngày 9 tháng 11. | Trận 3ngày 11 tháng 11. | Trận 4ngày 12 tháng 11. | Trận 5ngày 14 tháng 11. | Trận 6ngày 15 tháng 11. | Trò chơi 7ngày 17 tháng 11. | Trò chơi 8ngày 18 tháng 11. | Trò chơi 9ngày 20 tháng 11. | Trò chơi 10ngày 21 tháng 11. | Trận đấu 11ngày 23 tháng 11. | Trận đấu 12ngày 25 tháng 11. | Điểm |
| --------------------------- | -------- | -------- | ---------------------- | ---------------------- | ----------------------- | ----------------------- | ----------------------- | ----------------------- | --------------------------- | --------------------------- | --------------------------- | ---------------------------- | ---------------------------- | ---------------------------- | ---- |
| Magnus Carlsen ( Na Uy )    | 2863     | 1        | ½                      | 1                      | 0                       | ½                       | ½                       | 1                       | ½                           | ½                           | ½                           | ½                            | 1                            | Không bắt buộc               | 6½   |
| Viswanathan Anand ( Ấn Độ ) | 2792     | 6        | ½                      | 0                      | 1                       | ½                       | ½                       | 0                       | ½                           | ½                           | ½                           | ½                            | 0                            | Không bắt buộc               | 4½   |

### 2015
Vào tháng 1, Carlsen đã giành chiến thắng trong Giải cờ vua Tata Steel lần thứ 77 , giải đấu chủ yếu được diễn ra tại Wijk aan Zee vào ngày 9–25 tháng 1. Carlsen đã có một khởi đầu không tốt cho giải đấu với hai trận hòa và để thua ở vòng ba trước Radosław Wojtaszek , khiến anh xếp ở vị trí thứ mười trong số mười bốn cầu thủ. Tuy nhiên, chuỗi sáu trận thắng liên tiếp đã đẩy Carlsen lên vị trí thứ nhất. Hòa 4 trận cuối cùng là đủ để vô địch giải đấu với 9 điểm trên 13, hơn Anish Giri, Maxime Vachier-Lagrave, Wesley So và Ding Liren nửa điểm .
Vào tháng 2, Carlsen đã giành được chức vô địch Grenke Chess Classic lần thứ 3 sau khi hòa 5 ván với Arkadij Naiditsch. Carlsen đã kết thúc trận chung kết đầu tiên với Naiditsch vào 4½/7, đánh bại Michael Adams, Anand và David Baramidze , và thua Naiditsch trong cuộc chạm trán cổ điển của họ.  Chiến thắng giải đấu này có nghĩa là Carlsen đã bắt đầu năm 2015 bằng cách giành chiến thắng hai trong số hai giải đấu. Carlsen tiếp tục chuỗi trận của mình vào tháng 4, thắng Shamkir Chess với điểm số 7/9 (+ 5−0 = 4), đánh bại Mamedyarov, Caruana, Vachier-Lagrave, Kramnik và Rauf Mamedov . Với xếp hạng hiệu suất là 2983, đây là kết quả giải đấu tốt thứ ba của Carlsen từ trước đến nay, chỉ sau Nam Kinh 2009 (3002 TPR) và London 2012 (2994 TPR).
Carlsen đã có một kết quả không tốt trong giải cờ vua Na Uy lần thứ ba , được tổ chức từ ngày 15 đến 26 tháng 6. Ở vòng đầu tiên, anh ấy đã giành được chiến thắng trước Topalov sau khi dồn ép trong một trận đấu kéo dài, chỉ để thua đúng lúc khi anh ấy nhầm tưởng rằng mình sẽ nhận được 15 phút hiệp phụ ở nước đi 60.  Sau đó, anh ấy bị Caruana chơi trội hơn ở vòng thứ hai, bỏ lỡ chiến thắng trước Anish Giri ở vòng 3, và thua Anand ở vòng 4. Anh thắng Grischuk ở vòng 5, hòa Nakamura và Vachier-Lagrave ở vòng 6 và 7, và đánh bại Aronian ở vòng 8, nhưng anh ta đã thua ở vòng cuối cùng trước Jon Ludvig Hammer, khiến anh ta ở vị trí thứ bảy và với xếp hạng hiệu suất là 2693. Carlsen nói về kết quả này: "Thật là vô cùng thất vọng khi không thể thể hiện bất cứ điều gì gần với khả năng của tôi ở quê nhà."
Từ ngày 22 tháng 8 đến ngày 3 tháng 9, Carlsen chơi ở Sinquefield Cup 2015 . Anh kết thúc ở vị trí thứ hai với 5/9 (+ 3−2 = 4), kém người chiến thắng Levon Aronian một điểm. Anh đã đánh bại người chiến thắng Sinquefield năm 2014 Fabiano Caruana, cũng như Maxime Vachier-Lagrave và Wild-card Wesley So, nhưng để thua Veselin Topalov và Alexander Grischuk.
Vào tháng 10, Carlsen đã bảo vệ thành công danh hiệu của mình trong Giải vô địch đua nhanh thế giới FIDE được tổ chức tại Berlin, với tư cách là nhà vô địch đua nhanh thế giới đầu tiên làm được điều này trong lịch sử, với thành tích + 8−0 = 7.  Anh ấy đã đạt được xếp hạng nhanh trực tiếp cao nhất trong lịch sử sau giải đấu, và tại thời điểm đó, anh ấy đã đứng số 1 trong cả ba bộ môn cùng một lúc.  [ cần xác minh ] Tuy nhiên, Carlsen đã đánh mất thứ hạng số 1 cờ chớp sau khi anh có ngày thứ hai yếu kém tại Giải vô địch cờ chớp thế giới, và không thể giữ được danh hiệu vô địch cờ chớp thế giới, thua Alexander Grischuk .
Vào tháng 11, Carlsen tham gia Giải vô địch cờ vua đồng đội châu Âu với đội tuyển Na Uy. Anh khởi đầu không tốt, ghi ½ điểm trong 3 trận, thua Levon Aronian, hòa Sune Berg Hansen , và lại thua Yannick Pelletier do mắc sai lầm. Tuy nhiên, anh ấy đã kết thúc giải đấu một cách mạnh mẽ, ghi các chiến thắng trước Peter Leko và Radoslaw Wojtaszek , những người sau này mà anh ấy đã để thua hồi đầu năm, nhưng màn trình diễn của anh ấy không đủ để giành huy chương cho đội của mình, và anh ấy đã mất 16 điểm xếp hạng trong sự kiện.
Từ ngày 4 đến ngày 13 tháng 12, Carlsen tham gia trận chung kết Grand Chess Tour , London Chess Classic . Anh ghi được 5½ / 9 (+ 2−0 = 7) trong sự kiện này, đánh bại Nakamura (do đó gây ra trận thua cổ điển thứ 12 của Nakamura trước Carlsen) và Grischuk, đồng thời kết thúc trận chung kết đầu tiên với Anish Giri và Maxime Vachier-Lagrave . Trong tiebreak 3 tay, Carlsen là hạt giống hàng đầu, có nghĩa là anh phải đối mặt với người chiến thắng trong trận tie-break đầu tiên giữa Giri và Vachier-Lagrave. Carlsen cuối cùng đã vô địch giải đấu bằng cách đánh bại Vachier-Lagrave, điều đó có nghĩa là anh ta cũng giành được Grand Chess Tour tổng thể.  Carlsen sau đó chơi trong phiên bản thứ hai của Qatar Masters Open, được tổ chức từ ngày 20 đến ngày 29 tháng 12. Anh về nhất với tỷ số 7/9 (+ 5−0 = 4), và đánh bại Yu Yangyi trong trận đấu tie-break để giành chức vô địch giải đấu

### 2016
Từ ngày 15 đến ngày 31 tháng 1, Carlsen tham gia Giải cờ vua Tata Steel lần thứ 78 , được tổ chức tại Wijk Aan Zee. Carlsen đã vô địch giải đấu khi ghi được 9 điểm trên 13 (+ 5−0 = 8), giúp anh giành được danh hiệu Wijk Aan Zee thứ 5 của mình.
Từ ngày 18 đến ngày 30 tháng 4, Carlsen thi đấu trong giải cờ vua Na Uy lần thứ tư . Anh kết thúc ở vị trí đầu tiên với 6/9 (+ 4−1 = 4), hơn Levon Aronian nửa điểm , và một điểm trước Vladimir Kramnik , Veselin Topalov và Maxime Vachier-Lagrave . Đây là chiến thắng Cờ vua Na Uy đầu tiên của Carlsen.
Từ ngày 17 đến ngày 20 tháng 6, Carlsen thi đấu trong chặng Leuven của Grand Chess Tour. Anh ấy về nhất trong phần thi nhanh của giải đấu với 12/18 (+ 5−2 = 2; hai điểm để thắng) và cũng đầu tiên trong phần chơi chớp nhoáng với 11/18 (+ 7−3 = 8) để xếp thứ nhất chung cuộc với số điểm 23/36, hơn người về nhì là Wesley So hai điểm rưỡi .
Vào tháng 7, Carlsen đã giành chiến thắng trong trận chung kết Bilbao Masters phiên bản thứ 9, ghi được 17 điểm trong số 10 trận đấu (+ 4−1 = 5; thắng 3 điểm, hòa 1 điểm). Trận thua duy nhất của anh là Hikaru Nakamura , người chưa từng đánh bại Carlsen trong cờ vua cổ điển trước đây. Cũng trong giải đấu này, Carlsen đã ghi chiến thắng đầu tiên trước Anish Giri trong một trận đấu cổ điển.
Carlsen đã chơi mười trận cho Na Uy trong Thế vận hội Cờ vua lần thứ 42 , ghi được năm trận thắng và năm trận hòa, khi người Na Uy xếp thứ 5 trong số 180 đội tham dự sự kiện mở.
Carlsen cũng góp mặt trong Giải vô địch trận đấu Grandmaster Blitz của Chess.com. Magnus đã đánh bại Tigran L. Petrosian với tỷ số 21-4 ở vòng đầu tiên, và đánh bại Alexander Grischuk với tỷ số 16 đến 8 trong trận bán kết. Vào ngày 27 tháng 10, anh đối mặt với Nakamura trong trận chung kết. Chơi cả cờ chớp và cờ chớp trong tổng cộng ba giờ, Carlsen đã đánh bại Nakamura với tỷ số 14 ½ đến 10 ½ và trở thành người chiến thắng đầu tiên trong Giải vô địch trận đấu Grandmaster Blitz của Chess.com.
Từ ngày 26 đến ngày 30 tháng 12, Carlsen thi đấu tại Giải vô địch tốc độ nhanh và chớp nhoáng thế giới được tổ chức tại Doha , Qatar. Anh ấy đã ghi được 11/15 bàn trong giải đấu nhanh, đứng thứ ba về tiebreak sau Ivanchuk và Grischuk.  Trong giải đấu chớp nhoáng, anh ghi 16½ / 21, đứng thứ hai về tiebreak sau Karjakin, và 2 điểm so với phần còn lại của sân.

#### Giải vô địch cờ vua thế giới 2016
Carlsen đối mặt với Sergey Karjakin trong Giải vô địch cờ vua thế giới năm 2016 tại thành phố New York. Trận đấu tiêu chuẩn gồm 12 trận, diễn ra từ ngày 11 đến ngày 28 tháng 11, kết thúc với tỷ số hòa 6–6. Trận đấu bắt đầu với bảy trận hòa liên tiếp. Karjakin thắng ván 8 sau khi bị Carlsen khắc chế, nhưng Carlsen gỡ hòa ở ván 10. Các ván 11 và 12 đều hòa. Các trò chơi đột phá được tổ chức vào ngày 30 tháng 11, sinh nhật lần thứ 26 của Carlsen. Sau khi hòa ván 1 và ván 2, Carlsen thắng ván 3 và 4 để ghi chiến thắng 3–1 và giữ lại danh hiệu Vô địch Thế giới của mình.
|                         | Xếp hạng | Thứ hạng | Trò chơi cổ điển | Trò chơi cổ điển | Trò chơi cổ điển | Trò chơi cổ điển | Trò chơi cổ điển | Trò chơi cổ điển | Trò chơi cổ điển | Trò chơi cổ điển | Trò chơi cổ điển | Trò chơi cổ điển | Trò chơi cổ điển | Trò chơi cổ điển | Trò chơi nhanh | Trò chơi nhanh | Trò chơi nhanh | Trò chơi nhanh | Điểm  |
| 1                       | Xếp hạng | Thứ hạng | 2                | 3                | 4                | 5                | 6                | 7                | số 8             | 9                | 10               | 11               | 12               | 13               | 14             | 15             | 16             |                | Điểm  |
| ----------------------- | -------- | -------- | ---------------- | ---------------- | ---------------- | ---------------- | ---------------- | ---------------- | ---------------- | ---------------- | ---------------- | ---------------- | ---------------- | ---------------- | -------------- | -------------- | -------------- | -------------- | ----- |
| Sergey Karjakin ( NGA ) | 2772     | 9        | ½                | ½                | ½                | ½                | ½                | ½                | ½                | 1                | ½                | 0                | ½                | ½                | ½              | ½              | 0              | 0              | 6 (1) |
| Magnus Carlsen ( NOR )  | 2853     | 1        | ½                | ½                | ½                | ½                | ½                | ½                | ½                | 0                | ½                | 1                | ½                | ½                | ½              | ½              | 1              | 1              | 6 (3) |

### 2017
Vào tháng 1, Carlsen tham gia Giải cờ vua Tata Steel lần thứ 79 . Anh ấy khởi đầu tốt, ghi được 2 chiến thắng và 4 trận hòa trong 6 trận đầu tiên của mình, nhưng bỏ lỡ pha giao bóng 3 trong trận đấu với Giri ở vòng 7, điều mà Giri mô tả là "khoảnh khắc đáng xấu hổ nhất" trong sự nghiệp của Carlsen.  Carlsen sau đó thua Richárd Rapport ở vòng 8 , và cuối cùng xếp thứ hai với 8/13 (+ 4−1 = 8), kém người chiến thắng Wesley So một điểm.
Từ ngày 13 đến ngày 22 tháng 4, Carlsen thi đấu ở giải Grenke Chess Classic lần thứ 4 , kết thúc ở vị trí thứ hai chung cuộc, mặc dù thứ ba về tiebreak, với Fabiano Caruana, với điểm số 4/7 (+ 1−0 = 6). Người chiến thắng rõ ràng với 5½ điểm (+ 4−0 = 3) là Levon Aronian. Kết quả là, xếp hạng FIDE của Carlsen giảm xuống 2832, mức thấp nhất kể từ tháng 11 năm 2011 (2826).
Carlsen tham gia giải Cờ vua Na Uy lần thứ năm từ ngày 6 đến ngày 16 tháng Sáu. Anh ấy thi đấu kém và có chỉ số đánh giá thành tích là 2755, thấp nhất kể từ năm 2015 (2670, tại Giải vô địch cờ vua đồng đội châu Âu). Cuối cùng, anh đứng thứ chín trong giải đấu vòng tròn với 4/9 (+ 1−2 = 6), thua Aronian và Kramnik và giành chiến thắng trước Karjakin. Aronian vô địch giải đấu với 6/9 (+ 3−0 = 6).
Carlsen thi đấu ở chặng Paris của Grand Chess Tour 2017 , được tổ chức từ ngày 21 đến ngày 25 tháng 6. Anh ấy về nhất trong phần thi nhanh của giải đấu với 14/18 (+ 5−0 = 4; hai điểm để thắng) và thứ năm trong phần chớp nhoáng với 10/18 (+ 8−6 = 4) để xếp thứ nhất về tổng thể với Vachier-Lagrave. Carlsen sau đó đánh bại Vachier-Lagrave trong trận playoff để giành chức vô địch giải đấu.
Từ ngày 28 tháng 6 đến ngày 2 tháng 7, anh thi đấu trong chặng Leuven của Grand Chess Tour. Anh ấy đã vô địch giải đấu này một cách thuyết phục, ghi 11/18 (+ 3−1 = 5; hai điểm cho một trận thắng) trong phần đánh nhanh và 14½ / 18 (+ 12−1 = 5) trong phần chớp nhoáng với tổng điểm là 25½ / 36, hơn người về nhì là Wesley So ba điểm.  Xếp hạng hiệu suất của Carlsen trong phần chớp nhoáng của giải đấu là 3018, được Garry Kasparov mô tả là "hiện tượng".  Ngoài ra, Leonard Barden , viết cho The Guardian , cho biết màn trình diễn này chỉ bằng điểm 19/22 của Fischer tại Giải vô địch cờ chớp thế giới 1970 .
Từ ngày 2 đến ngày 11 tháng 8, Carlsen thi đấu tại Sinquefield Cup , sự kiện cổ điển đầu tiên của Grand Chess Tour. Anh về nhì cùng với Anand, đạt 5½ / 9 (+ 3−1 = 5). Anh ấy đã ghi ba chiến thắng (trước Karjakin, So và Aronian) và một trận thua trước Vachier-Lagrave, người đã giành chiến thắng trong giải đấu với tỷ số 6/9 (+ 3−0 = 6).  Kết quả này khiến Carlsen đứng ở vị trí đầu tiên trên bảng xếp hạng Grand Chess Tour với 34 điểm, hơn người xếp thứ hai là Vachier-Lagrave ba điểm.
Vào tháng 9, anh đã tham gia giải Cờ vua thế giới 2017 . Việc anh ấy tham gia sự kiện với tư cách là Nhà vô địch thế giới là điều bất thường vì World Cup là một phần của chu trình thách thức Nhà vô địch thế giới năm 2018 .  Anh đánh bại Oluwafemi Balogun + 2−0 = 0 ở vòng đầu tiên để tiến vào vòng thứ hai, nơi anh đánh bại Aleksey Dreev + 2−0 = 0. Sau đó anh ta bị đánh bại ở vòng thứ ba bởi Bu Xiangzhi + 0−1 = 1 và bị loại khỏi giải đấu.
Vào ngày 1 tháng 10, Carlsen vô địch Isle of Man Open, giải đấu được tổ chức từ ngày 23 tháng 9 đến ngày 1 tháng 10. Anh ghi được 7½ / 9 (+ 6−0 = 3), hơn Nakamura và Anand nửa điểm, với xếp hạng hiệu suất là 2903. Đây là chiến thắng giải đấu cổ điển đầu tiên của Carlsen sau 435 ngày.
Từ ngày 9 đến ngày 14 tháng 11, Carlsen đối đầu với Ding Liren trong trận đấu Champions Showdown 2017, một trận đấu bao gồm 10 ván cờ nhanh và 20 ván cờ chớp, do Câu lạc bộ cờ vua Saint Louis tổ chức.  Carlsen thắng, ghi 22–8 (+ 16−2 = 12).
Từ ngày 1 đến ngày 11 tháng 12, Carlsen thi đấu London Chess Classic 2017 , sự kiện cuối cùng của Grand Chess Tour 2017. Anh về thứ năm, đạt 5/9 (+ 2−1 = 6). Caruana chia sẻ vị trí đầu tiên với Nepomniachtchi vào ngày 6/9 (+ 3−0 = 6) và vô địch giải đấu sau khi đánh bại Nepomniachtchi 2½ – 1½ trong trận đấu chớp nhoáng. Vị trí của Carlsen đã mang lại cho anh thêm 7 điểm trong bảng xếp hạng Grand Chess Tour, đủ để anh trở thành nhà vô địch Grand Chess Tour 2017.
Từ ngày 26 đến ngày 30 tháng 12, Carlsen thi đấu tại Giải vô địch cờ nhanh thế giới và cờ chớp thế giới 2017, được tổ chức tại Riyadh , Ả Rập Xê-út. Anh ấy về thứ năm trong sự kiện nhanh chóng, đạt 10/15 (+ 8−3 = 4). Anand chia sẻ vị trí đầu tiên với Vladimir Fedoseev vào 10 ½ / 15, và vô địch giải đấu sau khi đánh bại Fedoseev bằng tiebreak.  Carlsen thắng trong sự kiện chớp nhoáng, đạt 16/21 (+ 13−2 = 6), hơn các đối thủ cạnh tranh gần nhất là Karjakin và Anand một điểm rưỡi. Đây là lần thứ ba Carlsen vô địch Cờ vua chớp nhoáng thế giới.

### 2018
Từ tháng 10 năm 2017 đến tháng 1 năm 2018, Carlsen đã chơi trong phiên bản thứ hai của Giải vô địch cờ vua tốc độ của Chess.com.  Anh đánh bại Gadir Guseinov , So và Grischuk trong ba hiệp đầu tiên lần lượt là 20½ – 5½, 27½ – 9½ và 15½ – 10½. Vào ngày 3 tháng 1, anh đánh bại Nakamura với tỷ số 18-9 trong trận chung kết, do đó vô địch giải đấu lần thứ hai liên tiếp.
Từ ngày 13 đến ngày 28 tháng 1, Carlsen thi đấu tại Giải Cờ vua Tata Steel lần thứ 80 . Anh ấy xếp vị trí đầu tiên với Giri, đạt 9/13 (+ 5−0 = 8).  Carlsen sau đó đánh bại Giri 1½ – ½ trong trận playoff chớp nhoáng, qua đó giành chức vô địch giải đấu lần thứ sáu kỷ lục.  Vào tháng 2, Carlsen giành chức vô địch cờ vua ngẫu nhiên Fischer không chính thức , đánh bại Nakamura với tỷ số 14–10.
Carlsen xếp thứ hai với số điểm 5½ / 9 (+ 2−0 = 7) trong Giải Cờ vua Grenke Classic lần thứ 5 , được tổ chức từ ngày 31 tháng 3 đến ngày 9 tháng 4. Caruana thắng sự kiện này với 6½ / 9 (+ 4−0 = 5).  Carlsen vô địch giải Shamkir Chess lần thứ năm , được tổ chức từ ngày 18 đến ngày 28 tháng 4, kết thúc hạng nhất với số điểm 6/9 (+ 3−0 = 6).  Từ ngày 28 tháng 5 đến ngày 7 tháng 6, anh thi đấu ở giải Cờ vua Na Uy lần thứ sáu , xếp thứ hai với 4½ / 8 (+ 2−1 = 5), kém người thắng cuộc là Caruana nửa điểm. Anh đánh bại Caruana và Aronian lần lượt ở vòng 1 và 3, nhưng để thua So ở vòng 6.
Carlsen tham gia giải đấu Biel Grandmaster lần thứ 51 , được tổ chức từ ngày 23 tháng 7 đến ngày 1 tháng 8. Anh về nhì với 6/10 (+ 3−1 = 6), kém người chiến thắng Mamedyarov một điểm rưỡi.  Vào tháng 8, anh thi đấu tại Sinquefield Cup lần thứ 6 . Anh ấy hòa lần đầu tiên với Caruana và Aronian với tỷ số 5 ½ / 9 (+ 2−0 = 7), và cùng nhau vô địch giải đấu sau khi bộ ba quyết định chia sẻ danh hiệu.  Carlsen đại diện cho Vålerenga sjakklubb tại Cúp câu lạc bộ cờ vua châu Âu lần thứ 34 vào tháng 10. Anh ấy ghi được 3½ / 6 (+ 1−0 = 5), khi đội của anh ấy về thứ năm.
Từ ngày 26 đến ngày 30 tháng 12, Carlsen thi đấu tại Giải vô địch cờ nhanh thế giới và cờ chớp thế giới 2018 , được tổ chức tại Saint Petersburg , Nga. Anh ta đã thua ba trong tám trận đầu tiên - bao gồm cả hai trận đầu tiên - trước những đối thủ được đánh giá thấp hơn đáng kể trong trận đấu nhanh. Mặc dù hồi phục mạnh mẽ, anh ấy không thể đạt được huy chương, xếp thứ năm với 10½ / 15 (+ 9−3 = 3).  Anh bảo vệ danh hiệu blitz của mình, bất bại để về đích đầu tiên với số điểm 17/21 (+ 13−0 = 8).

#### Giải vô địch cờ vua thế giới 2018
Carlsen đối đầu với Fabiano Caruana trong Giải vô địch cờ vua thế giới 2018 tại London. Trận đấu gồm 12 ván đấu, do FIDE tổ chức , được diễn ra từ ngày 9 đến ngày 28 tháng 11. Tất cả 12 ván đấu tính giờ cổ điển đều có kết quả hòa. Carlsen vẫn giữ được danh hiệu của mình bằng cách đánh bại Caruana 3–0 trong các ván tiebreak nhanh chóng. Carlsen cho rằng ván cờ nhanh đầu tiên là "quan trọng", và nói rằng anh cảm thấy "rất bình tĩnh" sau khi chiến thắng nó. 
|                        | Xếp hạng | Thứ hạng | Ván đấu cổ điển | Ván đấu cổ điển | Ván đấu cổ điển | Ván đấu cổ điển | Ván đấu cổ điển | Ván đấu cổ điển | Ván đấu cổ điển | Ván đấu cổ điển | Ván đấu cổ điển | Ván đấu cổ điển | Ván đấu cổ điển | Ván đấu cổ điển | Ván đấu tiebreak | Ván đấu tiebreak | Ván đấu tiebreak | Điểm  |
| 1                      | Xếp hạng | Thứ hạng | 2               | 3               | 4               | 5               | 6               | 7               | số 8            | 9               | 10              | 11              | 12              | 13              | 14               | 15               |                  | Điểm  |
| ---------------------- | -------- | -------- | --------------- | --------------- | --------------- | --------------- | --------------- | --------------- | --------------- | --------------- | --------------- | --------------- | --------------- | --------------- | ---------------- | ---------------- | ---------------- | ----- |
| Magnus Carlsen ( NOR ) | 2835     | 1        | ½               | ½               | ½               | ½               | ½               | ½               | ½               | ½               | ½               | ½               | ½               | ½               | 1                | 1                | 1                | 6 (3) |
| Fabiano Caruana ( Mỹ ) | 2832     | 2        | ½               | ½               | ½               | ½               | ½               | ½               | ½               | ½               | ½               | ½               | ½               | ½               | 0                | 0                | 0                | 6 (0) |

### 2019
Từ ngày 12 đến ngày 27 tháng 1, Carlsen thi đấu tại Giải Cờ vua Tata Steel lần thứ 81 . Với điểm số 9/13 (+ 5−0 = 8),  hơn Giri nửa điểm, anh đã giành chức vô địch giải đấu lần thứ bảy kéo dài kỷ lục.
Carlsen đã tham gia vào phiên bản thứ sáu của Shamkir Chess, được tổ chức từ ngày 31 tháng 3 đến ngày 9 tháng 4. Anh giành vị trí đầu tiên với 7/9 (+ 5−0 = 4), hơn người về nhì là Ding hai điểm. Carlsen phát biểu tại lễ bế mạc sự kiện rằng đây là "một trong những giải đấu hay nhất mà tôi từng chơi, cả về hiệu suất và chất lượng của các trận đấu."  Cuối tháng 4, Carlsen giành chức vô địch Grenke Chess Classic lần thứ 6 . Anh ấy chiếm vị trí đầu tiên với 7½ / 9 (+ 6−0 = 3) và tăng xếp hạng của mình lên 2875.
Vào đầu tháng 5, Carlsen đã vô địch Côte d'Ivoire Rapid & Blitz, lượt đi của Grand Chess Tour 2019, với số điểm 26½ / 36.  Vào cuối tháng 5, Carlsen đã giành chiến thắng trong giải đấu thứ sáu liên tiếp, vô địch Lindores Abbey Chess Stars Tournament. Giải đấu nhanh bốn người diễn ra theo thể thức vòng tròn đôi . Ngoài Carlsen, Anand, Ding và Karjakin đã tham gia. Điểm của Carlsen là 3½ / 6 (+ 1−0 = 5).
Vào tháng 6, anh đã vô địch giải Cờ vua Na Uy lần thứ bảy . Ghi được 13½ / 18, anh ấy đã hoàn thành ba điểm trước các đối thủ cạnh tranh gần nhất của mình.  Từ ngày 26 tháng 6 đến ngày 7 tháng 7, Carlsen tham gia lượt về của Giải Grand Chess Tour 2019, được tổ chức tại Zagreb . Anh ấy dẫn trước với 8/11 (+ 5−0 = 6), và cải thiện điểm xếp hạng của mình lên 2882, cân bằng đỉnh cao của anh ấy thiết lập vào năm 2014.  Đây là chiến thắng thứ tám liên tiếp của Carlsen.
Từ ngày 10 đến ngày 14 tháng 8, Carlsen tham gia chặng thứ tư của Grand Chess Tour 2019, St. Louis Rapid & Blitz. Anh ấy đã có một màn trình diễn tệ hại, ghi 8/18 (+ 3−4 = 2, nhân đôi điểm) nhanh chóng và 9/18 (+ 6−6 = 6) trong chớp nhoáng với tổng số tổng cộng là 17/36, đưa anh ấy vào vị trí thứ sáu địa điểm.  Anh ấy nói vào cuối ngày đầu tiên của trò chơi blitz: "Mọi thứ đang diễn ra không ổn. "  Trận lượt về, Cúp Sinquefield lần thứ 7 , là một giải đấu cổ điển. Carlsen thắng hai trận gần đây nhất để hòa lần đầu tiên với tỷ số 6½ / 11 (+ 2−0 = 9) với Ding, nhưng để thua tiebreak 1-3, hòa cả hai trận chóng vánh sau đó thua hai trận blitz liên tiếp.
Tại FIDE Grand Swiss Tournament 2019 được tổ chức vào tháng 10 trên Isle of Man, Carlsen xếp thứ sáu với 7½ / 11 (+ 4−0 = 7). Do đó, anh đã kéo dài chuỗi trận bất bại của mình trong cờ vua cổ điển lên 101 ván , vượt qua kỷ lục 100 ván của Ding. 101 trận đấu bao gồm 33 trận thắng và 68 trận hòa.
Từ ngày 27 tháng 10 đến ngày 2 tháng 11, Carlsen thi đấu tại Giải vô địch cờ vua ngẫu nhiên FIDE World Fischer chính thức đầu tiên . Anh tự động được xếp vào vòng bán kết, với tư cách là nhà vô địch Cờ vua ngẫu nhiên Fischer không chính thức. Anh đánh bại Fabiano Caruana ở bán kết 12½ – 7½, nhưng để thua Wesley So ở vòng cuối với tỷ số 13½ – 2½.  Vào cuối tháng 11, Carlsen thắng Tata Steel Rapid & Blitz, chặng cuối cùng của Grand Chess Tour 2019, với điểm số 27/36.  Tại London Chess Classic 2019 vào tháng 12, trận chung kết của Grand Chess Tour 2019, Carlsen bị Vachier-Lagrave đánh bại trong trận bán kết với tỷ số hòa 15½ – 14½.  Sau đó anh đánh bại Levon Aronian để giành vị trí thứ ba.
Từ ngày 26 đến ngày 28 tháng 12, Carlsen tham gia Giải vô địch cờ vua nhanh thế giới 2019 mà anh đã giành chiến thắng với tỷ số 11½ / 15 (+ 8-0 = 7), không để thua để đòi lại danh hiệu mà anh đã đánh mất vào năm 2016.  Hết hai ngày tiếp theo, từ 29 đến 30 tháng 12, anh tham gia Giải vô địch cờ chớp thế giới 2019. Anh thắng sau khi đánh bại Hikaru Nakamura trong một trận đấu tiebreak, cầm quân đen ván đầu tiên và thắng ván thứ hai với quân trắng. Tổng điểm của anh ấy trong giải đấu là 16½ / 21 (+ 13−1 = 7).

### 2020
Từ ngày 10 đến ngày 26 tháng 1, Carlsen thi đấu tại Giải Cờ vua Tata Steel lần thứ 82 . Anh về nhì với số điểm 8/13 (+ 3−0 = 10), kém người thắng cuộc là Caruana hai điểm.  Trong giải đấu, Carlsen đã vượt qua chuỗi bất bại của Sergei Tiviakov trong 110 ván cờ cổ điển.
Trong đại dịch COVID-19 , khiến nhiều giải đấu thể chất bị hủy bỏ, Carlsen đã tổ chức Magnus Carlsen Invitational cùng với Chess24 . Được quảng cáo là "giải đấu cờ vua trực tuyến chuyên nghiệp đầu tiên", giải đấu nhanh gồm 8 người chơi được tổ chức từ ngày 18 tháng 4 đến ngày 3 tháng 5, với quỹ giải thưởng 250.000 đô la. Giai đoạn đầu tiên bao gồm một vòng tròn một lượt, sau đó bốn tay vợt hàng đầu sẽ tiến vào vòng loại trực tiếp.  Carlsen giành chiến thắng khi đánh bại Hikaru Nakamura 2½ – 1½ trong trận chung kết.
Carlsen đã thi đấu tại Giải Cờ vua Na Uy lần thứ 8 từ ngày 5 đến ngày 16 tháng 10, đây là giải đấu vượt bàn dành cho giới thượng lưu đầu tiên được tổ chức kể từ khi các hạn chế xã hội liên quan đến đại dịch COVID-19 được thực thi.  Trong giải đấu, chuỗi trận bất bại của Carlsen trong cờ vua cổ điển đã bị Jan-Krzysztof Duda chấm dứt .  Carlsen đã trải qua 125 trận không phân thắng bại, khoảng thời gian kéo dài 2 năm, 2 tháng và 10 ngày.  Anh ấy cuối cùng đã vô địch giải đấu với một hiệp phụ,  kết thúc với 19½ điểm, hơn người về nhì là Alireza Firouzja một điểm

### 2021
Vào tháng 1, Carlsen tham gia Giải cờ vua Tata Steel lần thứ 83 . Anh kết thúc ở vị trí thứ sáu với điểm số 7½ / 13, thua kiện tướng trẻ người Nga Andrey Esipenko một ván .  Đây là trận thua đầu tiên của Carlsen trước một thiếu niên (ở điều khiển thời gian tiêu chuẩn) kể từ năm 2011,  và trận thua đầu tiên của anh ấy trước một người chơi được xếp hạng dưới 2700 kể từ năm 2015.
Trong suốt năm, Carlsen cũng tham gia nhiều giải đấu cờ vua trực tuyến trong khuôn khổ Giải cờ vua nhà vô địch Meltwater .
Tại FIDE World Cup 2021 được tổ chức ở Sochi , Carlsen đã giành chiến thắng trong trận tranh hạng ba với Fedoseev sau khi bị đánh bại ở bán kết bởi Duda, người cuối cùng đã giành chiến thắng trong sự kiện này.
Carlsen sau đó đã giành chức vô địch Cờ vua Na Uy thứ 9 , một lần nữa kết thúc với 19½ điểm trước người về nhì Alireza Firouzja . Sau trận thua duy nhất ở vòng thứ năm của phần cổ điển trước Karjakin, Carlsen đã giành chiến thắng bốn trận liên tiếp trong cờ cổ điển trước Firouzja, Tari, Karjakin và Rapport trước khi kết thúc giải đấu với một trận hòa cổ điển và chiến thắng armageddon trước người thách thức Giải vô địch thế giới trong tương lai của anh ấy Ian Nepomniachtchi .

#### Giải vô địch cờ vua thế giới năm 2021
Tại Giải vô địch cờ vua thế giới năm 2021 , Carlsen đã đánh bại người thách đấu Ian Nepomniachtchi trong ván 6 sau khi hòa 5 ván đầu tiên. Đó là kết quả quyết định đầu tiên trong một ván đấu của Giải vô địch cờ vua thế giới trong hơn 5 năm và ở 136 nước đi cũng là ván đấu dài nhất trong lịch sử Giải vô địch cờ vua thế giới.  Carlsen cũng đánh bại Nepomniachtchi trong các trò chơi 8, 9 và 11, giữ lại danh hiệu vô địch của mình.  Sau trận đấu, Carlsen tuyên bố rằng anh ấy không thể thi đấu ở Giải vô địch thế giới và nói rằng "Trừ khi Firouzja thắng trong Giải đấu các ứng cử viên, không có khả năng tôi sẽ chơi trận tranh chức vô địch thế giới tiếp theo." 
|                            | Xếp hạng | Thứ hạng | Trận đấu trò chơi | Trận đấu trò chơi | Trận đấu trò chơi | Trận đấu trò chơi | Trận đấu trò chơi | Trận đấu trò chơi | Trận đấu trò chơi | Trận đấu trò chơi | Trận đấu trò chơi | Trận đấu trò chơi | Trận đấu trò chơi | Trận đấu trò chơi | Trận đấu trò chơi | Trận đấu trò chơi | Điểm |
| 1                          | Xếp hạng | Thứ hạng | 2                 | 3                 | 4                 | 5                 | 6                 | 7                 | số 8              | 9                 | 10                | 11                | 12                | 13                | 14                |                   | Điểm |
| -------------------------- | -------- | -------- | ----------------- | ----------------- | ----------------- | ----------------- | ----------------- | ----------------- | ----------------- | ----------------- | ----------------- | ----------------- | ----------------- | ----------------- | ----------------- | ----------------- | ---- |
| Magnus Carlsen ( NOR )     | 2856     | 1        | ½                 | ½                 | ½                 | ½                 | ½                 | 1                 | ½                 | 1                 | 1                 | ½                 | 1                 | Không yêu cầu     | Không yêu cầu     | Không yêu cầu     | 7½   |
| Ian Nepomniachtchi ( CFR ) | 2782     | 5        | ½                 | ½                 | ½                 | ½                 | ½                 | 0                 | ½                 | 0                 | 0                 | ½                 | 0                 | Không yêu cầu     | Không yêu cầu     | Không yêu cầu     | 3½   |

## Kết quả giải đấu và trận đấu
| Huyền thoại |
| --- |
| Các giải đấu cá nhân và đồng đội quốc tế cổ điển |
| Các giải đấu do FIDE tổ chức (Olympic, Giải vô địch thế giới, World Cup, FIDE Grand Swiss và Giải đấu dành cho các ứng cử viên)                     |
| Các cuộc thi đấu bịt mắt và được xếp hạng không cổ điển ( Grand Chess Tour , các giải đấu Amber và Lindores Abbey, các trận đấu Champions Showdown) |
| Các cuộc thi trên Internet ( Câu lạc bộ cờ vua , Chess.com , cờ vua24.com , các giải đấu và trận đấu trực tuyến của Lichess và FIDE)                |

| Năm           | Thành phố                                     | Giải đấu                                                                                   | Thể Thức                                              | Thời gian                                             | Kiểm soát thời gian                                                          | Thắng       | Thua       | Hòa               | Điểm                              | Kết quả               | TPR                 |
| ------------- | --------------------------------------------- | ------------------------------------------------------------------------------------------ | ----------------------------------------------------- | ----------------------------------------------------- | ---------------------------------------------------------------------------- | ----------- | ---------- | ----------------- | --------------------------------- | --------------------- | ------------------- |
| 2007          | Wijk aan Zee                                  | Cờ vua Corus thứ 69, kiện tướng nhóm A                                                     |                                                       |                                                       | Cổ điển                                                                      | 0           | 4          | 9                 | 4½ / 13                           | 13–14 (Cuối cùng)     |                     |
| 2007          | Linares, Jaén                                 | Giải cờ vua quốc tế Linares lần thứ 24                                                     |                                                       |                                                       | Cổ điển                                                                      | 4           | 3          | 7                 | 7½ / 14                           | 2–3.                  |                     |
| 2007          | Đẹp                                           | Giải đấu cờ hổ phách lần thứ 16                                                            |                                                       |                                                       | Nhanh Bịt mắt nhanh Kết hợp                                                  |             |            |                   | 6½ / 11 4/11 10½ / 22             | 2–5. 9–10. 8–9.       |                     |
| 2007          | Gausdal                                       | Giải đấu Đại kiện tướng Kinh điển Gausdal                                                  |                                                       |                                                       | Cổ điển                                                                      | 5           | 0          | 4                 | 7/9                               | Ngày thứ nhất         |                     |
| 2007          | Porto-Vecchio                                 | Trận đấu của những hy vọng với Radjabov                                                    |                                                       |                                                       | Nhanh Chớp nhoáng Tận thế                                                    | 1 0 0       | 1 0 1      | 0 2               | 1: 1 0: 1                         | Thua                  |                     |
| 2007          | Elista                                        | Các ứng cử viên FIDE 2007 Trận đấu với Levon Aronian                                       |                                                       |                                                       | Cổ điển Hòa nhanh Blitz Tie-Break                                            | 2 1 0       | 2 1 2      | 2 0               | 3: 3 2: 2 0: 2                    | Thua                  |                     |
| 2007          | Dortmund                                      | Đại hội Cờ vua Sparkassen lần thứ 35                                                       |                                                       |                                                       | Cổ điển                                                                      | 0           | 1          | 6                 | 3/7                               | 6.                    |                     |
| 2007          | Biel / Bienne                                 | Giải đấu Đại kiện tướng Biel lần thứ 40                                                    |                                                       |                                                       | Cổ điển Hòa nhanh Blitz Tie-break Tận thế                                    | 4 0 1       | 2 0 0      | 3 2               | 5.5 / 9 1: 1 1: 0                 | Ngày thứ nhất         |                     |
| 2007          | Tromsø                                        | Thử thách Cờ vua Artic lần thứ 2                                                           |                                                       |                                                       | Cổ điển                                                                      | 5           |            | 4                 | 7/9                               | 2–4.                  |                     |
| 2007          | Heraklion                                     | Giải vô địch cờ vua đồng đội châu Âu lần thứ 16 , phần mở rộng, bảng 1 Na Uy               |                                                       |                                                       | Cổ điển                                                                      | 5           | 1          | 3                 | 6½ / 9                            | 22 (Đội) 2 (Ban 1)    |                     |
| 2007          | Matxcova                                      | Đài tưởng niệm Tal thứ 2                                                                   |                                                       |                                                       | Cổ điển                                                                      | 1           | 1          | 7                 | 4½ / 9                            | 3–6.                  |                     |
| 2007          | Matxcova                                      | FIDE World Blitz Championship                                                              |                                                       |                                                       | Chớp nhoáng                                                                  |             |            |                   | 20,5 / 38                         | 9.                    |                     |
| 2007          | Khanty-Mansiysk                               | Giải cờ vua thế giới 2007                                                                  |                                                       |                                                       | Cổ điển Nhanh chóng (25 phút) Tie-break                                      | 6 2         | 1 0        | 5 0               | Lọt vào bán kết                   | Lọt vào bán kết       |                     |
| 2008          |                                               |                                                                                            |                                                       |                                                       |                                                                              |             |            |                   |                                   |                       |                     |
| Wijk aan Zee  | Cờ vua Corus thứ 70, nhóm kiện tướng A        |                                                                                            |                                                       | Cổ điển                                               | 5                                                                            | 2           | 6          | 13/8              | 1–2.                              | 2830                  |                     |
| Linares, Jaén | Giải cờ vua quốc tế Linares lần thứ 25        |                                                                                            |                                                       | Cổ điển                                               | 5                                                                            | 3           | 6          | 14/8              | 2.                                |                       |                     |
| Đẹp           | Giải đấu cờ hổ phách lần thứ 17               |                                                                                            |                                                       | Nhanh Bịt mắt nhanh Kết hợp                           |                                                                              |             |            | 6/11 22/12        | 3–5. 5–9. 2–5.                    |                       |                     |
| Baku          | Giải đấu FIDE Grand Prix, Baku 2008           |                                                                                            |                                                       | Cổ điển                                               | 4                                                                            | 1           | số 8       | 13/8              | 1–3.                              |                       |                     |
| Mainz         | Giải vô địch cờ nhanh cổ điển                 |                                                                                            |                                                       | Nhanh                                                 |                                                                              |             |            |                   | Chung kết                         |                       |                     |
| Foros         | Giải cờ vua Aerosvit lần thứ 3                |                                                                                            |                                                       | Cổ điển                                               | 5                                                                            | 0           | 6          | 8/11              | Ngày thứ nhất                     |                       |                     |
| Miskolc       | Trận đấu cờ chớp nhoáng với Peter Leko        |                                                                                            |                                                       | Nhanh                                                 | 2                                                                            | 0           | 6          | 5: 3              | Thắng                             |                       |                     |
| Biel / Bienne | Giải đấu Đại kiện tướng Biel lần thứ 41       |                                                                                            |                                                       | Cổ điển                                               | 3                                                                            | 1           | 6          | 6/10              | 3                                 |                       |                     |
| Matxcova      | Lễ kỷ niệm Tal Blitz lần thứ 3                |                                                                                            |                                                       | Chớp nhoáng                                           |                                                                              |             |            | 21/42             | 3.                                |                       |                     |
| Bilbao        | Chung kết Grand Slam Masters đầu tiên         |                                                                                            |                                                       | Cổ điển                                               | 3                                                                            | 3           | 4          | 13/30             | 2–4.                              |                       |                     |
| Cap d'Agde    | Giải đấu nhanh Cap d'Agde                     |                                                                                            |                                                       | Nhanh                                                 |                                                                              |             |            | Lọt vào chung kết | Lọt vào chung kết                 |                       |                     |
| 2009          | Gjøvik                                        | Aker Chess Challenge                                                                       |                                                       |                                                       | Nhanh                                                                        | 4           | 1          | 3                 |                                   | 2.                    |                     |
| 2009          | Wijk aan Zee                                  | Cờ vua Corus thứ 71, nhóm kiện tướng A                                                     |                                                       |                                                       | Cổ điển                                                                      | 2           | 1          | 10                | 13/7                              | 5–6                   | 2740                |
| 2009          | Linares, Jaén                                 | Giải cờ vua quốc tế Linares lần thứ 26                                                     |                                                       |                                                       | Cổ điển                                                                      | 3           | 2          | 9                 | 7,5 / 14                          | 3.                    |                     |
| 2009          | Đẹp                                           | Giải đấu cờ hổ phách lần thứ 18                                                            |                                                       |                                                       | Nhanh Bịt mắt nhanh Kết hợp                                                  |             |            |                   | 6/11 7/11 13/22                   | 5–6 1–3 4.            |                     |
| 2009          | Sofia                                         | Bậc thầy M-Tel thứ 5                                                                       |                                                       |                                                       | Cổ điển                                                                      | 3           | 1          | 6                 | 6/10                              | 2–3                   |                     |
| 2009          | León                                          | Giải đấu nhanh XXII Leon                                                                   |                                                       |                                                       | Nhanh Blitz Tie-break                                                        | 2 2         | 2 0        | 4 3               |                                   | Thắng                 |                     |
| 2009          | Dortmund                                      | Đại hội Cờ vua Sparkassen lần thứ 37                                                       |                                                       |                                                       | Cổ điển                                                                      | 2           | 1          | 7                 | 5,5 / 10                          | 2–4                   |                     |
| 2009          | Nam Kinh                                      | Giải cờ vua Trân Châu lần thứ 2                                                            |                                                       |                                                       | Cổ điển                                                                      | 6           | 0          | 4                 | 8/10                              | Ngày thứ nhất         |                     |
| 2009          | Matxcova                                      | Đài tưởng niệm Tal thứ 4                                                                   |                                                       |                                                       | Cổ điển                                                                      | 2           | 0          | 7                 | 5½ / 9                            | 2–3                   |                     |
| 2009          | Matxcova                                      | FIDE World Blitz Championship                                                              |                                                       |                                                       | Chớp nhoáng                                                                  |             |            |                   | 31/42                             | Ngày thứ nhất         |                     |
| 2009          | London                                        | Cờ vua cổ điển đầu tiên của Luân Đôn                                                       |                                                       |                                                       | Cổ điển                                                                      | 3           | 0          | 4                 | 13/21                             | Ngày thứ nhất         |                     |
| 2010          | Wijk aan Zee                                  | Cờ vua Corus thứ 72, kiện tướng nhóm A                                                     |                                                       |                                                       | Cổ điển                                                                      | 4           | 1          | số 8              | 8,5 / 13                          | Ngày thứ nhất         | 2822                |
| 2010          | Đẹp                                           | Giải cờ hổ phách lần thứ 19                                                                |                                                       |                                                       | Nhanh Bịt mắt nhanh Kết hợp                                                  |             |            |                   | 8/11 6½ / 11 14½ / 22             | 1–2 2–3 1–2           |                     |
| 2010          | Phương tiệnș                                  | Giải đấu các vị vua                                                                        |                                                       |                                                       | Cổ điển                                                                      | 5           | 0          | 5                 | 7,5 / 10                          | Ngày thứ nhất         |                     |
| 2010          | Kristiansund                                  | Các ngôi sao cờ vua chứng khoán Bắc Cực                                                    |                                                       |                                                       | Nhanh                                                                        | 4           | 1          | 4                 | 6/9                               | Thắng                 |                     |
| 2010          | Khanty-Mansiysk                               | Olympic cờ vua lần thứ 39 , Sự kiện mở rộng, Bảng 1 Na Uy                                  |                                                       |                                                       | Cổ điển                                                                      | 4           | 3          | 1                 | 4,5 / 8                           | 51 (Đội) 25 (Bảng 1)  |                     |
| 2010          | Bilbao                                        | Chung kết Grand Slam Masters thứ 3                                                         |                                                       |                                                       | Cổ điển                                                                      | 1           | 2          | 3                 | 18/6                              | 3.                    |                     |
| 2010          | Nam Kinh                                      | Giải cờ vua xuân ngọc lần thứ 3                                                            |                                                       |                                                       | Cổ điển                                                                      | 4           | 0          | 6                 | 7/10                              | Ngày thứ nhất         |                     |
| 2010          | Matxcova                                      | FIDE World Blitz Championship                                                              |                                                       |                                                       | Chớp nhoáng                                                                  |             |            |                   | 23½ / 38                          | 3.                    |                     |
| 2010          | London                                        | Cờ vua cổ điển Luân Đôn lần thứ 2                                                          |                                                       |                                                       | Cổ điển                                                                      | 4           | 2          | 1                 | 13/21                             | Ngày thứ nhất         |                     |
| 2011          | Wijk aan Zee                                  | Cờ vua thép Tata thứ 73, kiện tướng nhóm A                                                 |                                                       |                                                       | Cổ điển                                                                      | 5           | 2          | 6                 | 13/8                              | 3–4                   | 2821                |
| 2011          | Monte Carlo                                   | Giải đấu cờ hổ phách lần thứ 20                                                            |                                                       |                                                       | Nhanh Bịt mắt nhanh Kết hợp                                                  |             |            |                   | 9½ / 11 5/11 14½ / 22             | 1 7–9 2               |                     |
| 2011          | Phương tiệnș                                  | Giải đấu các vị vua                                                                        |                                                       |                                                       | Cổ điển                                                                      | 5           | 0          | 5                 | 7,5 / 10                          | Ngày thứ nhất         |                     |
| 2011          | Biel / Bienne                                 | Lễ hội cờ vua Biel lần thứ 44, Giải đấu kiện tướng                                         |                                                       |                                                       | Cổ điển                                                                      | 5           | 1          | 4                 | 19/30                             | Ngày thứ nhất         |                     |
| 2011          | Matxcova                                      | Đài tưởng niệm Botvinnik                                                                   |                                                       |                                                       | Nhanh                                                                        | 0           | 3          | 3                 | 1½ / 6                            | Thứ 4 (Cuối cùng)     |                     |
| 2011          | São Paulo - Bilbao                            | Chung kết Grand Slam Masters thứ 4                                                         |                                                       |                                                       | Cổ điển Blitz Tie-break                                                      | 3 1         | 1 1        | 6 0               | 15/30 1,5: 0,5                    | 1–2 Thắng             |                     |
| 2011          | Matxcova                                      | Đài tưởng niệm Tal thứ 6                                                                   |                                                       |                                                       | Cổ điển                                                                      | 2           | 0          | 7                 | 5½ / 9                            | Ngày thứ nhất         |                     |
| 2011          | London                                        | Cờ vua cổ điển Luân Đôn lần thứ 3                                                          |                                                       |                                                       | Cổ điển                                                                      | 3           | 0          | 5                 | 14/24                             | 3.                    |                     |
| 2012          | Wijk aan Zee                                  | Cờ vua thép Tata thứ 74, kiện tướng nhóm A                                                 |                                                       |                                                       | Cổ điển                                                                      | 4           | 1          | số 8              | 13/8                              | 2                     | 2835                |
| 2012          | Matxcova                                      | Đài tưởng niệm Tal thứ 7                                                                   |                                                       |                                                       | Chớp nhoáng                                                                  | 6           | 2          | 1                 | 6½ / 99                           | 2                     | 2935                |
| 2012          | Matxcova                                      | Đài tưởng niệm Tal thứ 7                                                                   |                                                       |                                                       | Cổ điển                                                                      | 2           | 0          | 7                 | 5½ / 9                            | Ngày thứ nhất         | 2849                |
| 2012          | Astana                                        | 2012 FIDE thế giới nhanh chóng và Blitz Giải vô địch cờ vua                                |                                                       |                                                       | Nhanh Chớp nhoáng                                                            | số 8 16     | 2 7        | 5 7               | 10½ / 15 19½ / 30                 | 2 2                   |                     |
| 2012          | Biel / Bienne                                 | Lễ hội cờ vua Biel lần thứ 45, Giải đấu Blitz và Đại kiện tướng                            |                                                       |                                                       | Blitz (Knockout) Cổ điển (Round-Robin)                                       | 1 4         | 2 0        | 0 6               | 1: 2 18/30                        | 5–8 2                 | - 2881              |
| 2012          | São Paulo - Bilbao                            | Chung kết Grand Slam Masters thứ 5                                                         |                                                       |                                                       | Cổ điển Blitz Tie-break                                                      | 4 2         | 1 0        | 5 0               | 17/30 2: 0                        | 1–2 Thắng             | 2878                |
| 2012          | thành phố Mexico                              | Lễ hội cờ vua UNAM lần thứ 2 (Giải đấu bịt mắt)                                            |                                                       |                                                       | Bán kết nhanh Trận chung kết nhanh chóng Blitz Tie-break                     | 1 2         | 0 1 0      | 1 0 0             | 1½: ½ 1: 1 2: 0                   | Thắng                 |                     |
| 2012          | Internet                                      | trò chơi vs Thế giới từ Thành phố Mexico qua internet                                      | trò chơi vs Thế giới từ Thành phố Mexico qua internet | trò chơi vs Thế giới từ Thành phố Mexico qua internet | trò chơi vs Thế giới từ Thành phố Mexico qua internet                        | 1           | 0          | 0                 | 1: 0                              | Thắng                 |                     |
| 2012          | London                                        | Cờ vua cổ điển Luân Đôn lần thứ 4                                                          |                                                       |                                                       | Cổ điển                                                                      | 5           | 0          | 3                 | 18/24                             | Ngày thứ nhất         | 2991                |
| 2013          | Wijk aan Zee                                  | Cờ vua thép Tata hạng 75, đại kiện tướng nhóm A                                            |                                                       |                                                       | Cổ điển                                                                      | 7           | 0          | 6                 | 13/10                             | 1                     | 2933                |
| 2013          | London                                        | Giải đấu các thí sinh FIDE 2013                                                            |                                                       |                                                       | Cổ điển                                                                      | 5           | 2          | 7                 | 8½ / 14                           | 1                     | 2854                |
| 2013          | Cát Stavanger                                 | Cờ vua Na Uy thứ nhất                                                                      |                                                       |                                                       | Chớp nhoáng Cổ điển                                                          | 5 3         | 2 1        | 2 5               | 6/9 5½ / 9                        | 2 2                   | 2880 2835           |
| 2013          | Matxcova                                      | Đài tưởng niệm Tal thứ 8                                                                   |                                                       |                                                       | Chớp nhoáng Cổ điển                                                          | 2 3         | 2 1        | 5 5               | 4½ / 9 5½ / 9                     | 5 2                   | 2767 2847           |
| 2013          | Lillehammer                                   | Trận đấu cờ chớp nhoáng với Borki Predojević                                               |                                                       |                                                       | Nhanh                                                                        | 1           | 0          | 3                 | 2½: 1½                            | Thắng                 | 2711                |
| 2013          | St. Louis                                     | Cúp Sinquefield lần thứ nhất                                                               |                                                       |                                                       | Cổ điển                                                                      | 3           | 0          | 3                 | 4½ / 6                            | 1                     | 2968                |
| 2013          | Chennai                                       | Trận tranh đai vô địch cờ vua thế giới với Viswanathan Anand                               |                                                       |                                                       | Cổ điển                                                                      | 3           | 0          | 7                 | 6½: 3½                            | Thắng                 | 2885                |
| 2014          | Zürich                                        | Zurich Chess Challenge 2014                                                                |                                                       |                                                       | Chớp nhoáng Cổ điển Nhanh Kết hợp                                            | 2 3 1 4     | 1 0 2 2    | 2 4               | 3/5 8/10 2/5 15/10                | 1 4 1                 | 2859 3027 2711 2860 |
| 2014          | Caxias do Sul                                 | Festival da Uva                                                                            |                                                       |                                                       | Rapid (Vòng quay) Nhanh chóng (Knockout) Rapid (Thụy Sĩ)                     | 5 3 số 8    | 0 0        | 1 1               | 16/18 3 ½ / 4 8½ / 9              | 1 1                   |                     |
| 2014          | Oslo                                          | Vòng loại hạng Elite của Giải vô địch đồng đội Na Uy                                       |                                                       |                                                       | Cổ điển                                                                      | 1           | 0          | 0                 | 1/1                               | -                     |                     |
| 2014          | Şəmkir                                        | Cờ vua Shamkir hạng nhất trong ký ức của Vugar Gashimov , Bảng A                           |                                                       |                                                       | Cổ điển                                                                      | 5           | 2          | 3                 | 6½ / 10                           | 1                     | 2868                |
| 2014          | Flor og Fjære Stavanger                       | Cờ vua Na Uy thứ 2                                                                         |                                                       |                                                       | Chớp nhoáng Cổ điển                                                          | 6 1         | 0 0        | 3 số 8            | 7½ / 9 5½ / 9                     | 1 2                   | 3035 2841           |
| 2014          | Dubai                                         | 2014 FIDE thế giới nhanh chóng và Blitz Giải vô địch cờ vua                                |                                                       |                                                       | Nhanh Chớp nhoáng                                                            | số 8 14     | 1 1        | 6 6               | 15/11 17/21                       | 1                     |                     |
| 2014          | Tromsø                                        | Olympiad Cờ vua lần thứ 41 , Sự kiện mở, Bảng 1 Na Uy                                      |                                                       |                                                       | Cổ điển                                                                      | 5           | 2          | 2                 | 6/9                               | 29 (Đội) 6 (Bảng 1)   | 2799                |
| 2014          | St. Louis                                     | Cúp Sinquefield lần thứ 2                                                                  |                                                       |                                                       | Cổ điển                                                                      | 2           | 1          | 7                 | 5½ / 9                            | 2                     | 2822                |
| 2014          | Sochi                                         | Trận tranh đai vô địch cờ vua thế giới với Viswanathan Anand                               |                                                       |                                                       | Cổ điển                                                                      | 3           | 1          | 7                 | 6½: 4½                            | Thắng                 | 2857                |
| 2015          | Wijk aan Zee                                  | Bậc thầy thép Tata thứ 77                                                                  |                                                       |                                                       | Cổ điển                                                                      | 6           | 1          | 6                 | 13/9                              | 1                     | 2878                |
| 2015          | Baden-Baden                                   | Cờ vua cổ điển GRENKE thứ 3                                                                |                                                       |                                                       | Cổ điển Hòa nhanh Blitz Tie-break Armageddon Tie-break                       | 3 1 0 1     | 1 0 0      | 3 0 2 0           | 4½ / 7 1: 1 1: 0                  | 1                     | 2835 - -            |
| 2015          | Şəmkir                                        | Cờ vua Shamkir thứ 2 trong ký ức của Vugar Gashimov                                        |                                                       |                                                       | Cổ điển                                                                      | 5           | 0          | 4                 | 7/9                               | 1                     | 2984                |
| 2015          | Stavanger                                     | Cờ vua Na Uy thứ 3                                                                         |                                                       |                                                       | Chớp nhoáng Cổ điển                                                          | 4 2         | 2 4        | 3 3               | 5½ / 9 3½ / 9                     | 3 7                   | 2851 2691           |
| 2015          | St. Louis                                     | Cúp Sinquefield lần thứ 3                                                                  |                                                       |                                                       | Cổ điển                                                                      | 3           | 2          | 4                 | 5/9                               | 2                     | 2831                |
| 2015          | Berlin                                        | 2015 FIDE thế giới nhanh chóng và Blitz Giải vô địch cờ vua                                |                                                       |                                                       | Nhanh Chớp nhoáng                                                            | số 8 11     | 0 4        | 7 6               | 11½ / 15 14/21                    | 1 6                   |                     |
| 2015          | Reykjavík                                     | Giải vô địch cờ vua đồng đội châu Âu lần thứ 20 , phần mở rộng, Na Uy Bảng 1               |                                                       |                                                       | Cổ điển                                                                      | 2           | 2          | 3                 | 3½ / 7                            | 21 (Đội) 16 (Bảng 1)  | 2670                |
| 2015          | London                                        | Cờ vua cổ điển lần thứ 7 ở Luân Đôn                                                        |                                                       |                                                       | Cổ điển Hòa nhanh                                                            | 2 1         | 0 0        | 7 1               | 5½ / 9 1½: ½                      | 1                     | 2859                |
| 2015          | Doha                                          | Qatar Masters mở rộng lần thứ 2                                                            |                                                       |                                                       | Cổ điển Blitz Tie-break                                                      | 5 2         | 0 0        | 4 0               | 7/9 2: 0                          | 1                     | 2887                |
| 2016          | Wijk aan Zee                                  | Bậc thầy thép Tata thứ 78                                                                  |                                                       |                                                       | Cổ điển                                                                      | 5           | 0          | số 8              | 13/9                              | 1                     | 2881                |
| 2016          | Stavanger                                     | Cờ vua Altibox Na Uy thứ 4                                                                 |                                                       |                                                       | Chớp nhoáng Cổ điển                                                          | 7 4         | 1 1        | 1 4               | 7½ / 9 6/9                        | 1 1                   | 3034 2886           |
| 2016          | Internet                                      | Chung kết câu lạc bộ cờ vua mở rộng năm 2016                                               |                                                       |                                                       | Chớp nhoáng                                                                  | 3           | 2          | 2                 | 4/7                               | 3–4                   | 2705                |
| 2016          | Paris                                         | Paris Grand Chess Tour Rapid and Blitz 2016                                                |                                                       |                                                       | Nhanh Chớp nhoáng Kết hợp                                                    | 5 9 14      | 1 4 5      | 3 5 số 8          | 6½ / 9 11½ / 18 24½ / 36          | 2 1–2 2               | 2942 2878 2899      |
| 2016          | Leuven                                        | Tour Grand Chess Di chuyển tiếp theo của bạn Rapid and Blitz 2016                          |                                                       |                                                       | Nhanh Chớp nhoáng Kết hợp                                                    | 5 7 12      | 2 3 5      | 2 số 8 10         | 6/9 18/11 23/36                   | 1 1                   | 2910 2865 2880      |
| 2016          | Internet                                      | Chess.com Grandmaster Blitz Battle Championship 2016, Tứ kết với Tigran L. Petrosian       |                                                       |                                                       | Blitz 5 + 2 Blitz 3 + 2 Dấu đầu dòng 1 + 1 Tổng thể                          | 5 7 số 8 20 | 1 3        | 2 0 2             | 6: 2 7: 1 8: 1 21: 4              | Thắng                 |                     |
| 2016          | Bilbao                                        | Trận chung kết Bilbao Masters lần thứ 9                                                    |                                                       |                                                       | Cổ điển                                                                      | 4           | 1          | 5                 | 17/30                             | 1                     | 2872                |
| 2016          | Internet                                      | Chess.com Grandmaster Blitz Battle Championship 2016, Bán kết với Alexander Grischuk       |                                                       |                                                       | Blitz 5 + 2 Blitz 3 + 2 Dấu đầu dòng 1 + 1 Tổng thể                          | 4 2 số 8 14 | 3 2 1 6    | 1 3 0 4           | 4½: 3½ 3½: 3½ 8: 1 16: 8          | Thắng                 |                     |
| 2016          | Baku                                          | Olympic Cờ vua lần thứ 42 , Sự kiện mở rộng, Bảng 1 Na Uy                                  |                                                       |                                                       | Cổ điển                                                                      | 5           | 0          | 5                 | 7½ / 10                           | 5 (Đội) 6 (Bảng 1)    | 2805                |
| 2016          | Internet                                      | Chess.com Grandmaster Blitz Battle Championship 2016, trận chung kết với Hikaru Nakamura   |                                                       |                                                       | Blitz 5 + 2 Blitz 3 + 2 Dấu đầu dòng 1 + 1 Tổng thể                          | 5 4 3 12    | 3 1 4 số 8 | 1 2 5             | 5½: 3½ 5: 2 4: 5 14½: 10½         | Thắng                 |                     |
| 2016          | Thành phố New York                            | Trận tranh đai vô địch cờ vua thế giới với Sergey Karjakin                                 |                                                       |                                                       | Cổ điển Hòa nhanh                                                            | 1 2         | 1 0        | 10 2              | 6: 6 3: 1                         | Thắng                 | 2772                |
| 2016          | Doha                                          | 2016 FIDE thế giới nhanh chóng và Blitz Giải vô địch cờ vua                                |                                                       |                                                       | Nhanh Chớp nhoáng                                                            | 10 14       | 3 2        | 2 5               | 15/11 16½ / 21                    | 3 2                   |                     |
| 2017          | Wijk aan Zee                                  | Bậc thầy thép Tata thứ 79                                                                  |                                                       |                                                       | Cổ điển                                                                      | 4           | 1          | số 8              | 13/8                              | 2                     | 2831                |
| 2017          | Internet                                      | Chess.com PRO CHESS LEAGUE                                                                 |                                                       |                                                       | Nhanh                                                                        | 28          | 2          | 6                 | 31/36                             |                       |                     |
| 2017          | Karlsruhe - Baden-Baden                       | Cờ vua GRENKE thứ 4 cổ điển                                                                |                                                       |                                                       | Cổ điển                                                                      | 1           | 0          | 6                 | 4/7                               | 3                     | 2764                |
| 2017          | Stavanger                                     | Cờ vua Altibox Na Uy thứ 5                                                                 |                                                       |                                                       | Chớp nhoáng Cổ điển                                                          | 6 1         | 0 2        | 3 6               | 7½ / 9 4/9                        | 1 9                   | 3066 2750           |
| 2017          | Paris                                         | Paris Grand Chess Tour Rapid and Blitz 2017                                                |                                                       |                                                       | Nhanh (25 phút) Chớp nhoáng Kết hợp Nhanh chóng (10 phút) Tie-break          | 5 số 8 13 1 | 0 6 0      | 4 số 8 1          | 7/9 18/10 24/36 1½: ½             | 1 5 1–2 Thắng         | 2998 2820 2883 2939 |
| 2017          | Leuven                                        | Tour Grand Chess Di chuyển tiếp theo của bạn Rapid and Blitz 2017                          |                                                       |                                                       | Nhanh Chớp nhoáng Kết hợp                                                    | 3 12 15     | 1 2        | 5 10              | 5½ / 9 14½ / 18 25½ / 36          | 3 1 Ngày thứ nhất     | 2851 3022 2965      |
| 2017          | St. Louis                                     | Cúp Sinquefield lần thứ 5                                                                  |                                                       |                                                       | Cổ điển                                                                      | 3           | 1          | 5                 | 5½ / 9                            | 2                     | 2862                |
| 2017          | Tbilisi                                       | Giải cờ vua thế giới 2017                                                                  |                                                       |                                                       | Cổ điển                                                                      | 4           | 1          | 1                 | 4½ / 6                            | 17–32                 | 2732                |
| 2017          | Douglas                                       | 2017 Chess.com Isle of Man International                                                   |                                                       |                                                       | Cổ điển                                                                      | 6           | 0          | 3                 | 7½ / 9                            | 1                     | 2903                |
| 2017          | Internet                                      | Chess.com Giải vô địch cờ vua tốc độ 2017 , Vòng 16 đấu với Gadir Guseinov                 |                                                       |                                                       | Blitz 5 + 2 Blitz 3 + 2 Dấu đầu dòng 1 + 1 Tổng thể                          | 7 6 5 18    | 0 1 2 3    | 2 1 2 5           | 8: 1 6½: 1½ 6: 3 20½: 5½          | Thắng                 |                     |
| 2017          | St. Louis                                     | Cuộc đọ sức vô địch 2017, trận đấu chớp nhoáng và chớp nhoáng với Ding Liren               |                                                       |                                                       | Nhanh (30 phút) Nhanh (20 phút) Blitz (10 phút) Blitz (5 phút) Tổng thể      | 1 3 6 16    | 0 1 2      | 3 1 5 12          | 2½: 1½ 4½: 1½ 6½: 1½ 8½: 3½ 67:25 | Thắng                 |                     |
| 2017          | Internet                                      | Chess.com Giải vô địch cờ vua tốc độ 2017 , trận tứ kết với Wesley So                      |                                                       |                                                       | Blitz 5 + 2 Blitz 3 + 2 Dấu đầu dòng 1 + 1 Tổng thể                          | 9 1 12 22   | 1 3 0 4    | 4 6 1 11          | 11: 3 3: 5 12½: ½ 27½: 9½         | Thắng                 |                     |
| 2017          | Internet                                      | Chess.com Giải vô địch cờ vua tốc độ 2017 , trận bán kết với Alexander Grischuk            |                                                       |                                                       | Blitz 5 + 2 Blitz 3 + 2 Dấu đầu dòng 1 + 1 Tổng thể                          | 5 3 4 12    | 1 5 7      | 2 5 0 7           | 6: 2 5½: 3½ 4: 5 15½: 10½         | Thắng                 |                     |
| 2017          | London                                        | Cờ vua cổ điển Luân Đôn lần thứ 9                                                          |                                                       |                                                       | Cổ điển                                                                      | 2           | 1          | 6                 | 5/9                               | 3                     | 2815                |
| 2017          | Riyadh                                        | 2017 FIDE thế giới nhanh chóng và Blitz Giải vô địch cờ vua                                |                                                       |                                                       | Nhanh Chớp nhoáng                                                            | số 8 13     | 3 2        | 4 6               | 15/10 16/21                       | 5 1                   |                     |
| 2018          | Internet                                      | Chess.com Giải vô địch cờ vua tốc độ 2017 , trận chung kết với Hikaru Nakamura             |                                                       |                                                       | Blitz 5 + 2 Blitz 3 + 2 Dấu đầu dòng 1 + 1 Tổng thể                          | 5 2 7 14    | 2 1 2 5    | 2 5 1 số 8        | 6: 3 4½: 3½ 7½: 2½ 18: 9          | Thắng                 |                     |
| 2018          | Wijk aan Zee                                  | Bậc thầy thép Tata thứ 80                                                                  |                                                       |                                                       | Cổ điển Blitz Tie-break                                                      | 5 1         | 0 0        | số 8 1            | 13/9 1½: ½                        | 1                     | 2885                |
| 2018          | Bærum                                         | Trận đấu Cờ vua ngẫu nhiên Fischer đấu với Hikaru Nakamura                                 |                                                       |                                                       | Chess960 Rapid (45 phút) Chess960 Blitz (10 phút) Tổng thể                   | 3 6         | 2 1 3      | 3 4 7             | 4½: 3½ 5: 3 14:10                 | Thắng                 |                     |
| 2018          | Internet                                      | Chess.com PRO CHESS LEAGUE                                                                 |                                                       |                                                       | Nhanh                                                                        | 26          | 3          | 3                 | 27½ / 32                          |                       | 2822                |
| 2018          | Karlsruhe - Baden-Baden                       | Cờ vua GRENKE thứ 5 cổ điển                                                                |                                                       |                                                       | Cổ điển                                                                      | 2           | 0          | 7                 | 5½ / 9                            | 2                     | 2803                |
| 2018          | Şəmkir                                        | Cờ vua Shamkir thứ 5 trong ký ức của Vugar Gashimov                                        |                                                       |                                                       | Cổ điển                                                                      | 3           | 0          | 6                 | 6/9                               | 1                     | 2885                |
| 2018          | Stavanger                                     | Cờ vua Altibox Na Uy thứ 6                                                                 |                                                       |                                                       | Chớp nhoáng Cổ điển                                                          | 2 2         | 1 1        | 6 5               | 5/9 4½ / 8                        | 4 2                   | 2828 2827           |
| 2018          | Biel / Bienne                                 | Giải đấu đại kiện tướng ACCENTUS lần thứ 51                                                |                                                       |                                                       | Cổ điển                                                                      | 3           | 1          | 6                 | 6/10                              | 2                     | 2792                |
| 2018          | St. Louis                                     | Cúp Sinquefield lần thứ 6                                                                  |                                                       |                                                       | Cổ điển                                                                      | 2           | 0          | 7                 | 5½ / 9                            | 1–3                   | 2861                |
| 2018          | Porto Carras                                  | Cúp câu lạc bộ cờ vua châu Âu lần thứ 34 , phần mở rộng, Vålerenga Sjakklubb Board 1       |                                                       |                                                       | Cổ điển                                                                      | 1           | 0          | 5                 | 3½ / 6                            | 5 (Đội) 3 (Ban 1)     | 2776                |
| 2018          | London                                        | Trận tranh đai vô địch cờ vua thế giới với Fabiano Caruana                                 |                                                       |                                                       | Cổ điển Hòa nhanh                                                            | 0 3         | 0 0        | 12 0              | 6: 6 3: 0                         | Thắng                 | 2832                |
| 2018          | St.Petersburg                                 | 2018 FIDE thế giới nhanh chóng và Blitz Giải vô địch cờ vua                                |                                                       |                                                       | Nhanh Chớp nhoáng                                                            | 9 13        | 3 0        | 3 số 8            | 10½ / 15 17/21                    | 5 1                   |                     |
| 2019          | Wijk aan Zee                                  | Bậc thầy thép Tata thứ 81                                                                  |                                                       |                                                       | Cổ điển                                                                      | 5           | 0          | số 8              | 13/9                              | 1                     | 2888                |
| 2019          | Şəmkir                                        | Cờ vua Shamkir thứ 6 trong ký ức của Vugar Gashimov                                        |                                                       |                                                       | Cổ điển                                                                      | 5           | 0          | 4                 | 7/9                               | 1                     | 2991                |
| 2019          | Karlsruhe - Baden-Baden                       | Cờ vua GRENKE thứ 6 cổ điển                                                                |                                                       |                                                       | Cổ điển                                                                      | 6           | 0          | 3                 | 7½ / 9                            | 1                     | 2983                |
| 2019          | Abidjan                                       | 2019 Côte d'Ivoire Rapid & Blitz                                                           |                                                       |                                                       | Nhanh Chớp nhoáng Kết hợp                                                    | 6 7 13      | 0 2 2      | 3 9 12            | 7½ / 9 11½ / 18 26½ / 36          | 1 2 Ngày thứ nhất     |                     |
| 2019          | Newburgh                                      | Lindores Abbey Chess Stars Tournament                                                      |                                                       |                                                       | Nhanh                                                                        | 1           | 0          | 5                 | 3½ / 6                            | 1                     |                     |
| 2019          | Stavanger                                     | Cờ vua Altibox Na Uy thứ 7                                                                 |                                                       |                                                       | Chớp nhoáng                                                                  | 5           | 2          | 2                 | 6/9                               | 3                     | 2899                |
| 2019          | Stavanger                                     | Cờ vua Altibox Na Uy thứ 7                                                                 |                                                       |                                                       | Cổ điển Armageddon Blitz                                                     | 2 6         | 0 1        | 7                 | 13½ / 18                          | 1                     | 2940                |
| 2019          | Zagreb                                        | Giải cờ vua Croatia năm 2019                                                               |                                                       |                                                       | Cổ điển                                                                      | 5           | 0          | 6                 | 8/11                              | 1                     | 2948                |
| 2019          | St. Louis                                     | Saint Louis Rapid & Blitz năm 2019                                                         |                                                       |                                                       | Nhanh Chớp nhoáng Kết hợp                                                    | 3 6 9       | 4 6 10     | 2 6 số 8          | 4/9 18/9 17/36                    | 5–8 4–5 6             |                     |
| 2019          | St. Louis                                     | Cúp Sinquefield lần thứ 7                                                                  |                                                       |                                                       | Cổ điển Hòa nhanh Blitz Tie-break                                            | 2 0 0       | 0 2        | 9 2 0             | 6½ / 11 1: 1 0: 2                 | lần 2 Trói Thua       | 2838 -              |
| 2019          | Douglas                                       | Giải đấu FIDE Grand Swiss năm 2019                                                         |                                                       |                                                       | Cổ điển                                                                      | 4           | 0          | 7                 | 7½ / 11                           | 3–8                   | 2825                |
| 2019          | Høvikodden                                    | Giải vô địch cờ vua ngẫu nhiên thế giới Fischer FIDE , trận bán kết với Fabiano Caruana    |                                                       |                                                       | Chess960 Rapid (45 phút) Chess960 Rapid (15 phút) Tổng thể                   | 2 4         | 1 2        | 1 2               | 7½: 4½ 5: 3 12½: 7½               | Thắng                 |                     |
| 2019          | Høvikodden                                    | Giải vô địch cờ vua ngẫu nhiên thế giới Fischer FIDE, trận đấu cuối cùng với Wesley So     |                                                       |                                                       | Chess960 Rapid (45 phút) Chess960 Rapid (15 phút) Tổng thể                   | 0 0         | 3 1 4      | 1 2               | 1½: 10½ 1: 3 2½: 13½              | Thua                  |                     |
| 2019          | Na Uy                                         | Østlandsserien 2019/20 2 bộ phận A cho Offerspill Sjakklubb 1                              |                                                       |                                                       | Cổ điển                                                                      | 2           | 0          | 0                 | 2/2                               |                       |                     |
| 2019          | Kolkata                                       | 2019 Tata Steel India Rapid & Blitz                                                        |                                                       |                                                       | Nhanh Chớp nhoáng Kết hợp                                                    | 6 số 8 14   | 0 2 2      | 3 số 8 11         | 7½ / 9 18/12 27/36                | 1 1–2 Ngày thứ nhất   |                     |
| 2019          | London                                        | Giải Cờ vua Kinh điển ở Luân Đôn lần thứ 11 , trận bán kết với Maxime Vachier-Lagrave      |                                                       |                                                       | Cổ điển Nhanh (25 phút) Chớp nhoáng Nhanh chóng (10 phút) Tie-break Tổng thể | 0 1 0 1     | 0 1 2      | 2 1 7             | 6: 6 4: 4 ½: 1½ 14½: 15½          | Thua                  |                     |
| 2019          | London                                        | Vòng 11 London Chess Classic, trận tranh hạng 3 với Levon Aronian                          |                                                       |                                                       | Cổ điển Nhanh (25 phút) Chớp nhoáng Tổng thể                                 | 1 3         | 0 1 2      | 1 0 2 3           | 9: 3 4: 4 17:11                   | Thắng                 |                     |
| 2019          | Matxcova                                      | Giải vô địch cờ vua nhanh thế giới FIDE năm 2019                                           |                                                       |                                                       | Nhanh                                                                        | số 8        | 0          | 7                 | 11½ / 15                          | Ngày thứ nhất         |                     |
| 2019          | Matxcova                                      | Giải vô địch cờ chớp thế giới FIDE 2019                                                    |                                                       |                                                       | Chớp nhoáng Blitz Tie-break                                                  | 13 1        | 1 0        | 7 1               | 16½ / 21 1½: ½                    | 1–2 Thắng             |                     |
| Năm 2020      | Wijk aan Zee                                  | Bậc thầy thép Tata thứ 82                                                                  |                                                       |                                                       | Cổ điển                                                                      | 3           | 0          | 10                | 13/8                              | 2                     | 2818                |
| Năm 2020      | Internet                                      | Chess24.com Magnus Carlsen Invitational                                                    |                                                       |                                                       | Nhanh                                                                        |             |            |                   |                                   | Thắng                 |                     |
| Năm 2020      | Internet                                      | FIDE Online Steinitz Memorial                                                              |                                                       |                                                       | Chớp nhoáng                                                                  | 9           | 3          | 6                 | 18/12                             | Ngày thứ nhất         |                     |
| Năm 2020      | Internet                                      | Lindores Abbey Chess Challenge                                                             |                                                       |                                                       | Nhanh                                                                        |             |            |                   | Lọt vào bán kết                   | Lọt vào bán kết       |                     |
| Năm 2020      | Internet                                      | Clutch Cờ quốc tế knock-out                                                                |                                                       |                                                       | Nhanh                                                                        |             |            |                   |                                   | Thắng                 |                     |
| Năm 2020      | Internet                                      | Bậc thầy cờ vua                                                                            |                                                       |                                                       | Nhanh                                                                        |             |            |                   |                                   | Thắng                 |                     |
| Năm 2020      | Internet                                      | Truyền thuyết về cờ vua                                                                    |                                                       |                                                       | Nhanh                                                                        |             |            |                   |                                   | Thắng                 |                     |
| Năm 2020      | Internet                                      | Vòng chung kết Tour cờ vua Magnus Carlsen                                                  |                                                       |                                                       | Nhanh                                                                        |             |            |                   |                                   | Thắng                 |                     |
| Năm 2020      | Internet                                      | Cờ vua St. Louis 9LX                                                                       |                                                       |                                                       | Chess960 Rapid                                                               | 4           | 1          | 4                 | 6/9                               | 1–2                   |                     |
| Năm 2020      | Internet                                      | 2020 Saint Louis Rapid & Blitz                                                             |                                                       |                                                       | Nhanh Chớp nhoáng kết hợp                                                    | 5 số 8 13   | 2 4        | 2 số 8 10         | 6/9 18/12 24/36                   | 2 1–2 1–2             |                     |
| Năm 2020      | Stavanger                                     | Cờ vua Altibox Na Uy thứ 8                                                                 |                                                       |                                                       | Cổ điển Armageddon Blitz                                                     | 5 3         | 2 0        | 3                 | 19½ / 30                          | Ngày thứ nhất         |                     |
| Năm 2020      | Internet                                      | Kỹ năng Mở                                                                                 |                                                       |                                                       | Nhanh                                                                        |             |            |                   | Thứ 2 (vào chung kết)             | Thứ 2 (vào chung kết) |                     |
| Năm 2020      | Internet                                      | Chess.com Giải vô địch cờ vua tốc độ 2020                                                  |                                                       |                                                       | Blitz 5 + 2, Blitz 3 + 2 và Bullet 1 + 1                                     |             |            |                   | Lọt vào bán kết                   | Lọt vào bán kết       |                     |
| Năm 2020      | Internet                                      | Bậc thầy về Airthings                                                                      |                                                       |                                                       | Nhanh                                                                        |             |            |                   | Lọt vào tứ kết                    | Lọt vào tứ kết        |                     |
| 2021          | Wijk aan Zee                                  | Bậc thầy thép Tata thứ 83                                                                  |                                                       |                                                       | Cổ điển                                                                      | 3           | 1          | 9                 | 7½ / 13                           | 6                     |                     |
| 2021          | Stavanger, Tromsø và Oslo                     | Norwegian League 2021 – 2022                                                               | Đồng đội (Offerspill)                                 | 29/10/2021 – 06/03/2022                               | Cổ điển                                                                      | 25          | 11         | 18                | 14                                | Á Quân                |                     |
| 2021          | Online (Meltwater Champions Chess Tour 2021)  | Skilling Open                                                                              | Cá nhân                                               | 22/11/2020 – 30/11/2020                               | Nhanh                                                                        |             |            |                   | 30                                | Á Quân                |                     |
| 2021          | Online (Meltwater Champions Chess Tour 2021)  | Airthings Masters                                                                          | Cá nhân                                               | 26/12/2020 – 03/01/2021                               | Nhanh                                                                        |             |            |                   |                                   | Tứ kết                |                     |
| 2021          | Online (Meltwater Champions Chess Tour 2021)  | Opera Euro Rapid                                                                           | Cá nhân                                               | 06/02/2021 – 14/02/2021                               | Nhanh                                                                        |             |            |                   | 35                                | Á Quân                |                     |
| 2021          | Online (Meltwater Champions Chess Tour 2021)  | Magnus Carlsen Invitational                                                                | Cá nhân                                               | 13/03/2021 – 21/03/2021                               | Nhanh                                                                        |             |            |                   | 50                                | Hạng Ba               |                     |
| 2021          | Online (Meltwater Champions Chess Tour 2021)  | New In Chess Classic                                                                       | Cá nhân                                               | 24/04/2021 – 02/05/2021                               | Nhanh                                                                        |             |            |                   | 96                                | Vô Địch               |                     |
| 2021          | Online (Meltwater Champions Chess Tour 2021)  | FTX Crypto Cup                                                                             | Cá nhân                                               | 23/05/2021 – 31/05/2021                               | Nhanh                                                                        |             |            |                   | 86                                | Vô ĐỊch               |                     |
| 2021          | Online (Meltwater Champions Chess Tour 2021)  | Goldmoney Asian Rapid                                                                      | Cá nhân                                               | 26/06/2021 – 04/07/2021                               | Nhanh                                                                        |             |            |                   |                                   | Hạng Ba               |                     |
| 2021          | Online (Meltwater Champions Chess Tour 2021)  | Aimchess US Rapid                                                                          | Cá nhân                                               | 28/08/2021 – 05/09/2021                               | Nhanh                                                                        |             |            |                   | 48                                | Vô Địch               |                     |
| 2021          | Online (Meltwater Champions Chess Tour 2021)  | Meltwater Champions Chess Tour Finals 2021                                                 | Cá nhân                                               | 25/09/2021 – 04/10/2021                               | Nhanh                                                                        |             |            |                   | 31½                               | Vô Địch               |                     |
| 2021          | Online (Pamplona, Tây Ban Nha)                | San Fermin Mundial                                                                         | Cá nhân                                               |                                                       | Chớp                                                                         |             |            |                   |                                   | Vô Địch               |                     |
| 2021          | Sochi, Nga                                    | Chess World Cup 2021                                                                       | Cá nhân                                               | 12/06/2021 – 06/08/2021                               | Cổ điển                                                                      | 8           | 0          | 6                 |                                   | Hạng Ba               |                     |
| 2021          | Sochi, Nga                                    | Chess World Cup 2021                                                                       | Cá nhân                                               | 12/06/2021 – 06/08/2021                               | Nhanh [25+10] (Tie-break)                                                    | 1           | 1          | 4                 |                                   | Hạng Ba               |                     |
| 2021          | Sochi, Nga                                    | Chess World Cup 2021                                                                       | Cá nhân                                               | 12/06/2021 – 06/08/2021                               | Nhanh [10+10] (Tie-break)                                                    | 1           | 1          | 0                 |                                   | Hạng Ba               |                     |
| 2021          | Sochi, Nga                                    | Chess World Cup 2021                                                                       | Cá nhân                                               | 12/06/2021 – 06/08/2021                               | Chớp (Tie-break)                                                             | 2           | 0          | 0                 |                                   | Hạng Ba               |                     |
| 2021          | Clarion Hotel Energy (Stavanger, Na Uy)       | Norway Chess 2021                                                                          | Cá nhân                                               | 07/09/2021 – 18/09/2021                               | Cổ điển                                                                      | 4           | 1          | 5                 | 19½                               | Vô Địch               |                     |
| 2021          | Clarion Hotel Energy (Stavanger, Na Uy)       | Norway Chess 2021                                                                          | Cá nhân                                               | 07/09/2021 – 18/09/2021                               | Armageddon                                                                   | 5           | 0          | 0                 | 19½                               | Vô Địch               |                     |
| 2021          | Struga                                        | Cúp câu lạc bộ cờ vua châu Âu lần thứ 36 , phần mở rộng, giải đấu bảng câu lạc bộ cờ vua 1 |                                                       |                                                       | Cổ điển                                                                      | 2           | 0          | 1                 | 2,5 / 3                           |                       |                     |
| 2021          | Internet                                      | Chung kết Giải Cờ vua Vô địch                                                              |                                                       |                                                       | Nhanh                                                                        |             |            |                   |                                   | Ngày thứ nhất         |                     |
| 2021          | Dubai                                         | World Chess Championship 2021                                                              | Cá nhân                                               | 24/11/2021 – 12/12/2021                               | Cổ điển                                                                      | 4           | 0          | 7                 | 7½                                | Vô Địch               |                     |
| 2023          | Online (Chess.com)                            | Titled Tuesday Blitz January 03 Early 2023                                                 | Cá nhân                                               | 03/01/2023                                            | Chớp                                                                         | 8           | 3          | 0                 | 8                                 | Hạng 16               |                     |
| 2023          | Online (Chess.com)                            | Titled Tuesday Blitz January 03 Late 2023                                                  | Cá nhân                                               | 04/01/2023                                            | Chớp                                                                         | 8           | 2          | 1                 | 8½                                | Hạng Bảy              |                     |
| 2023          | Online (Chess.com)                            | Titled Tuesday Blitz January 31 Late 2023                                                  | Cá nhân                                               | 01/02/2023                                            | Chớp                                                                         | 9           | 1          | 1                 | 9½                                | Vô Địch               |                     |
| 2023          | Online (Chess.com)                            | Titled Tuesday Blitz February 07 Late 2023                                                 | Cá nhân                                               | 08/02/2023                                            | Chớp                                                                         | 8           | 1          | 2                 | 8½                                | Hạng Mười             |                     |
| 2023          | Online (Chess.com)                            | Titled Tuesday Blitz February 28 Early 2023                                                | Cá nhân                                               | 28/02/2023                                            | Chớp                                                                         | 7           | 2          | 2                 | 8                                 | Hạng 16               |                     |
| 2023          | Online (Chess.com)                            | Titled Tuesday Blitz February 28 Late 2023                                                 | Cá nhân                                               | 01/03/2023                                            | Chớp                                                                         | 8           | 1          | 2                 | 9                                 | Hạng Năm              |                     |
| 2023          | Online (Chess.com)                            | Titled Tuesday Blitz March 07 Early 2023                                                   | Cá nhân                                               | 07/03/2023                                            | Chớp                                                                         | 6           | 0          | 0                 | 6                                 | Hạng 106              |                     |
| 2023          | Online (Chess.com)                            | Titled Tuesday Blitz March 07 Late 2023                                                    | Cá nhân                                               | 08/03/2023                                            | Chớp                                                                         | 9           | 2          | 0                 | 9                                 | Hạng Năm              |                     |
| 2023          | Online (Chess.com)                            | Titled Tuesday Blitz March 21 Early 2023                                                   | Cá nhân                                               | 21/03/2023                                            | Chớp                                                                         | 6           | 2          | 3                 | 7½                                | Hạng 31               |                     |
| 2023          | Online (Chess.com)                            | Titled Tuesday Blitz March 21 Late 2023                                                    | Cá nhân                                               | 22/03/2023                                            | Chớp                                                                         | 8           | 1          | 2                 | 9                                 | Hạng Năm              |                     |
| 2023          | Online (Chess.com)                            | Titled Tuesday Blitz April 18 Late 2023                                                    | Cá nhân                                               | 19/04/2023                                            | Chớp                                                                         | 8           | 1          | 2                 | 9                                 | Vô Địch               |                     |
| 2023          | Online (Chess.com)                            | Titled Tuesday Blitz May 9 Early 2023                                                      | Cá nhân                                               | 09/05/2023                                            | Chớp                                                                         | 9           | 0          | 2                 | 10                                | Vô Địch               |                     |
| 2023          | Online (Chess.com)                            | Titled Tuesday Blitz May 9 Late 2023                                                       | Cá nhân                                               | 10/05/2023                                            | Chớp                                                                         | 7           | 2          | 2                 | 8                                 | Hạng 13               |                     |
| 2023          | Online (Chess.com)                            | Titled Tuesday Blitz May 16 Late 2023                                                      | Cá nhân                                               | 17/05/2023                                            | Chớp                                                                         | 2           | 0          | 0                 | 2                                 | Hạng 343              |                     |
| 2023          | Online (Chess.com)                            | Titled Tuesday Blitz May 23 Late 2023                                                      | Cá nhân                                               | 24/05/2023                                            | Chớp                                                                         | 8           | 1          | 2                 | 9                                 | Hạng Tư               |                     |
| 2023          | Online (Chess.com)                            | Titled Tuesday Blitz June 13 Early 2023                                                    | Cá nhân                                               | 13/06/2023                                            | Chớp                                                                         | 7           | 0          | 4                 | 9                                 | Hạng Tư               |                     |
| 2023          | Online (Chess.com)                            | Titled Tuesday Blitz June 20 Early 2023                                                    | Cá nhân                                               | 20/06/2023                                            | Chớp                                                                         | 8           | 0          | 2                 | 8½                                | Hạng Tám              |                     |
| 2023          | Online (Chess.com)                            | Titled Tuesday Blitz June 20 Late 2023                                                     | Cá nhân                                               | 21/06/2023                                            | Chớp                                                                         | 2           | 0          | 1                 | 2½                                | Hạng 307              |                     |
| 2023          | Online (Chess.com)                            | Titled Tuesday Blitz June 27 Late 2023                                                     | Cá nhân                                               | 28/06/2023                                            | Chớp                                                                         | 8           | 2          | 1                 | 8½                                | Hạng Tám              |                     |
| 2023          | Online (Chess.com)                            | Titled Tuesday Blitz July 4 Late 2023                                                      | Cá nhân                                               | 05/07/2023                                            | Chớp                                                                         | 11          | 0          | 0                 | 11                                | Vô Địch               |                     |
| 2023          | Online (Chess.com)                            | Titled Tuesday Blitz July 11 Late 2023                                                     | Cá nhân                                               | 12/07/2023                                            | Chớp                                                                         | 8           | 0          | 3                 | 9½                                | Vô Địch               |                     |
| 2023          | Online (Chess.com)                            | Titled Tuesday Blitz July 18 Early 2023                                                    | Cá nhân                                               | 18/07/2023                                            | Chớp                                                                         | 7           | 0          | 1                 | 7½                                | Hạng 39               |                     |
| 2023          | Online (Chess.com)                            | Titled Tuesday Blitz July 25 Late 2023                                                     | Cá nhân                                               | 26/07/2023                                            | Chớp                                                                         | 8           | 2          | 1                 | 8½                                | Hạng Chín             |                     |
| 2023          | Online (Chess.com)                            | Titled Tuesday Blitz August 1 Early 2023                                                   | Cá nhân                                               | 01/08/2023                                            | Chớp                                                                         | 9           | 0          | 2                 | 10                                | Vô Địch               |                     |
| 2023          | Online (Chess.com)                            | Titled Tuesday Blitz August 1 Late 2023                                                    | Cá nhân                                               | 02/08/2023                                            | Chớp                                                                         | 8           | 0          | 3                 | 9½                                | Á Quân                |                     |
| 2023          | Wijk aan Zee, Hà Lan                          | Tata Steel Chess Masters 2023                                                              | Cá nhân                                               | 13/01/2023 – 29/01/2023                               | Cổ điển                                                                      | 5           | 2          | 6                 | 8                                 | Hạng Ba               |                     |
| 2023          | Online (Champions Chess Tour 2023, Chess.com) | Airthings Masters 2023                                                                     | Cá nhân                                               | 03/02/2023 – 10/02/2023                               | Nhanh [15+3]                                                                 | 4           | 1          | 11                | 10                                | Vô Địch               |                     |
| 2023          | Online (Champions Chess Tour 2023, Chess.com) | Airthings Masters 2023                                                                     | Cá nhân                                               | 03/02/2023 – 10/02/2023                               | Armageddon                                                                   | 0           | 0          | 2                 | 10                                | Vô Địch               |                     |
| 2023          | Online (Champions Chess Tour 2023, Chess.com) | Chessable Masters 2023                                                                     | Cá nhân                                               | 13/03/2023 – 07/04/2023                               | Nhanh [15+3]                                                                 | 5           | 2          | 5                 | 8                                 | Hạng Ba               |                     |
| 2023          | Online (Champions Chess Tour 2023, Chess.com) | Chessable Masters 2023                                                                     | Cá nhân                                               | 13/03/2023 – 07/04/2023                               | Armageddon                                                                   | 0           | 2          | 2                 | 8                                 | Hạng Ba               |                     |
| 2023          | Online (Champions Chess Tour 2023, Chess.com) | Aimchess Rapid 2023                                                                        | Cá nhân                                               | 12/06/2023 – 14/07/2023                               | Nhanh [10+2]                                                                 | 7           | 2          | 2                 | 19½                               | Vô Địch               |                     |
| 2023          | Online (Champions Chess Tour 2023, Chess.com) | Aimchess Rapid 2023                                                                        | Cá nhân                                               | 12/06/2023 – 14/07/2023                               | Nhanh [15+3]                                                                 | 8           | 1          | 5                 | 19½                               | Vô Địch               |                     |
| 2023          | Online (Champions Chess Tour 2023, Chess.com) | Aimchess Rapid 2023                                                                        | Cá nhân                                               | 12/06/2023 – 14/07/2023                               | Armageddon                                                                   | 1           | 0          | 0                 | 19½                               | Vô Địch               |                     |
| 2023          | Online                                        | Pro Chess League 2023                                                                      | Đồng đội (Canada Chessbrahs)                          | 01/02/2023 – 29/05/2023                               |                                                                              |             |            |                   |                                   | Hạng Mười             |                     |

## Vinh danh
Carlsen giành Oscar Cờ vua vào các năm 2009, 2010, 2011 và 2012. Oscar Cờ vua được tạp chí cờ vua Nga "64" trao cho kỳ thủ xuất sắc nhất năm thông qua các phiếu bầu từ những nhà phê bình cờ vua, phóng viên và tác giả. Tờ báo Na Uy "Verdens Gang" đã trao tặng danh hiệu Årets navn ("Người của năm") cho Carlsen 2 lần, vào năm 2009 và 2013. VG cũng trao tặng anh danh hiệu "Vận động viên của năm" vào năm 2009. Trong cùng năm đó, anh được trao tặng danh hiệu Folkets Idrettspris – một danh hiệu do các độc giả tờ Dagbladet bình chọn. Vào năm 2011, anh được trao giải thưởng Peer Gynt, một giải thưởng của Na Uy nhằm vinh danh người hoặc tổ chức đã có những thành tích xuất sắc và vượt trội trong năm vừa qua. Năm 2012, anh tiếp tục được trao tặng giải "Folkets Idrettspris". Năm 2013, tạp chí Time vinh danh Carlsen là một trong 100 người ảnh hưởng nhất đến thế giới.

## Phong cách thi đấu
Khi còn bé, Carlsen có phong cách thi đấu dữ dội và mạnh mẽ, và theo Agdestein, phong cách chơi của anh được miêu tả là "không sợ hãi, luôn sẵn sàng thí quân để hoạt động". Khi trưởng thành, Carlsen nhận ra rằng phong cách chơi mạo hiểm này không còn phù hợp ở đẳng cấp thế giới nữa. Khi tham dự các giải đấu hàng đầu, anh luôn vất vả trước các kỳ thủ mạnh và gặp rất nhiều khó khăn sau khai cuộc. Để có thể tiếp tục, phong cách của Carlsen trở nên ôn hòa hơn, có khả năng xử lý tốt tất cả các loại thế trận. Khi khai cuộc, Carlsen thường mở đầu với 1.d4 và 1.e4 cũng như 1.c4 và 1.Mf3 khiến cho các đối thủ rất khó đối phó với anh. Evgeny Sveshnikov đã từng phê bình cách chơi khai cuộc của Carlsen, trả lời trong một cuộc phỏng vấn năm 2013 rằng nếu không có một sự tiếp cận "khoa học" để chuẩn bị, "tương lai của anh ta không hề hứa hẹn".
Jan Timman, 2012
Gary Kasparov, người huấn luyện Carlsen từ 2009 đến 2010 nói rằng Carlsen có phong cách nặng về chiến lược và thế trận giống với các cựu vô địch thế giới như Anatoly Karpov, José Raúl Capablanca và Vasily Smyslov hơn là về chiến thuật như Alexander Alekhine, Mikhail Tal và chính bản thân Kasparov. Tuy nhiên, theo Carlsen, anh không thiên về loại phong cách thi đấu nào cả. Vào năm 2013, Kasparov cho rằng "Carlsen là sự tổng hợp của Karpov và Bobby Fischer. Anh tìm cách đạt được thế trận tốt hơn và không bao giờ để tuột mất. Điều đó khiến các đối thủ cảm thấy mệt mỏi và kiệt sức." Anand đã từng phát biểu về Carlsen: "Các ý tưởng lớn xuất hiện trong đầu anh ta một cách rất tự nhiên. Anh ta cũng rất linh hoạt. Anh ta biết mọi loại cấu trúc và có thể chơi gần như bất kỳ thế trận nào. … Magnus quả thật có thể làm bất cứ việc gì." Kasparov bày tỏ quan điểm tương tự: "Carlsen có khả năng đánh giá chính xác mọi loại thế trận, điều mà trước đó chỉ có Kasparov mới dám khoe khoang." Trong một cuộc phỏng vấn năm 2012, Vladimir Kramnik cho rằng rất nhiều thành công của Carlsen trước các kỳ thủ hàng đầu đến từ "nền tảng thể lực tuyệt vời" và khả năng tránh "sai sót tâm lý", khiến cho Carlsen có thể duy trì thi đấu ở mức độ cao qua các trận đấu dài hơi và đến tận cuối các giải đấu, khi mà các kỳ thủ khác đều đã cảm thấy mệt mỏi.

Kỹ năng tàn cuộc của Carlsen được miêu tả là thuộc hàng xuất sắc nhất trong lịch sử cờ vua. Jon Speelman, phân tích một vài trận mà Carlsen chơi toàn cuộc từ Giải London Classic năm 2012 (đặc biệt là chiến thắng trước McShane, Aronian và Adams) đã miêu tả một thứ mà ông gọi là "Hiệu ứng Carlsen": 
... nhờ sự kết hợp giữa kỹ năng và danh tiếng, anh ta khiến mọi đối thủ phải mắc lỗi. … Anh ta có thể chơi mãi mãi một cách bình tĩnh, cẩn thận và có lẽ quan trọng nhất là không hề sợ hãi: tính toán chính xác với chỉ một vài lỗi sai và một tỉ lệ lớn các nước "rất tốt". Điều đó làm cho anh ta trở thành một con quái vật và khiến rất nhiều đối thủ sợ hãi, nản chí.

## Elo

### Thành tích
Vào tháng 1 năm 2009, theo bảng xếp hạng của FIDE, với 15 tuổi, 32 ngày, Carlsen đạt elo 2625, trở thành kỳ thủ trẻ nhất từng vượt qua mốc 2600 (kỷ lục này sau đó bị phá vỡ bởi Wesley So ở 14 tuổi, 358 ngày). Vào tháng 7 năm 2007, ở 16 tuổi, 213 ngày, Carlsen đạt elo 2710, trở thành kỳ thủ trẻ nhất từng vượt qua mốc 2700. Vào tháng 5 tháng 9 năm 2008, sau khi thắng vòng 4 tại Giải Bilbaol Carlsen, chỉ mới 17 tuổi, 280 ngày đã trở thành số 1 thế giới trên bảng xếp hạng chưa chính thức. Chức vô địch Giải Nanjing Pearl 2009 giúp cho elo của Carlsen tăng lên 2801, khiến anh trở thành người trẻ nhất từng vượt qua mốc 2800 (18 tuổi, 336 ngày). Người trẻ nhất trước đó là Kramnik ở tuổi 25 Trước Carlsen, chỉ có Kasparov, Topalov, Kramnik và Anand từng vượt qua mốc 2800. Sau Giải Tưởng niệm Tal (tháng 11 năm 2009) anh trở thành số 1 thế giới trên bảng xếp hạng không chính thức với mức elo mới là 2805.7, 0.6 điểm nhiều hơn kỳ thủ số 2, Veselin Topalov.
Theo bảng xếp hạng FIDE tháng 1 năm 2010 (tính 16 trận tại Giải Tưởng niệm Tal và Giải London Chess Classic), Elo của Carlsen đạt mốc 2810. Điều này đồng nghĩa với việc Carlsen trở thành số 1 trẻ nhất trong lịch sử thế giới (19 tuổi, 32 ngày) và là kỳ thủ số 1 đầu tiên không thuộc Nga và các nước Đông Âu kể từ Bobby Fischer năm 1971.
Theo bảng xếp hạng FIDE tháng 3 năm 2010, Carlsen đạt mức elo cao mới trong sự nghiệp là 2813 – chỉ sau Kasparov. Vào tháng 1 năm 2013, theo bảng xếp hạng FIDE< Carlsen đạt elo 2861, vượt qua kỷ lục elo 2851 của Kasparov lập được vào tháng 7 năm 1999.

### Thứ hạng trong top 100 FIDE
| Bảng xếp hạng     | Elo  | Số ván đấu | Thay đổi | Xếp hạng | Tuổi              |
| ----------------- | ---- | ---------- | -------- | -------- | ----------------- |
| Tháng 1 năm 2006  | 2625 | 40         | +55      | 89       | 15 tuổi, 1 tháng  |
| Tháng 4 năm 2006  | 2646 | 13         | +21      | 63       | 15 tuổi, 4 tháng  |
| Tháng 7 năm 2006  | 2675 | 27         | +29      | 31       | 15 tuổi, 7 tháng  |
| Tháng 10 năm 2006 | 2698 | 46         | +23      | 21       | 15 tuổi, 10 tháng |
| Tháng 1 năm 2007  | 2690 | 11         | −8       | 24       | 16 tuổi, 1 tháng  |
| Tháng 4 năm 2007  | 2693 | 27         | +3       | 22       | 16 tuổi, 4 tháng  |
| Tháng 7 năm 2007  | 2710 | 19         | +17      | 17       | 16 tuổi, 7 tháng  |
| Tháng 10 năm 2007 | 2714 | 25         | +4       | 16       | 16 tuổi, 10 tháng |
| Tháng 1 năm 2008  | 2733 | 37         | +19      | 13       | 17 tuổi, 1 tháng  |
| Tháng 4 năm 2008  | 2765 | 27         | +32      | 5        | 17 tuổi, 4 tháng  |
| Tháng 7 năm 2008  | 2775 | 16         | +10      | 6        | 17 tuổi, 7 tháng  |
| Tháng 10 năm 2008 | 2786 | 31         | +11      | 4        | 17 tuổi, 10 tháng |
| Tháng 1 năm 2009  | 2776 | 17         | −10      | 4        | 18 tuổi, 1 tháng  |
| Tháng 4 năm 2009  | 2770 | 27         | −6       | 3        | 18 tuổi, 4 tháng  |
| Tháng 7 năm 2009  | 2772 | 12         | +2       | 3        | 18 tuổi, 7 tháng  |
| Tháng 9 năm 2009  | 2772 | 10         | 0        | 4        | 18 tuổi, 9 tháng  |
| Tháng 11 năm 2009 | 2801 | 10         | +29      | 2        | 18 tuổi, 11 tháng |
| Tháng 1 năm 2010  | 2810 | 16         | +9       | 1        | 19 tuổi, 1 tháng  |
| Tháng 3 năm 2010  | 2813 | 13         | +3       | 1        | 19 tuổi, 3 tháng  |
| Tháng 5 năm 2010  | 2813 | 0          | 0        | 1        | 19 tuổi, 5 tháng  |
| Tháng 7 năm 2010  | 2826 | 10         | +13      | 1        | 19 tuổi, 7 tháng  |
| Tháng 9 năm 2010  | 2826 | 0          | 0        | 1        | 19 tuổi, 9 tháng  |
| Tháng 11 năm 2010 | 2802 | 14         | −24      | 2        | 19 tuổi, 11 tháng |
| Tháng 1 năm 2011  | 2814 | 17         | +12      | 1        | 20 tuổi, 1 tháng  |
| Tháng 3 năm 2011  | 2815 | 13         | +1       | 2        | 20 tuổi, 3 tháng  |
| Tháng 5 năm 2011  | 2815 | 0          | 0        | 2        | 20 tuổi, 5 tháng  |
| Tháng 7 năm 2011  | 2821 | 10         | +6       | 1        | 20 tuổi, 7 tháng  |
| Tháng 9 năm 2011  | 2823 | 10         | +2       | 1        | 20 tuổi, 9 tháng  |
| Tháng 11 năm 2011 | 2826 | 10         | +3       | 1        | 20 tuổi, 11 tháng |
| Tháng 1 năm 2012  | 2835 | 17         | +9       | 1        | 21 tuổi, 1 tháng  |
| Tháng 3 năm 2012  | 2835 | 13         | 0        | 1        | 21 tuổi, 3 tháng  |
| Tháng 5 năm 2012  | 2835 | 0          | 0        | 1        | 21 tuổi, 5 tháng  |
| Tháng 7 năm 2012  | 2837 | 9          | +2       | 1        | 21 tuổi, 7 tháng  |
| Tháng 8 năm 2012  | 2837 | 0          | 0        | 1        | 21 tuổi, 8 tháng  |
| Tháng 9 năm 2012  | 2843 | 10         | +6       | 1        | 21 tuổi, 9 tháng  |
| Tháng 10 năm 2012 | 2843 | 0          | 0        | 1        | 21 tuổi, 10 tháng |
| Tháng 11 năm 2012 | 2848 | 10         | +5       | 1        | 21 tuổi, 11 tháng |
| Tháng 12 năm 2012 | 2848 | 0          | 0        | 1        | 22 tuổi           |
| Tháng 1 năm 2013  | 2861 | 8          | +13      | 1        | 22 tuổi, 1 tháng  |
| Tháng 2 năm 2013  | 2872 | 13         | +11      | 1        | 22 tuổi, 2 tháng  |
| Tháng 3 năm 2013  | 2872 | 0          | 0        | 1        | 22 tuổi, 3 tháng  |
| Tháng 4 năm 2013  | 2872 | 0          | 0        | 1        | 22 tuổi, 4 tháng  |
| Tháng 5 năm 2013  | 2868 | 14         | −4       | 1        | 22 tuổi, 5 tháng  |
| Tháng 6 năm 2013  | 2864 | 9          | −4       | 1        | 22 tuổi, 6 tháng  |
| Tháng 7 năm 2013  | 2862 | 9          | −2       | 1        | 22 tuổi, 7 tháng  |
| Tháng 8 năm 2013  | 2862 | 0          | 0        | 1        | 22 tuổi, 8 tháng  |
| Tháng 9 năm 2013  | 2862 | 0          | 0        | 1        | 22 tuổi, 9 tháng  |
| Tháng 10 năm 2013 | 2870 | 6          | +8       | 1        | 22 tuổi, 10 tháng |
| Tháng 11 năm 2013 | 2870 | 0          | 0        | 1        | 22 tuổi, 11 tháng |
| Tháng 12 năm 2013 | 2872 | 10         | +2       | 1        | 23 tuổi           |
| Tháng 1 năm 2014  | 2872 | 0          | 0        | 1        | 23 tuổi, 1 tháng  |
| Tháng 2 năm 2014  | 2872 | 0          | 0        | 1        | 23 tuổi, 2 tháng  |
| Tháng 3 năm 2014  | 2881 | 5          | +9       | 1        | 23 tuổi, 3 tháng  |

- Elo được in đậm là mức elo cao nhất mà anh đạt được tính đến ngày bảng xếp hạng được công bố

## Tỉ số đối đầu với một vài đại kiện tướng
(Không tính cờ nhanh, cờ chớp và cờ tưởng; được viết dưới dạng +thắng –thua =hòa, tính đến 3 Tháng 2 2014.)

Kỳ thủ từng vô địch thế giới được in đậm
- Michael Adams +8−1=6
- Evgeny Alekseev +0−2=7
- Viswanathan Anand +10−8=38
- Levon Aronian +12−5=31
- Étienne Bacrot +3−0=8
- Fabiano Caruana +8−5=10
- Leinier Domínguez +5−0=5
- Vugar Gashimov +1−0=3
- Boris Gelfand +5−1=9
- Anish Giri +0−1=11
- Alexander Grischuk +4−1=8
- Pentala Harikrishna +2−1=2
- Vassily Ivanchuk +8−3=15
- Dmitry Jakovenko +4−0=2
- Baadur Jobava +2−2=2
- Gata Kamsky +3−2=6
- Sergey Karjakin +3−1=14
- Vladimir Kramnik +5−4=14
- Peter Leko +3−3=10
- Vladimir Malakhov +0−0=4
- Shakhriyar Mamedyarov +5−1=7
- Luke McShane +3−1=2
- Alexander Morozevich +3−0=8
- Sergei Movsesian +0−1=2
- Arkadij Naiditsch +3−2=7
- Hikaru Nakamura +12−0=18
- David Navara +1−1=4
- Ian Nepomniachtchi +0−3=1
- Judit Polgár +2−0=1
- Ruslan Ponomariov +2−1=3
- Teimour Radjabov +8−1=17
- Krishnan Sasikiran +0−0=3
- Alexei Shirov +6−2=8
- Nigel Short +2−0=3
- Sanan Sjugirov +0−1=0
- Peter Svidler +1−2=10
- Evgeny Tomashevsky +1−0=1
- Veselin Topalov +8−5=9
- Maxime Vachier-Lagrave +5−1=8
- Loek van Wely +7−2=5
- Andrei Volokitin +0−4=2
- Vương Hạo +3−2=1

| \| Tên \| Thắng \| Thua \| Hòa \| Tỉ lệ dành điểm (%) \| \| ---------------------- \| ----- \| ---- \| --- \| ------------------- \| \| Michael Adams \| 8 \| 1 \| 4 \| 76.92 \| \| Evgeny Alekseev \| 0 \| 2 \| 7 \| 38.89 \| \| Viswanathan Anand \| 6 \| 6 \| 28 \| 50 \| \| Levon Aronian \| 8 \| 4 \| 27 \| 55.13 \| \| Étienne Bacrot \| 3 \| 0 \| 7 \| 65 \| \| Ferenc Berkes \| 0 \| 1 \| 0 \| 0 \| \| Lázaro Bruzón \| 1 \| 1 \| 1 \| 50 \| \| Fabiano Caruana \| 3 \| 2 \| 5 \| 55 \| \| Leinier Domínguez \| 5 \| 0 \| 5 \| 75 \| \| Vugar Gashimov \| 1 \| 0 \| 3 \| 62.5 \| \| Boris Gelfand \| 5 \| 1 \| 9 \| 63.33 \| \| Anish Giri \| 0 \| 1 \| 4 \| 40 \| \| Alexander Grischuk \| 2 \| 0 \| 7 \| 61.11 \| \| Wang Hao \| 3 \| 2 \| 1 \| 58.33 \| \| Pentala Harikrishna \| 1 \| 1 \| 2 \| 50 \| \| Vassily Ivanchuk \| 8 \| 3 \| 14 \| 60 \| \| Dmitry Jakovenko \| 4 \| 0 \| 2 \| 83.33 \| \| Baadur Jobava \| 1 \| 2 \| 2 \| 40 \| \| Gata Kamsky \| 3 \| 2 \| 6 \| 54.55 \| \| Sergey Karjakin \| 3 \| 1 \| 11 \| 56.67 \| \| Vladimir Kramnik \| 4 \| 4 \| 12 \| 50 \| \| Peter Leko \| 2 \| 3 \| 10 \| 46.67 \| \| Vladimir Malakhov \| 0 \| 0 \| 4 \| 50 \| \| Shakhriyar Mamedyarov \| 1 \| 1 \| 6 \| 50 \| \| Luke McShane \| 3 \| 1 \| 2 \| 66.67 \| \| Alexander Morozevich \| 3 \| 0 \| 8 \| 63.64 \| \| Sergei Movsesian \| 0 \| 1 \| 2 \| 33.33 \| \| Arkadij Naiditsch \| 3 \| 0 \| 7 \| 65 \| \| Hikaru Nakamura \| 8 \| 0 \| 15 \| 67.39 \| \| David Navara \| 1 \| 1 \| 3 \| 50 \| \| Ian Nepomniachtchi \| 0 \| 2 \| 1 \| 16.67 \| \| Judit Polgár \| 2 \| 0 \| 1 \| 83.33 \| \| Ruslan Ponomariov \| 2 \| 1 \| 3 \| 58.33 \| \| Teimour Radjabov \| 8 \| 1 \| 17 \| 63.46 \| \| Krishnan Sasikiran \| 0 \| 0 \| 3 \| 50 \| \| Alexei Shirov \| 6 \| 2 \| 8 \| 62.5 \| \| Nigel Short \| 2 \| 0 \| 3 \| 70 \| \| Sanan Sjugirov \| 0 \| 1 \| 0 \| 0 \| \| Peter Svidler \| 1 \| 2 \| 9 \| 45.83 \| \| Evgeny Tomashevsky \| 0 \| 0 \| 1 \| 50 \| \| Veselin Topalov \| 8 \| 3 \| 5 \| 65.63 \| \| Maxime Vachier-Lagrave \| 2 \| 1 \| 2 \| 60 \| \| Loek van Wely \| 5 \| 2 \| 5 \| 62.5 \| \| Andrei Volokitin \| 0 \| 4 \| 2 \| 16.67 \| |       |      |     |                     |
| Tên | Thắng | Thua | Hòa | Tỉ lệ dành điểm (%) |
| Michael Adams | 8     | 1    | 4   | 76.92               |
| Evgeny Alekseev | 0     | 2    | 7   | 38.89               |
| Viswanathan Anand | 6     | 6    | 28  | 50                  |
| Levon Aronian | 8     | 4    | 27  | 55.13               |
| Étienne Bacrot | 3     | 0    | 7   | 65                  |
| Ferenc Berkes | 0     | 1    | 0   | 0                   |
| Lázaro Bruzón | 1     | 1    | 1   | 50                  |
| Fabiano Caruana | 3     | 2    | 5   | 55                  |
| Leinier Domínguez | 5     | 0    | 5   | 75                  |
| Vugar Gashimov | 1     | 0    | 3   | 62.5                |
| Boris Gelfand | 5     | 1    | 9   | 63.33               |
| Anish Giri | 0     | 1    | 4   | 40                  |
| Alexander Grischuk | 2     | 0    | 7   | 61.11               |
| Wang Hao | 3     | 2    | 1   | 58.33               |
| Pentala Harikrishna | 1     | 1    | 2   | 50                  |
| Vassily Ivanchuk | 8     | 3    | 14  | 60                  |
| Dmitry Jakovenko | 4     | 0    | 2   | 83.33               |
| Baadur Jobava | 1     | 2    | 2   | 40                  |
| Gata Kamsky | 3     | 2    | 6   | 54.55               |
| Sergey Karjakin | 3     | 1    | 11  | 56.67               |
| Vladimir Kramnik | 4     | 4    | 12  | 50                  |
| Peter Leko | 2     | 3    | 10  | 46.67               |
| Vladimir Malakhov | 0     | 0    | 4   | 50                  |
| Shakhriyar Mamedyarov | 1     | 1    | 6   | 50                  |
| Luke McShane | 3     | 1    | 2   | 66.67               |
| Alexander Morozevich | 3     | 0    | 8   | 63.64               |
| Sergei Movsesian | 0     | 1    | 2   | 33.33               |
| Arkadij Naiditsch | 3     | 0    | 7   | 65                  |
| Hikaru Nakamura | 8     | 0    | 15  | 67.39               |
| David Navara | 1     | 1    | 3   | 50                  |
| Ian Nepomniachtchi | 0     | 2    | 1   | 16.67               |
| Judit Polgár | 2     | 0    | 1   | 83.33               |
| Ruslan Ponomariov | 2     | 1    | 3   | 58.33               |
| Teimour Radjabov | 8     | 1    | 17  | 63.46               |
| Krishnan Sasikiran | 0     | 0    | 3   | 50                  |
| Alexei Shirov | 6     | 2    | 8   | 62.5                |
| Nigel Short | 2     | 0    | 3   | 70                  |
| Sanan Sjugirov | 0     | 1    | 0   | 0                   |
| Peter Svidler | 1     | 2    | 9   | 45.83               |
| Evgeny Tomashevsky | 0     | 0    | 1   | 50                  |
| Veselin Topalov | 8     | 3    | 5   | 65.63               |
| Maxime Vachier-Lagrave | 2     | 1    | 2   | 60                  |
| Loek van Wely | 5     | 2    | 5   | 62.5                |
| Andrei Volokitin | 0     | 4    | 2   | 16.67               |

## Các trận đấu đáng nhớ
- Lưu trữ ngày 14 tháng 3 năm 2020 tại Wayback Machine Carlsen vô địch Tata Steel Chess 2019 lần thứ 7
- Carlsen–Garry Kasparov, Reykjavík Rapid (2004), Queen's Gambit Declined: Cambridge Springs Variation (D52), ½–½ Ở tuổi 13, Carlsen đã có cơ hội chiến thắng rất rõ ràng với ván cờ nhanh trước Garry Kasparov,[19] kỳ thủ số 1 thế giới thời điểm bấy giờ,[162] và được rất nhiều người công nhận là kỳ thủ vĩ đại nhất mọi thời đại.[163]
- Carlsen–Veselin Topalov, M-Tel Masters (2009), Semi-Slav Defense: General (D43), 1–0 Đây là chiến thắng đầu tiên của Carlsen trước một kỳ thủ 2800+.[164]
- Carlsen–Boris Gelfand, Tal Memorial (2011), Slav Defense: Quiet Variation. Schallopp Defense (D12), 1–0 Kỳ thủ số 1 Israel và cũng là người thách đấu nhà vô địch thế giới Anand, Gelfand tấn công mạnh mẽ bằng xe vào hàng cuối của Đen nhưung Carlsen đã chế ngự được. Carlsen gọi đây là "một trong những ván thú vị nhất tôi từng chơi gần đây".[165]
- Carlsen–Hikaru Nakamura, London Chess Classic (2011), Italian Game: Classical Variation. Giuoco Pianissimo (C53), 1–0 Chạm trán với kỳ thủ số 1 nước Mỹ, Carlsen phá hủy cấu trúc tốt của bên Đen.
- Carlsen–Viswanathan Anand, Bilbao Masters (2012), Sicilian Defense: Canal Attack. Main Line (B52), 1–0 Đối đầu với đương kim vô địch thế giới trong một trận đấu mà anh công nhận là một trong những ván hay nhất trong sự nghiệp của mình,[166] Carlsen thí 1 tốt và khiến bên Đen rơi vào thế trận chật hẹp, gò bó, khiến cho Anand phải bỏ cuộc ở nước thứ 30.

## Ngoài cờ vua
Carlsen là người mẫu cho chiến dịch quảng cáo thu đông 2010 của G-Star Raw với diễn viên Liv Tyler. Anton Corbijn là người chụp ảnh. Chiến dịch này được kết hợp với sự kiện "RAW World Chess Challenge" ở New York – một sự kiện mà Carlsen đấu online với một đội gồm các kỳ thủ trên toàn thế giới (đội sẽ đi nước đi được nhiều người trong đội chọn nhất, những nước đi này được gợi ý bởi 3 GM: Maxime Vachier-Lagrave, Hikaru Nakamura và Judit Polgár). Carlsen, cầm trắng, thắng sau 43 nước. Đạo diễn J.J.Abrams đề nghị Carlsen tham gia đóng "Star Trek Into Darkness" với vai "kỳ thủ đến từ tương lai" nhưng anh đã từ chối vì không đạt được giấy cấp phép làm việc ở Mỹ trong thời gian quay phim. Vào năm 2012, Carlsen xuất hiện trong chương trình "60 Minutes" của CBS, và là khách mời của "The Colbert Report". Anh cũng được phỏng vấn bởi Rainn Wilson cho SoulPancake. Carlsen được chọn là một trong những "người đàn ông gợi cảm của năm 2013" bởi tạp chí Cosmopolitan. Vào tháng 8 năm 2013, Carlsen trở thành đại sứ cho Nordic Semiconductor.
Kể từ 2012, Carlsen là kỳ thủ duy nhất đang thi đấu có một người quản lý riêng toàn thời gian. Espen Agdestein, anh của huấn luyện viên cũ Simen và một kiện tướng FIDE đồng thời cũng từng tham dự Olympiad Cờ vua 2 lần với đội tuyển Na Uy, bắt đầu làm việc như một người đại diện cho Carlsen vào khoảng cuối năm 2008. Công việc của Espen Agdestein là tìm kiếm tài trợ và sắp xếp các cuộc liên hệ với giới truyền thông, nhưng kể từ 2011, anh đảm nhiệm thêm công việc quản lý (công việc này trước đây do ông Henrik Carlsen (cha của Carlsen) đảm nhiệm). Carlsen công bố số tiền mà anh kiếm được năm 2012 là 1,2 triệu USD, phần lớn đến từ các nhà tài trợ.
Vào tháng 2 năm 2014, Carlsen xuất hiện trong chiến dịch quảng cáo xuân - hè năm 2014 của G-Star Raw cùng với diễn viên kiêm người mẫu Lily Cole.

## Sách và phim
- Valaker, O; Carlsen, M. (2004). Lær sjakk med Magnus [Learn Chess with Magnus]. Gyldendal Norsk Forlag. ISBN 978-82-05-33963-7.
- The Prince of Chess, a film about Magnus Carlsen (2005). Directed by Øyvind Asbjørnsen.[179]
- Opedal, Hallgeir (2011). Smarte trekk. Magnus Carlsen: Verdens beste sjakkspiller [Smart Moves. Magnus Carlsen: The World's Best Chess player]. Kagge. ISBN 978-82-489-1050-3
- Mikhalchishin, Adrian; Stetsko, Oleg. (2012). Fighting Chess with Magnus Carlsen (Progress in Chess). Edition Olms. ISBN 978-3-283-01020-1.
- Crouch, Colin (2013). Magnus Force: How Carlsen Beat Kasparov's Record. Everyman Chess. ISBN 978-1-78194-133-1.